# Église Saint-Sulpice de Saint-Sulpice-de-Favières
Pour les articles homonymes, voir Église Saint-Sulpice et Saint-Sulpice.
L’église Saint-Sulpice est une église paroissiale catholique, dédiée à saint Sulpice le Pieux, évêque de Bourges. Elle se situe dans la commune française de Saint-Sulpice-de-Favières, dans le département de l'Essonne, en Île-de-France.
Chaque voyageur remarque la disproportion éclatante entre la taille du village, qui a toujours été modeste, et la splendeur et les dimensions de l'église. Elle ne s'explique que par sa vocation d'église de pèlerinage, l'un des plus importants du diocèse de Paris dont la paroisse faisait partie, et par l'impulsion du pouvoir royal, sachant que le pèlerinage avait les faveurs de Saint Louis.
Édifiée pendant les dernières années de sa vie, et non achevée à sa mort, l'église est l'un des principaux édifices gothiques rayonnants de la région, et son architecte connaissait les grands chantiers royaux de son époque. Les travaux s'arrêtent toutefois avant la fin du XIIIe siècle, et quand ils reprennent au siècle suivant, ce n'est que pour édifier la façade occidentale : la nef reste inachevée, ou bien est détruite partiellement sous les guerres de religion. Le plan de l'église est simple, sans transept ni déambulatoire, mais l'architecture est très élaborée, en évitant autant que possible les murs pleins, en y substituant de vastes verrières, ou des arcatures plaquées. Les collatéraux dépassent une hauteur de 11 m sous  voûtes, ils sont à eux seuls plus élevés que beaucoup d'églises rurales. Le chœur est particulièrement élancé et lumineux, culminant à une hauteur de 22,80 m. La minceur des supports et la belle sculpture des chapiteaux contribuent aussi à l'élégance de l'église. Son abside avec claire-voie et des fenêtres sur trois niveaux superposés sont particulièrement remarquables.
Au moment de son classement au titre des monuments historiques, par la liste de 1840, l'église tombe presque en ruines. Elle a été restaurée pendant le dernier quart du XIXe siècle, et fait toujours la fierté du village et de la paroisse. L'église reste un lieu de culte vivant, où des messes sont célébrées plusieurs fois par semaine.

## Situation
L'église Saint-Sulpice est située en Île-de-France, dans le département de l'Essonne, sur le versant sud de la vallée de l'Orge, au centre du bourg de Saint-Sulpice-de-Favières, sur la place de l'Église. La place proprement dite forme le parvis, devant le portail occidental. C'est en même temps un carrefour vers où débouchent plusieurs rues du village : la rue aux Fèves, venant du sud-ouest, où se situe la mairie, et se poursuivant vers le nord-est ; et le chemin du Néflier, venant du sud-est.
La place de l'église se prolonge aussi devant l'élévation méridionale de l'église, où elle devient une rue, et près du chevet, celle-ci rejoint la rue du Four-à-Chaux, l'une des rues principales du village, qui passe devant le chevet. Dans cette rue se situent le presbytère, à côté du clocher et de la chapelle des Miracles, ainsi que le cimetière, déjà à l'extérieur du village, vers le nord-ouest. De trois côtés, l'église est donc dégagée d'autres bâtiments. Ce n'est pas le cas le long de son élévation septentrionale, qui jouxte le presbytère et une propriété privée.

## Histoire

### Les origines

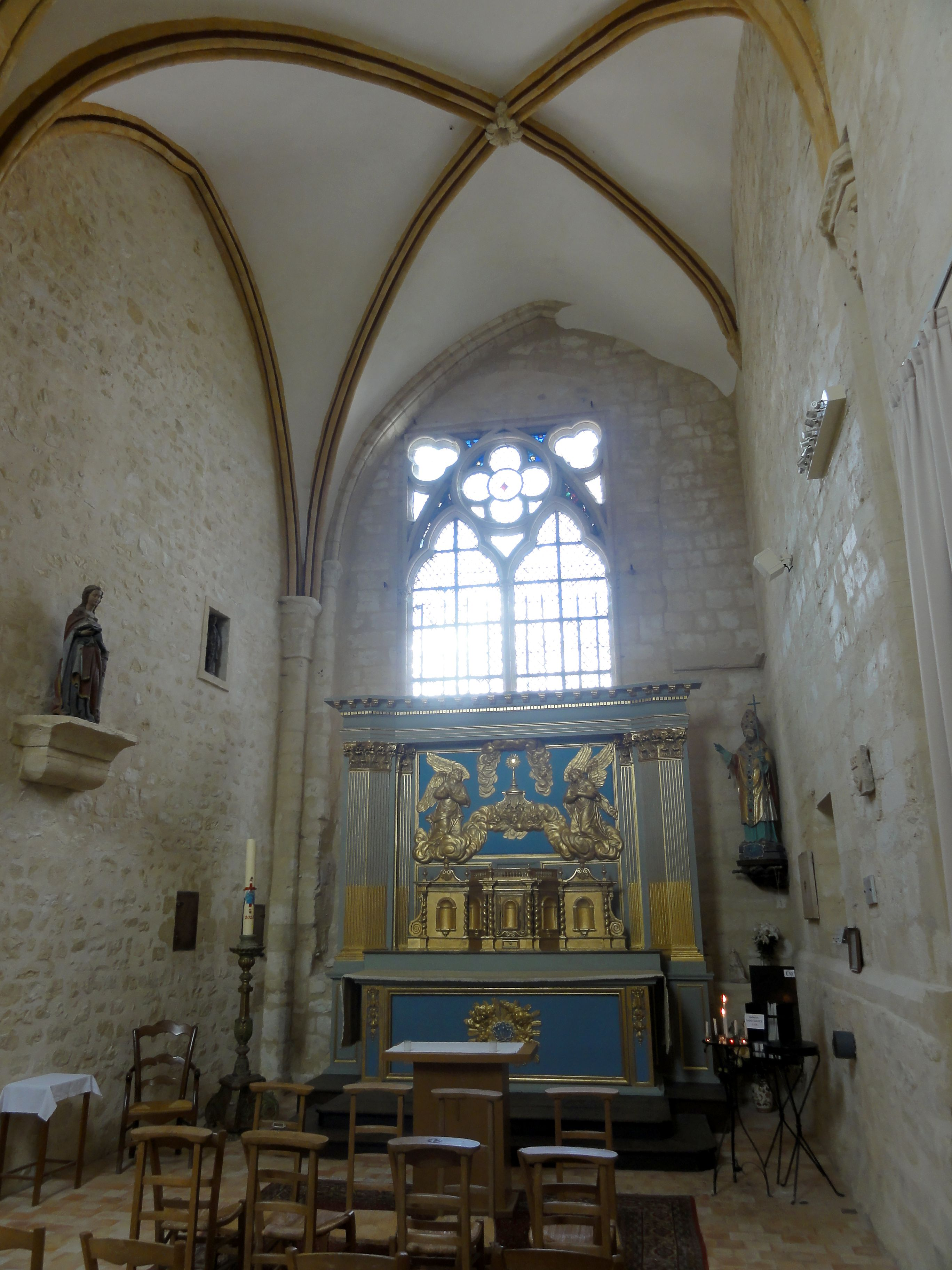
La chapelle des Miracles reste de l'église des années 1175/80.

Les documents manquent sur l'histoire de l'église, et son envergure sans commune mesure avec l'importance du village ne s'explique que par l'important pèlerinage, attesté depuis le XIIIe siècle, ce qui n'exclut pas qu'il soit plus ancien. 
La datation des différentes parties de l'église ne peut s'effectuer que par l'analyse archéologique, et par le rapprochement avec d'autres édifices qui présentent des éléments comparables.
La partie la plus ancienne de l'église est la chapelle des Miracles, appellation qui ne doit pas être très ancienne, car non mentionnée par l'abbé Lebeuf. 
Officiellement, cette chapelle, située au nord du chœur, est dédiée à la Vierge. 
Yves Sjöberg la date du dernier quart du XIIe siècle, et il s'agit en fait du chœur de l'église précédente. 
Du XIIe siècle datent aussi les premières mentions de la cure. 
Pour des raisons qu'elle n'expose pas, Simone Rivière parle de « l'église de 1100 », sans que l'on sache si elle fait référence à la chapelle des Miracles. 
Son architecture gothique ne permet pas de la faire remonter aussi loin dans le passé, mais on peut supposer que la précédente église n'était déjà pas la première du lieu. 
L'on ignore sa dédicace avant la construction de l'église actuelle.
Jusqu'au XIIIe siècle, le village ne s'appelle que Favières.
Ensuite, il y a une hésitation entre saint Sulpice-Sévère, biographe de saint Martin de Tours, et saint Sulpice de Bourges, dit saint Sulpice le Pieux (576-647), évêque de Bourges.
Par contre, seules les reliques de l'évêque de Bourges sont attestées, et l'église en possède encore. Ce sont ces reliques qui font l'objet du pèlerinage, et son importance motive le remplacement de l'église des années 1175 / 1180 par l'édifice actuel, dont le chantier débute vers 1260.
Il est de style gothique rayonnant, et incontestablement l'œuvre d'un architecte expérimenté, qui connaît les principales réalisations de son époque.
Pour les principaux édifices rayonnants d'Île-de-France dont Saint-Sulpice-de-Favières fait partie, l'on suppose des liens avec la cour royale. Thierry Mariage a démontré des analogies évidentes avec la Sainte-Chapelle de Saint-Germain-en-Laye, et l'abbé Lebeuf rappelle que La Vie de Saint-Louis par Guillaume de Saint-Pathus fait allusion au pèlerinage de Saint-Sulpice-de-Favières.
C'est peut-être l'attachement des rois de France au pèlerinage qui explique que la paroisse appartient au diocèse de Paris (jusqu'à la Révolution française), alors que les villages voisins font tous partie de l'archidiocèse de Sens ou du diocèse de Chartres,,,.

### L'histoire de l'église
Chaque auteur qui a écrit sur l'église reprend une citation de l'abbé Claude Chastelain, grand voyageur, qui dans le Journal de ma vie (1683) qualifie l'église Saint-Sulpice de Favières de plus belle église de village de tout le royaume. 
Hormis la chapelle des Miracles, qui provient de la précédente église, on n'identifie que deux campagnes de construction : la première porte sur quasiment toute l'église, y compris le clocher, et la seconde seulement sur le portail occidental, daté du XIVe siècle. 
Pendant tout le premier chantier, l'architecte n'a pas changé, ou tout au moins, l'on n'a pas changé de parti, et le projet initial a été réalisé presque jusqu'au bout. 
On constate néanmoins une évolution de la sculpture des chapiteaux, d'est en ouest, sachant que la construction débute par le chevet, et dans le chœur du bas vers le haut. 
Mais l'unicité stylistique est parfaite, et tout porte à croire que l'église s'est construite dans un délai relativement bref, compris entre vingt et trente ans : « Une puissante impulsion a été donnée au début, à laquelle le pouvoir royal n'est peut-être pas étranger » (Yves Sjöberg). 
Vers 1280 / 1290, les travaux s'interrompent vraisemblablement. Dans cette période tombe le début du règne de Philippe le Bel (1285). 
Il ne s'intéresse peut-être pas à l'église de Saint-Sulpice-de-Favières, mais quoi qu'il en soit, les fonds se sont épuisés, et le financement du chantier n'est plus assuré. Il a dû avaler des sommes colossales, car comme l'observe l'abbé Lebeuf, « Au reste il est toujours étonnant que dans un pays si peu fourni de pierres propres à faire quelque chose de délicat, on ait pu bâtir une Église de si belle pierre, et que le feu qui fut mis au dedans de cet édifice dans le temps que le presbytère fut brûlé, n'ait point fait de tort aux murs »,.

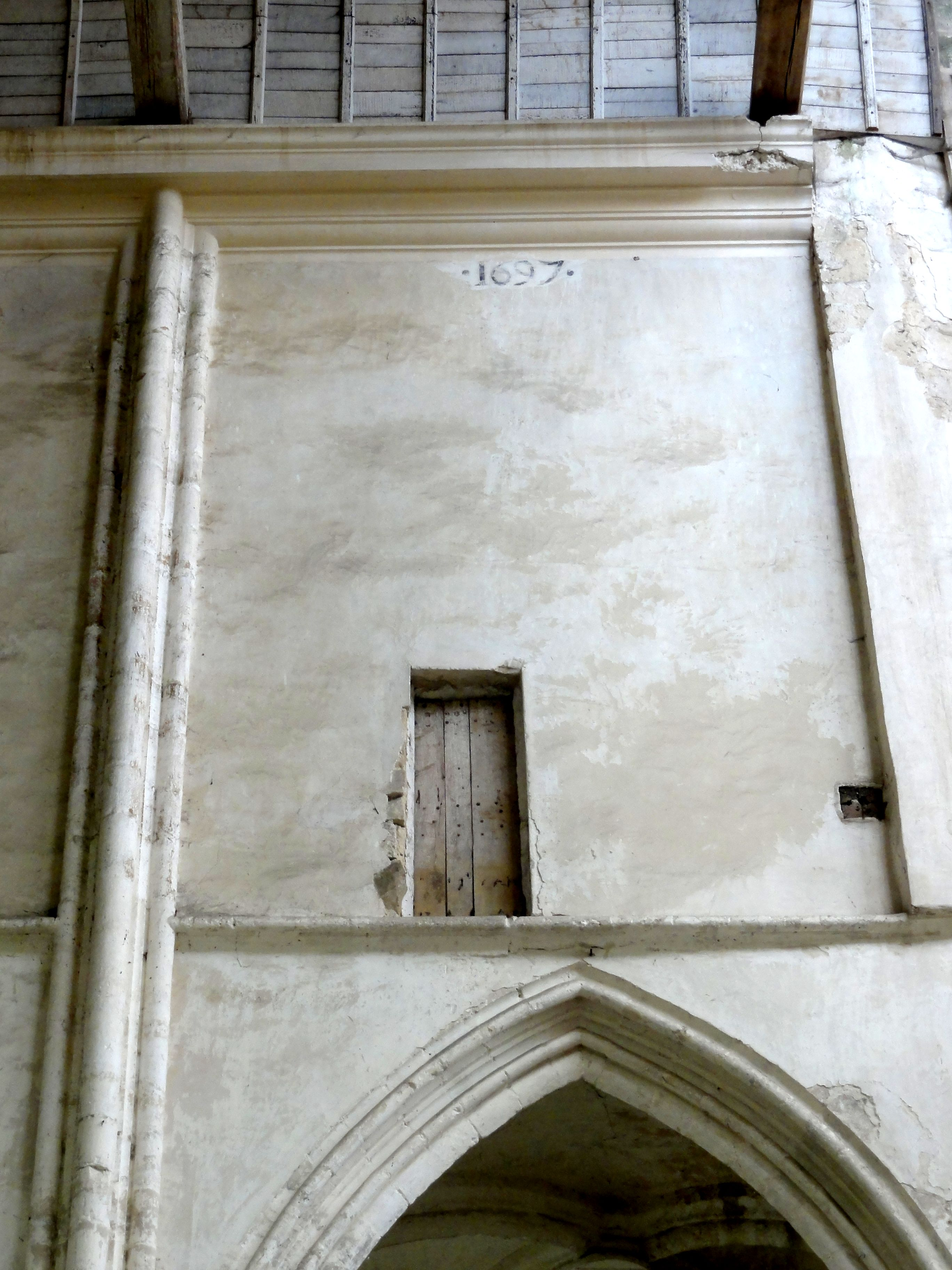
Mur haut de la nef avec la date de 1697 sous la corniche de plâtre.

Toute la question est de savoir si la nef était achevée au moment de l'interruption du chantier : ses parties hautes sont effectivement incomplètes, avec des murs lisses à la place du triforium, absence de l'étage de fenêtres hautes, et absence de voûtes.
D'après la tradition orale locale, un incendie au XVe ou XVIe siècle aurait dévoré la toiture de la nef, et provoqué l'effondrement des voûtes.
Yves Sjöberg est sceptique face à cette hypothèse, car l'événement n'a pas laissé de traces dans les archives.
Il pense plutôt que la nef serait resté inachevée, ce qu'il explique par la guerre de Cent Ans, qui commence bientôt après l'achèvement du portail, sans exclure catégoriquement la destruction des parties hautes.
Thierry Mariage est tout au contraire persuadé que la nef avait la même élévation que le chœur, mais les preuves qu'il cite ne paraissent guère suffisantes : il y a les murs hauts de la nef, en moellons de grès du pays, matériau habituellement utilisé pour les églises de la région, alors que tout l'intérieur de l'église est en pierre calcaire ; il y a les faisceaux de colonnettes sans emploi, et dont la corniche de plâtre défend de dire s'ils ont été arasés ou non ; et la charpente de la nef et le doubleau vers le chœur, refaits en 1684.
Les murs de grès peuvent tout aussi bien avoir été prévus comme provisoires, ou s'ils résultent de la grande campagne de restauration des années 1680, ceci ne prouve pas qu'ils remplacent un triforium.
Des colonnettes sans emploi sont un signe caractéristique de l'inachèvement, et la réfection d'une charpente ne prouve rien d'autre que le besoin de remplacer la charpente précédente.
Il est donc peut-être plus prudent de s'en tenir à la conclusion d'Yves Sjöberg : « Ce problème, posé par l'absence de voûtes des quatre premières travées, demeurera sans réponse satisfaisante jusqu'à la découverte de pièces d'archives permettant d'établir l'historicité de la tradition des incendies, et les ravages réels qu'ils auraient causés ».
Des cas comparables existent dans la région : la nef absente de Saint-Martin-aux-Bois, et les parties hautes du chœur de Cormeilles-en-Parisis.
En 1652, sous la Fronde, les tirs des troupes de Turenne mettent le feu au presbytère, provoquant l'effondrement de la toiture de la nef.
C'est à cet incendie que l'abbé Lebeuf semble faire allusion, et sachant qu'il écrit seulement une centaine d'années plus tard, son affirmation que les murs de l'église sont restés indemnes a une certaine crédibilité.
En même temps l'incendie fournit l'explication pour le remplacement de la charpente après 1681.
Apparemment, rien n'est entrepris dans un premier temps pour remettre en état l'église, qui est alors très délabrée.
Sa restauration est lancée par l'abbé François Bouvier, quand celui-ci est nommé curé de la paroisse en 1672.
Il dépense la somme de 40 000 livres, et est aidé par son ami le président à mortier du Parlement de Paris, Guillaume Ier de Lamoignon.
Le président meurt en 1677 et son fils Chrétien-François Ier de Lamoignon poursuit son engagement pour la restauration de l'église, car sur le doubleau entre nef et chœur, les armes de la famille sont associées à l'année 1684.
Thierry Mariage démontre que les travaux sont d'une grande envergure, et va jusqu'à dire que l'homogénéité de l'édifice n'est qu'apparente.
Outre la réfection de la charpente et peut-être la reconstruction des murs hauts de la nef déjà mentionnées, les parties hautes et le pignon de la façade occidentale, les deux contreforts de droite et les trois premières travées du collatéral sud sont bâtis à neuf. Ici le grès est employé, ce qui ne peut dater d'origine, car les maîtres-maçons du Moyen Âge savaient que l'emploi alterné de pierre dure et de pierre tendre est problématique.
D'autres indices sont l'absence de gargouilles sur les contreforts concernés ; la disparition de la frise de feuilles d'acanthe qui couronne ailleurs les murs de l'étage des fenêtres basses ; et des reprises pas toujours très adroites du passage rémois ou passage champenois au niveau des contreforts internes.
De même, un peu partout, des parties défectueuses du parement ont été refaits avec de petits blocs cubiques de grès,,. L'année 1697 est inscrit en dessous de la corniche de plâtre, en haut de la quatrième travée côté nord.

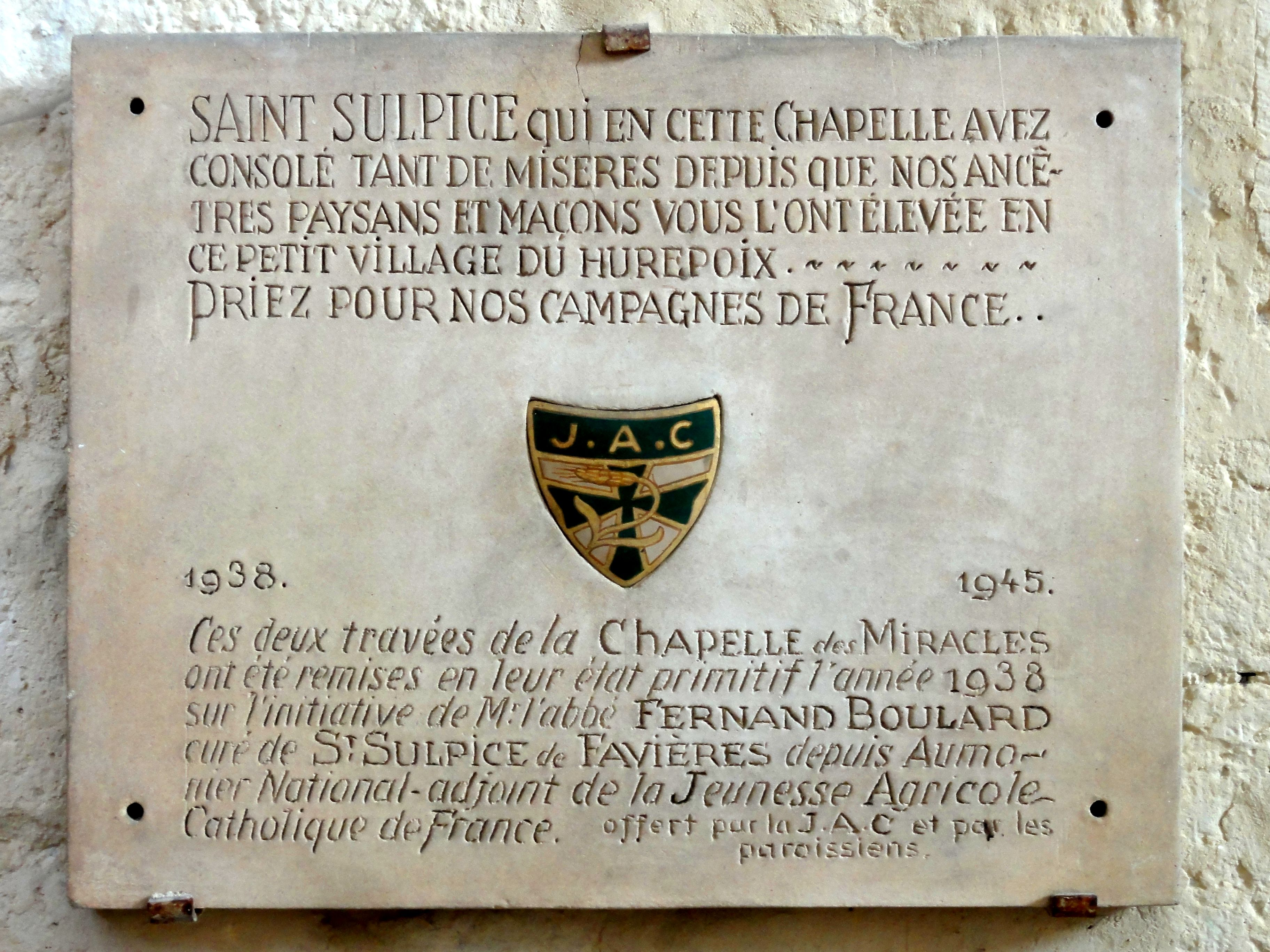
Plaque commémorative pour le père Fernand Boulard.

En dépit des grands efforts faits par l'abbé Bouvier pour la préservation et pour l'embellissement de l'église attestés également par l'abbé Lebeuf, il mentionne l'obturation récente des fenêtres hautes de l'abside, ce qui doit remonter aux années 1730 / 1740. 
Ces fenêtres ou leur remplage étaient donc endommagés, ou la stabilité des parties hautes de l'abside n'était plus assurée. 
Il est par ailleurs intéressant de savoir que même du temps de l'abbé Lebeuf, il n'y a de vitraux polychromes que dans l'axe de l'abside, et au chevet des collatéraux. 
Dans la chapelle des Miracles, il y a des potences de malades attachées. L'église ne possède pas de bancs, à l'exception du banc d'œuvre. 
Le chœur vient d'être équipé de nouvelles boiseries et d'une nouvelle grille. 
La Révolution française s'avère, comme presque partout, être funeste pour l'église. Le trésor est pillé, et le buste-reliquaire en argent de saint Sulpice est fondu pour frapper de la monnaie. 
Sur le portail occidental, les registres inférieurs du tympan sont martelés, et recouverts d'une épaisse couche de plâtre. Les niches sont vidées de leur statues, et même celle de saint Sulpice, sur le trumeau, est arrachée et mutilée. Les archives de la paroisse sont en partie dissipées, en partie brûlées.
L'église est classée au titre des monuments historiques par liste de 1840, et se trouve donc parmi les cinq tout premiers monuments classés de l'actuel département de l'Essonne.
Ce classement n'empêche pas qu'elle tombe en ruines en 1870, et le chœur est restauré à partir de 1874 seulement sous l'architecte Juste Lisch.
Ensuite, le service des Monuments historiques fait restaurer la nef et ses collatéraux.
À la fin des années 1930, l'abbé Fernand Boulard, curé de la paroisse de 1933 à 1939, rend au chœur son ancienne splendeur et restitue la chapelle des Miracles,.

### L'histoire de la paroisse et du pèlerinage

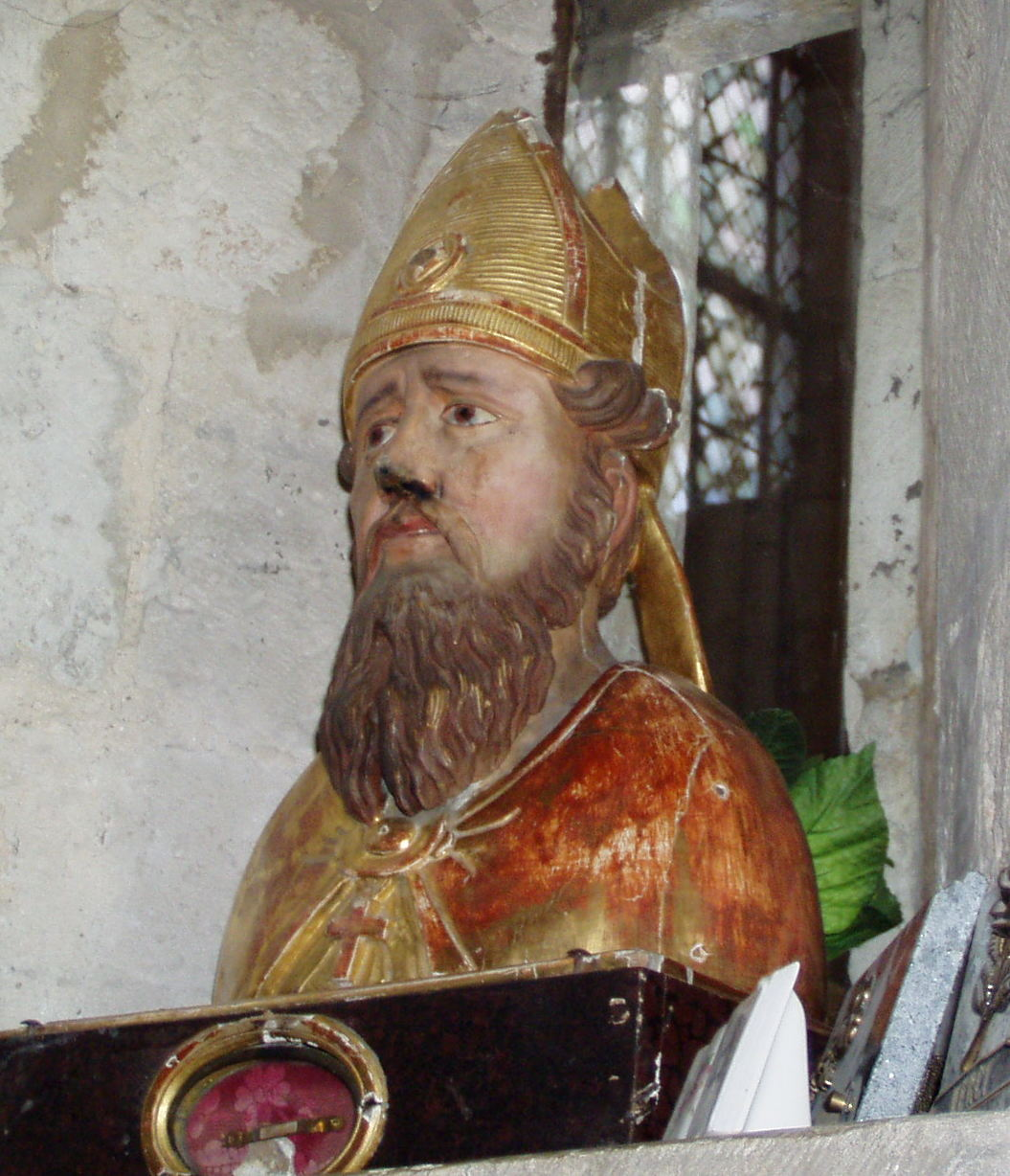
Buste-reliquaire de saint Sulpice de Bourges, qui remplace celui, en argent, perdu à la Révolution.

Sous l'Ancien Régime, Saint-Sulpice de Saint-Sulpice-de-Favières est une paroisse du doyenné de Montlhéry de l'archidiaconé de Josas (anciennement de Linas), et se situe dans le diocèse de Paris.
Le premier curé dont on connaît le nom vit au XIIe siècle et se nomme Geoffroy.
La réputation du pèlerinage semble venir de plusieurs guérisons miraculeuses de malades du temps de Saint-Louis, relatées par Guillaume de Pathus.
Ce pèlerinage génère des revenus considérables, et au XIIIe, XIVe et XVe siècles, Saint-Sulpice-de-Favières est la cure de campagne au revenu le plus élevé dans tout le diocèse. Ces revenus sont trois fois supérieurs à la moyenne des autres paroisses.
En 1205, la cure de Saint-Sulpice-de-Favières est taxée à 200 livres, alors que la taxe des autres cures du doyenné est comprise entre vingt et vingt-cinq livres.
La guerre de Cent Ans et les crises qui s'ensuivent, particulièrement dramatiques dans le doyenné de Montlhéry, font que la vie paroissiale s'éteint pratiquement.
Il n'y a pas de prêtre résidant entre 1447 et 1472, les messes ne sont généralement plus assurées, et il n'y a pas de sacrement.
La paroisse a un curé en titre, mais il réside à Paris.
Les baptêmes sont effectués par la sage-femme, qui en 1467 manque aussi.
En 1458, sept maisons seulement sont habitées dans le village. En 1467, il y a trente habitants, et un an plus tard, l'on en compte quarante-six.
L'église nécessite de grandes réparations, et le curé ne veut pas revenir car il n'y aurait pas de presbytère,.
En 1685, l'abbé François Bouvier et l'archevêque de Paris fondent la confrérie de Saint-Sulpice, qui regroupe les paroisses participant régulièrement au pèlerinage de Saint-Sulpice de Favières.
En 1687, l'abbé régulier de l'abbaye Saint-Sulpice de Bourges envoie, à la demande du président Lamoignon, des reliques de saint Sulpice de Bourges.
L'on suppose que la dotation initiale de reliques a été dispersée lors des guerres de religion.
Bouvier est sans doute le curé le plus méritant parmi ceux dont les archives gardent trace.
Issue d'une famille bourgeoise parisienne, il paie une bonne partie de la restauration de l'église sur ses propres deniers.
Son ministère à Saint-Sulpice dure quarante-quatre ans.
À sa mort le 26 avril 1716, il laisse une autre preuve de sa générosité, en léguant sa fortune à la paroisse. Sa dalle funéraire subsiste dans le collatéral nord, ce qui ne correspond pas à l'endroit où il est enterré. — En 1720 / 1723, les rentes léguées à l'église diminuent de près de 1 500 livres par an, par la perte de remboursements en billets de banque liée à la réduction des rentes de l'hôtel de ville de Paris.
Pendant la première moitié du XVIIIe siècle, quatre malades de Clamart obtiennent leur guérison.
Le pèlerinage connaît ainsi un regain, et au milieu du XVIIIe siècle, la confrérie compte cinq cents paroisses agrémentées, ce qui représente 28 000 personnes environ, d'après l'estimation de l'abbé Lebeuf.
La fête de saint Sulpice, le 27 août, marque chaque année le début de la saison du pèlerinage, qui va jusqu'à la mi-septembre, voire jusqu'au troisième dimanche suivant. La paroisse de Saint-Sulpice de Paris est celle qui envoie le plus grand nombre de pèlerins, suivi de Clamart,,.

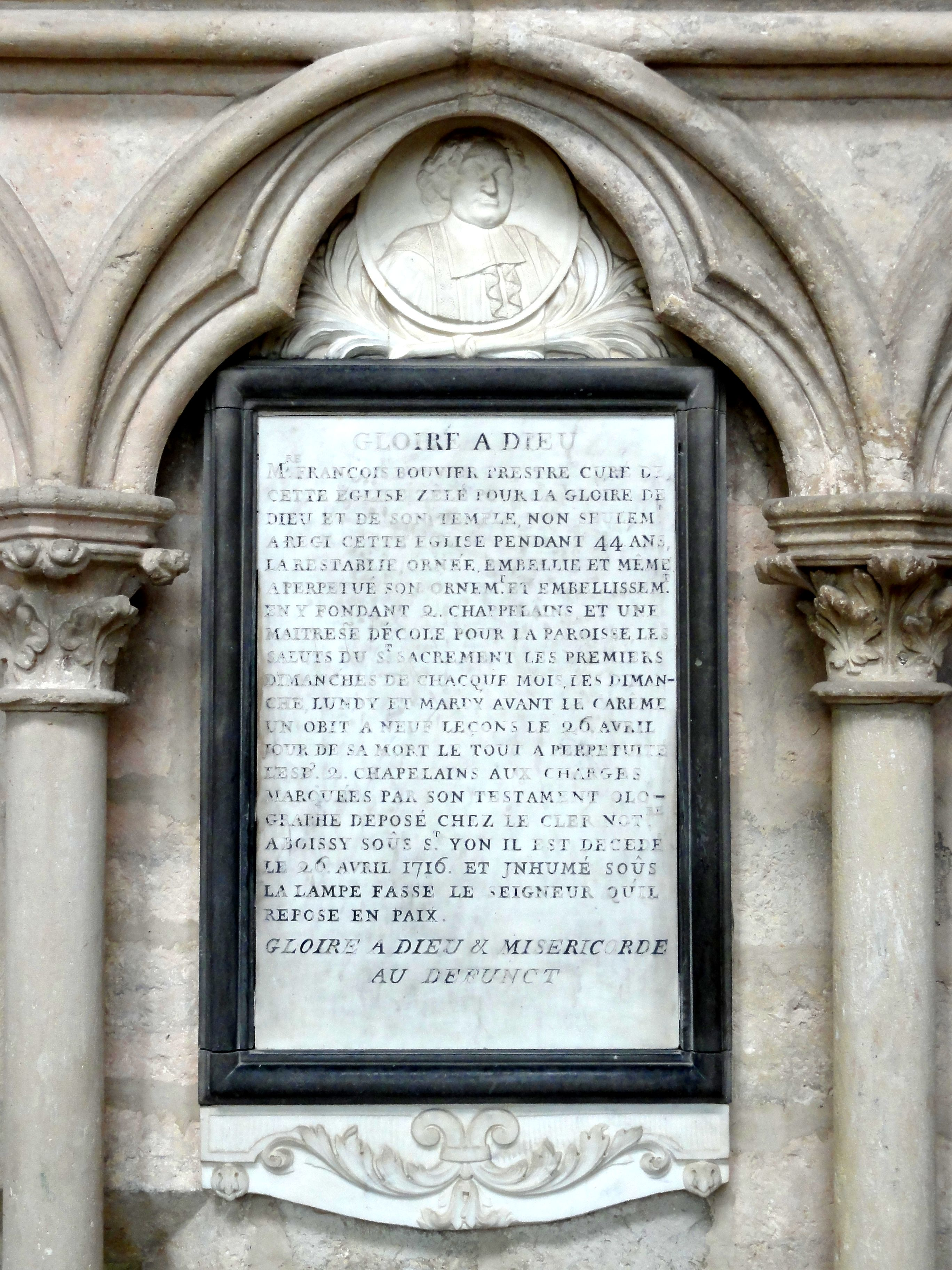
Plaque de fondation de l'abbé François Bouvier.

À la fin du XVIIe siècle, l'abbé Bouvier avait fondé deux chapelains. C'est peut-être pour cette raison que l'église est parfois improprement qualifiée de collégiale, car il ne paraît pas qu'elle ait jamais possédé un chapitre.
Par ailleurs, les « masures d'un ancien couvent » observées par l'abbé Lebeuf n'ont aucun lien particulier avec l'église, qui n'a pas été associée à un prieuré. Vers le milieu du XVIIIe siècle, l'un des chapelains est remplacé par un maître d'école.
L'abbé Lebeuf mentionne en outre trois chantres, deux choristes et six enfants de chœur. — Sous la Révolution en 1791, le curé de Saint-Sulpice-de-Favières, Chauvot, et son vicaire sont les seuls prêtres à refuser de prêter serment à la Constitution civile du clergé dans le canton de Chamarande, suivis ensuite par le curé de La Briche, Pillet.
En tant que réfractaire, Chauvot préfère passer pour émigré, ou émigré pour du bon. Le père François Huet, ancien curé de Chamarande et de Cerny, dépose sa candidature comme curé de Saint-Sulpice, qui est acceptée.
Il officie au moins jusqu'au 24 juillet 1793, date à laquelle il touche les honoraires pour une messe. À la fin de l'année, il se fait marier par le représentant en mission, Jean-Pierre Couturier, à Marie-Élisabeth Buisson, avec laquelle il vivait depuis dix ans. Couturier marie ainsi la plupart des curés du district.
Simonne Rivière n'indique pas la date à laquelle les offices religieux sont interdits, et à quelle date l'église est transformée en Temple de la Raison.
C'est en 1794 que l'église est pillée, et que les cloches sont envoyées à la fonte.
L'enlèvement des fleurs de lys et blasons fait même l'objet d'un marché public, et coûte la somme de vingt-trois livres.
Seuls les armes des Lamoignon tout en hauteur sont oubliées, ainsi qu'un blason fleurdelisé sur l'une des stalles.
Les statues sont martelées ou cassées, et même l'école est fermée et vendue.
Lorsque le reliquaire de saint Sulpice est enlevé par des révolutionnaires zélés parmi les habitants, les reliques tombent par terre. Quelqu'un les ramasse et les présente à Huet, qui n'en veut pas.
Elles sont dérobées par un garçon de treize ou quatorze ans, Étienne Le Roy.
Sa mère les cache dans la maison de la famille et veille sur elles, et les rend à la paroisse en 1817.
Un prêtre officie de nouveau en 1794, Honoré Fleury, mais sa présence n'est pas officielle.
La population réclame un curé, et il est nommé le 30 août 1796, en la personne de l'abbé Jacques-Marie Duraut, qui doit s'occuper à la fois de la paroisse voisine de Breuillet.
À cette période, le serment est encore exigé, et la plupart des prêtres l'acceptent sans conviction, en l'interprétant comme une simple formalité politique.
La liberté du culte ne revient qu'avec le concordat de 1801, et le conseil de fabrique est rétabli.
Le diocèse de Paris est désormais limité au seul département de la Seine, et le diocèse de Versailles pour couvrir le département de Seine-et-Oise.
Les habitants organisent une souscription publique pour compenser la perte des biens fonciers de la paroisse.
Cent cinquante personnes versent une somme totale de 453 livres.
Le culte pour saint Sulpice renaît, et le jour de la Saint-Sulpice, les pèlerins affluent de nouveau depuis toute la région.
Cependant, la cure semble être vacante pendant quelques années à partir de 1843, et le baron Ferdinand de Guilhermy écrit qu'un curé du voisinage vient dire une messe basse le dimanche, et que l'église paraît comme abandonnée.
Le pèlerinage s'arrête en 1870, ce qu'Yves Sjöberg met en rapport avec le mauvais état de l'église, et il est rétabli en 1912 par le père Martin Ferret,,. — Depuis 1966, le diocèse est celui de d'Évry-Corbeil-Essonnes, qui correspond au territoire du département de l'Essonne.
Aujourd'hui, Saint-Sulpice-de-Favières reste une paroisse indépendante malgré le faible nombre d'habitants du village, et ceci sans doute pour maintenir vivant le rayonnement spirituel de son exceptionnelle église et respecter l'héritage confié par les générations du passé.
Les villages d'Avrainville, Mauchamps, Saint-Yon et Souzy-la-Briche forment un groupement paroissial avec Saint-Sulpice-de-Favières.
Des messes dominicales sont célébrées en l'église Saint-Sulpice tous les dimanches à 11 h 00, et trois messes sont assurées en semaine, qui se tiennent généralement dans la chapelle des Miracles.

## Description

### Aperçu général

Plan de l'église.

Irrégulièrement orientée vers le nord-est du côté du chevet, et vers le sud-ouest du côté de la façade occidentale, l'église suit un plan assez simple à trois vaisseaux et sans transept. Elle se compose d'une nef de quatre travées accompagnée de collatéraux ; d'un chœur de deux travées droites, également accompagnées de collatéraux, et d'une abside à cinq pans ; et de la chapelle des Miracles, qui comporte deux travées alignées sur le collatéral nord du chœur. La première travée du collatéral nord du chœur sert de base au clocher. La sacristie est parallèle à la chapelle et alignée sur son mur septentrional. — Nef et chœur sont de largeur identique, à savoir 9,52 m, et les collatéraux conservent la même largeur et la même hauteur sur toute leur longueur, qui est de 32,80 m hors œuvre. Ils se terminent par des chevets plats. Les cinq premières travées de l'édifice sont de profondeur identique et barlongues, deux fois plus larges que les travées des collatéraux, qui sont carrées. La sixième travée est moitié plus profonde que les précédentes. Sa largeur et sa profondeur sont reprises par l'abside, qui est toutefois à pans coupés : elle comporte deux pans faiblement obliques, deux pans disposés de biais et le pan central du chevet. — L'élévation du vaisseau central comporte l'étage des grandes arcades ; un étage intermédiaire avec des murs lisses dans la nef, des arcatures plaquées dans les deux premières travées du chœur, et des verrières du côté du chevet ; et l'étage des fenêtres hautes, qui n'a jamais été construit au-dessus de la nef, et qui n'existe donc que dans le chœur, y compris l'abside. Restée inachevée, la nef est recouverte par une fausse voûte en berceau constitué d'un lattis plâtré ; tout le reste de l'église est voûté d'ogives. La hauteur sous le sommet des voûtes est de 11,10 m dans les collatéraux, et de 22,80 m dans le chœur, où les chapiteaux du second ordre se trouvent à 17,50 m du sol. L'église possède trois portails, tous les trois situés dans la façade occidentale. C'est le petit portail du collatéral sud qui est habituellement utilisée.

### Intérieur

#### Nef et premières travées du chœur

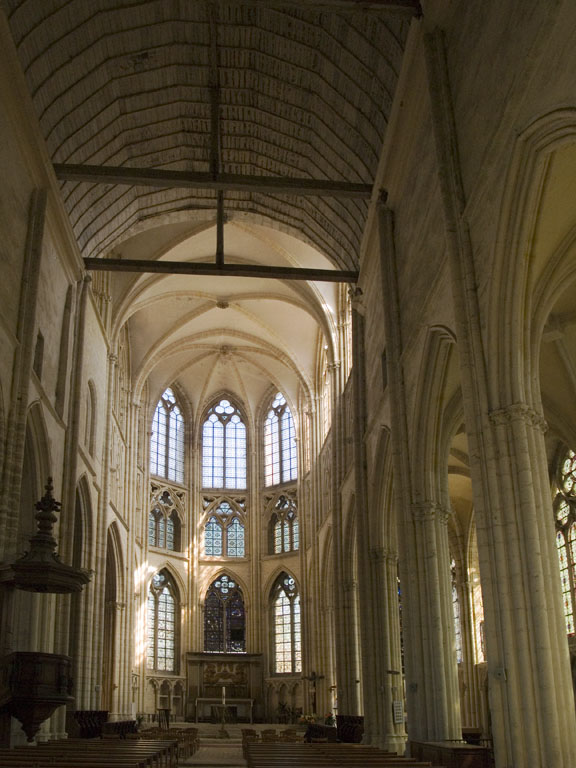
Vue générale intérieure.

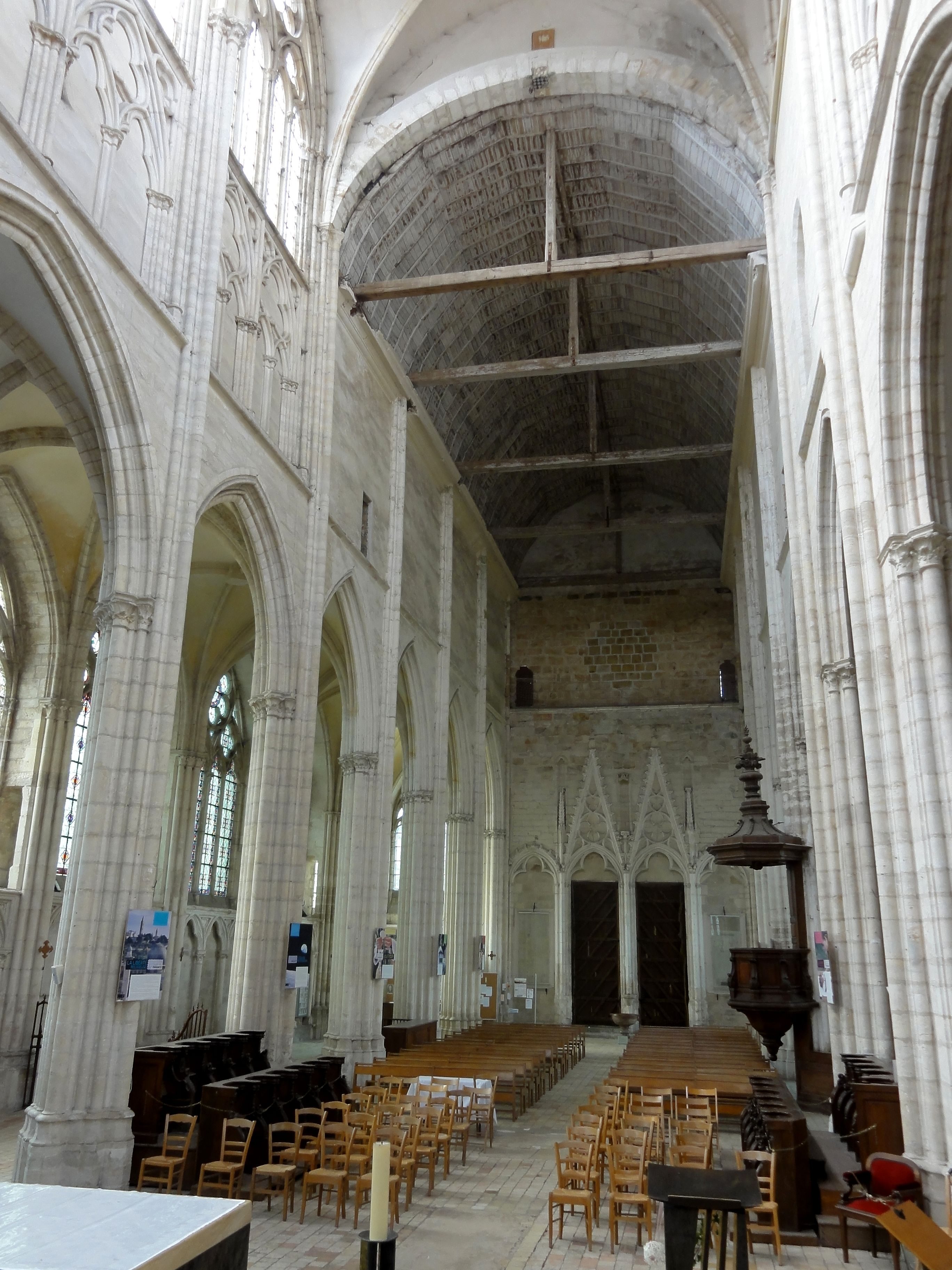
Vue depuis le sanctuaire.

Le vaisseau central est large (environ 8,60 m) et élevé ; il est aussi lumineux, même dans les travées de la nef manquant de fenêtres hautes, grâce à l'abondant éclairage indirect par les verrières du chœur et des collatéraux, qui sont deux fois plus hauts que l'étage intermédiaire. Les hauteurs de la nef restent, bien entendu, assez sombres, mais il n'y a rien d'intéressant à voir non plus. Au niveau des grandes arcades, l'homogénéité entre nef et premières travées du chœur est parfaite, ce qui permet de les considérer comme un ensemble. L'on observe une évolution de la sculpture des chapiteaux, dont il sera question plus loin ; sachant que la construction d'une église commence par le chevet, ce développement n'a rien d'étonnant. L'espace intérieur est largement marqué par les grandes arcades en tiers-point, qui sont élevées et largement ouvertes. L'architecture rayonnante se traduit par la minceur des supports par rapport aux distances à couvrir, le traitement des moulures et le remplage des fenêtres. Les grandes arcades reposent sur des piliers losangés, qui sont cantonnés de quatre colonnettes engagées en croix correspondant aux arcades et doubleaux, et de deux colonnettes plus fines dans chaque angle, correspondant aux ogives et aux archivoltes ou doubleaux secondaires des grandes arcades. Afin de limiter le diamètre des piliers, les formerets, qui n'existent logiquement que dans les deux travées voûtées d'ogives, s'arrêtent sur le bandeau horizontal qui délimite l'étage des grandes arcades de l'étage intermédiaire. Mais puisque le voûtement de la nef était envisagé dès le départ, des faisceaux de trois colonnettes existent contre les murs hauts de la nef ; dépourvus de chapiteaux, ils butent contre la corniche de plâtre de 1697 à la naissance de la voûte en berceau. Dans le chœur, les chapiteaux du second ordre se situent à mi-hauteur des piédroits des fenêtres hautes.
La cinquième travée présente des irrégularités du côté nord, où elle est délimitée par le mur du clocher. De ce fait, il n'y a pas les arcatures plaquées qui existent du côté sud et dans la seconde travée du chœur, et qu'Yves Sjöberg considère comme les vestiges d'un triforium bouché. Il n'y a pas non plus de fenêtre haute, mais une fenêtre feinte pour éviter un mur nu. Le mur méridional du clocher a été restauré par Juste Lisch vers 1875. Au niveau de l'étage intermédiaire, l'on voit une baie aveugle en cintre brisé, à double ressaut chanfreiné. Elle a pu s'ouvrir sur une tribune dans la première étage du clocher. Au niveau de l'étage des fenêtres hautes, la fenêtre feinte est surmontée d'une double archivolte torique qui retombe sur des colonnettes à chapiteaux, et les meneaux de la fenêtre sont garnis de chapiteaux à la même hauteur. Le remplage est précédé d'un tore, signe distinctif du style flamboyant à son apogée, et partagé par toutes les fenêtres de l'église du XIIIe siècle. Le dessin est de deux lancettes surmontées d'un trèfle, les écoinçons étant ajourés. Le seuil de la fenêtre feinte se situe exceptionnellement à hauteur des chapiteaux du second ordre, les fenêtres hautes étant situées à un niveau plus bas. Le dessin de leur remplage est plus complexe. Le réseau primaire comporte deux lancettes surmontées d'un oculus, dans lequel s'inscrit un hexalobe. Le réseau secondaire s'inscrivant dans les lancettes comporte deux lancettes surmontées d'un trèfle, les écoinçons étant ajourés (comme pour la baie feinte). Il n'y a pas de différence de remplage entre la cinquième et la sixième travée, où l'ensemble est simplement plus large, et l'arc se trouve surbaissé. Chaque fenêtre possède une archivolte simple, reposant sur des colonnettes à chapiteaux. Ces colonnettes descendent jusqu'au bandeau qui sert d'appui aux arcatures plaquées, et il en va de même des trois principaux meneaux de la fenêtre. L'on trouve la même continuité entre fenêtres hautes et arcatures plaquées dans l'église Notre-Dame-de-l'Assomption de Champagne-sur-Oise, achevée vers 1250. Par ailleurs, les arcatures recopient le dessin des fenêtres ; s'y ajoutent des trèfles dans les angles supérieurs, car les formes d'inscription des arcatures sont rectangulaires.
La nef est recouverte d'un berceau en bois avec entraits et poinçons. Il est à cinq pans, et pas lambrissé comme c'est le plus souvent le cas de plafonds de ce type, mais fermé par un simple lattis légèrement chaulé afin d'obtenir son calfeutrage. Un doubleau en plein cintre termine ce berceau vers le chœur ; il n'est pas mouluré et a simple rouleau. Sa clé d'arc arbore toujours le blason de Chrétien-François Ier de Lamoignon et la date de 1684. Les deux premières travées du chœur sont recouvertes par des voûtes sur croisées d'ogives simples. Le profil des ogives et doubleaux est très fin ; il est d'un tore aminci en forme d'amande, posé sur un bandeau. Le profil des grandes arcades en est dérivé ; il est d'un tore en forme d'amande aplati, presque méplat. La minceur de ce profil explique le dédoublement par des archivoltes, qui disposent de leurs propres chapiteaux. Les chapiteaux des fortes colonnettes des doubleaux et arcades sont disposés à bec. Au niveau des grandes arcades du chœur, les chapiteaux sont décorés d'un simple rang de larges feuilles à côtes en crochet. Dans les grandes arcades de la nef, ils deviennent plus fouillés à mesure que l'on se rapproche du portail ; les feuilles frisées se roulent ici, et le feuillage est posé autour de la corbeille, au lieu d'en sortir comme de sa tige naturelle. De même, les crochets sont plus épanouis dans les parties hautes du chœur. La flore représenté est essentiellement le marronnier, l'érable, le chêne, le lierre et le houx. — Reste à mentionner le revers du portail occidental du XIVe siècle, qui, à titre exceptionnel, est richement décoré. La partie basse du mur comporte quatre lancettes, dans lesquelles s'inscrivent des têtes trilobées. Elles sont séparées par de fines colonnettes, dont deux s'amortissent par de fins pinacles, alors que celle du centre se termine par un socle à statue. Des niches ménagées dans le mur accueillent les pinacles, et anciennement une statue. Les deux arcatures médianes comportent les deux vantaux rectangulaires du portail. Elles sont surmontées de gâbles suraigus, dans lesquels s'inscrivent un quatre-feuilles, un trèfle et trois soufflets. Les rampants des gâbles et les extrados des deux arcatures voisines sont décorées de cordons de crochets.

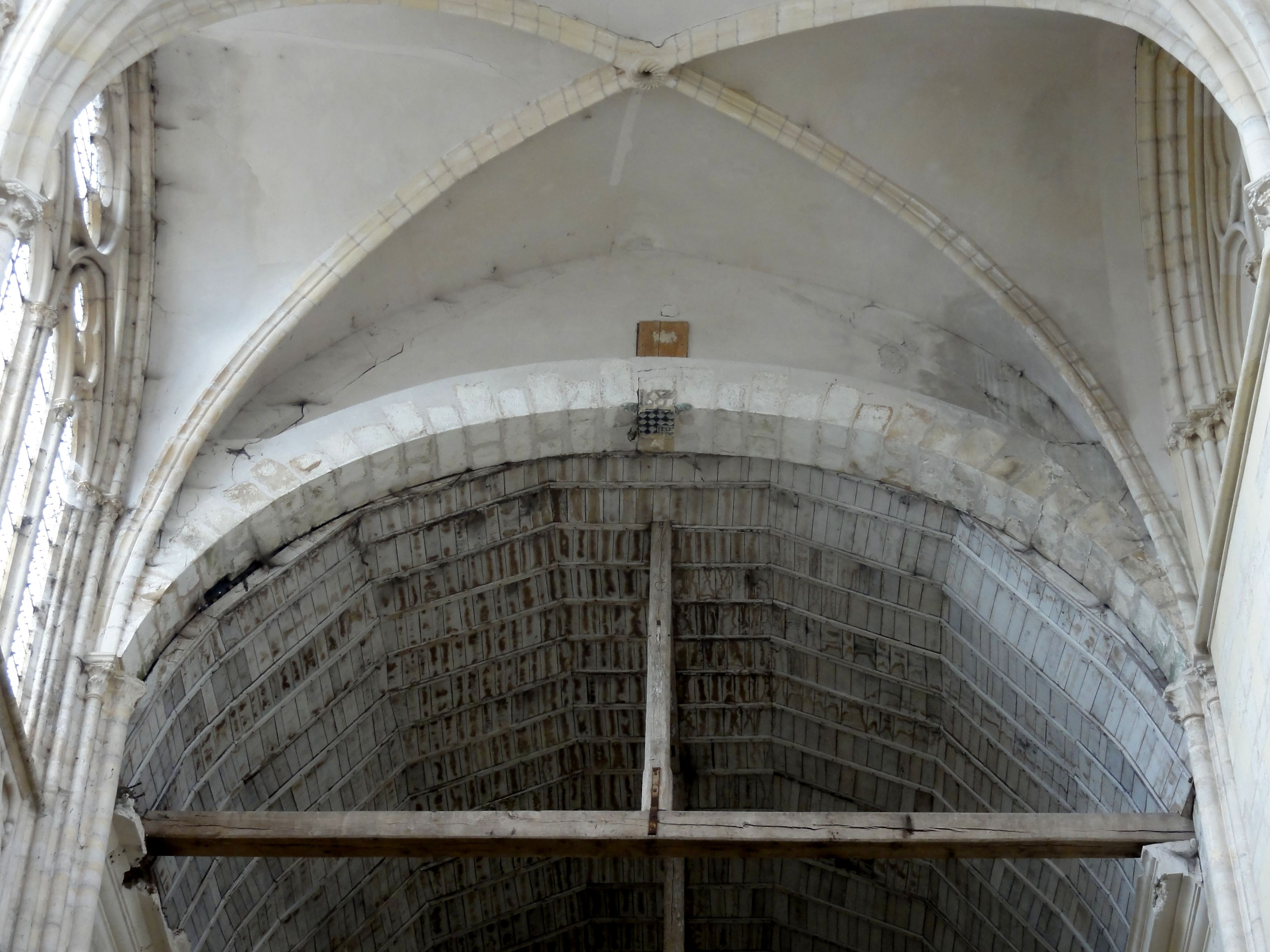
Décrochement entre chœur et nef.
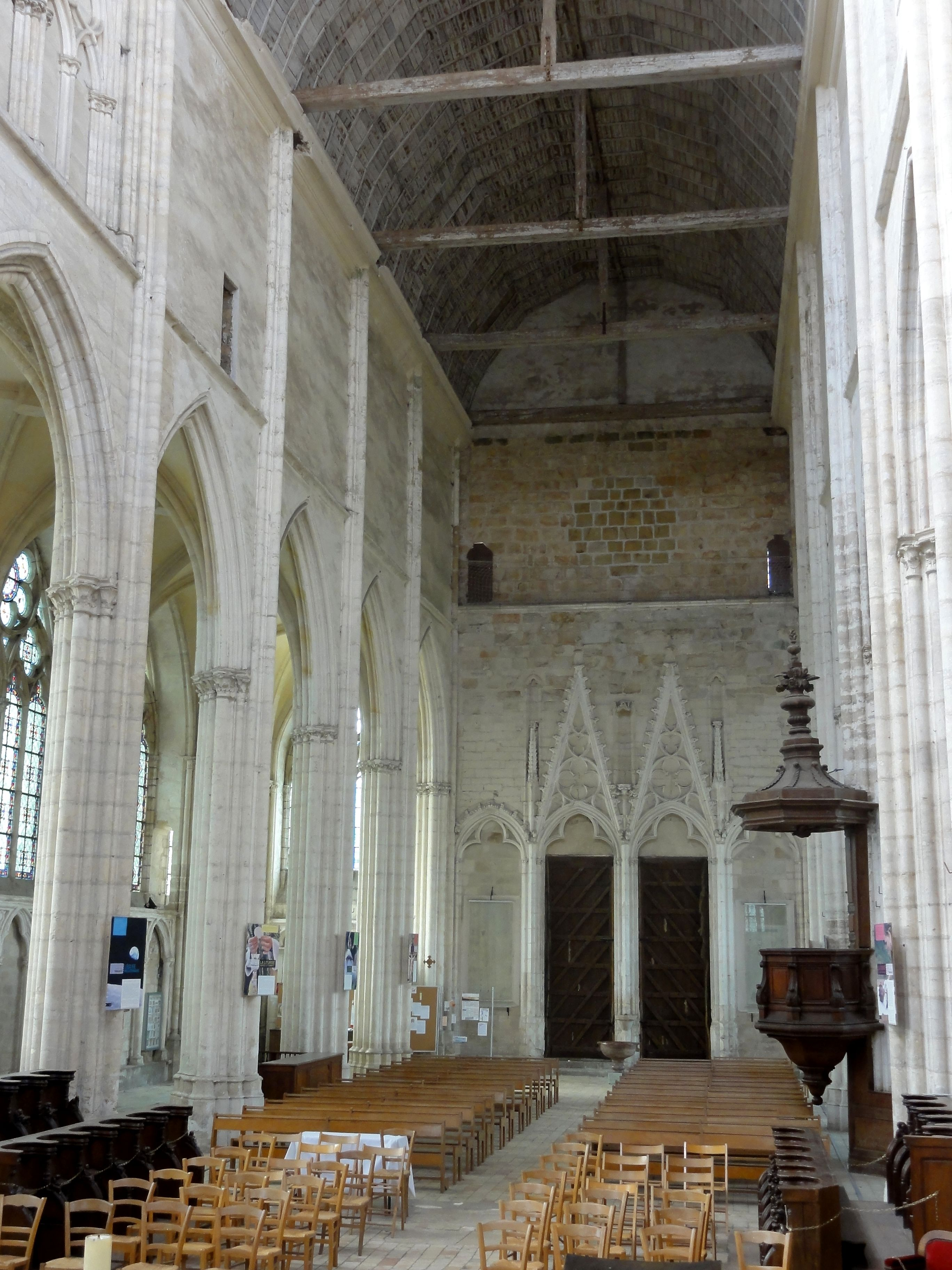
Nef, vue vers l'ouest.
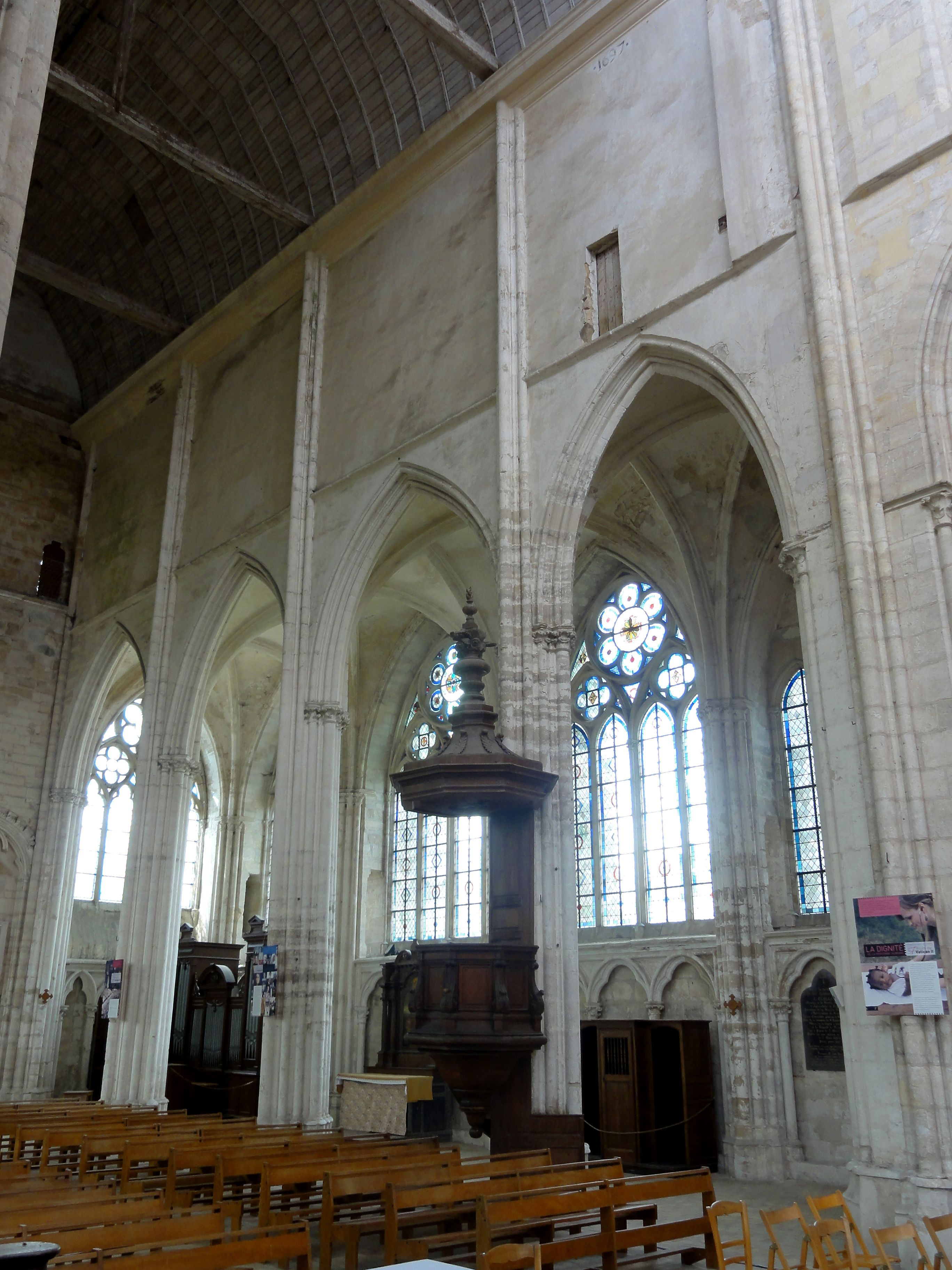
Nef, grandes arcades du nord.
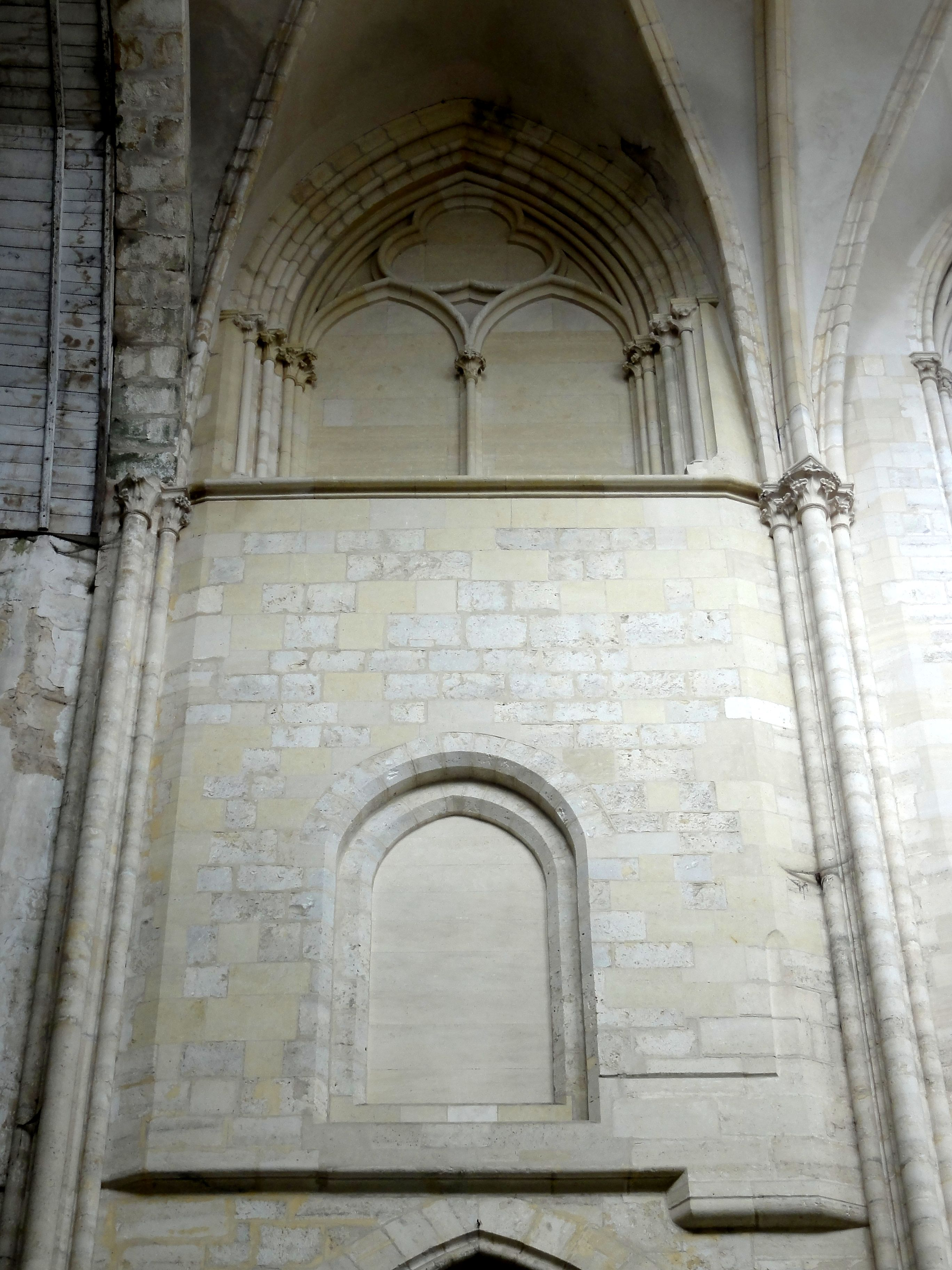
Chœur, 1re travée, mur du clocher.
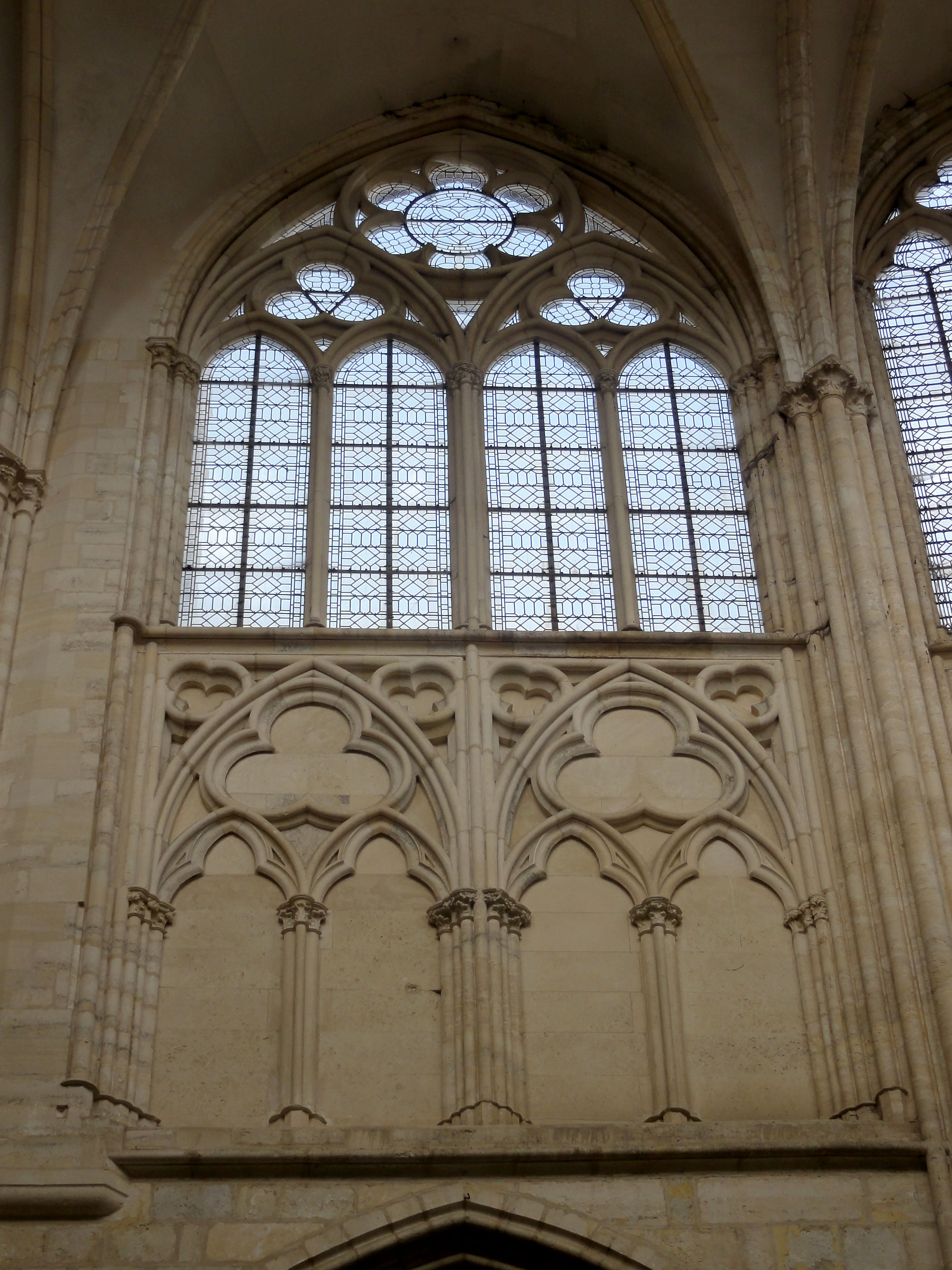
Chœur, 2e travée, parties hautes.
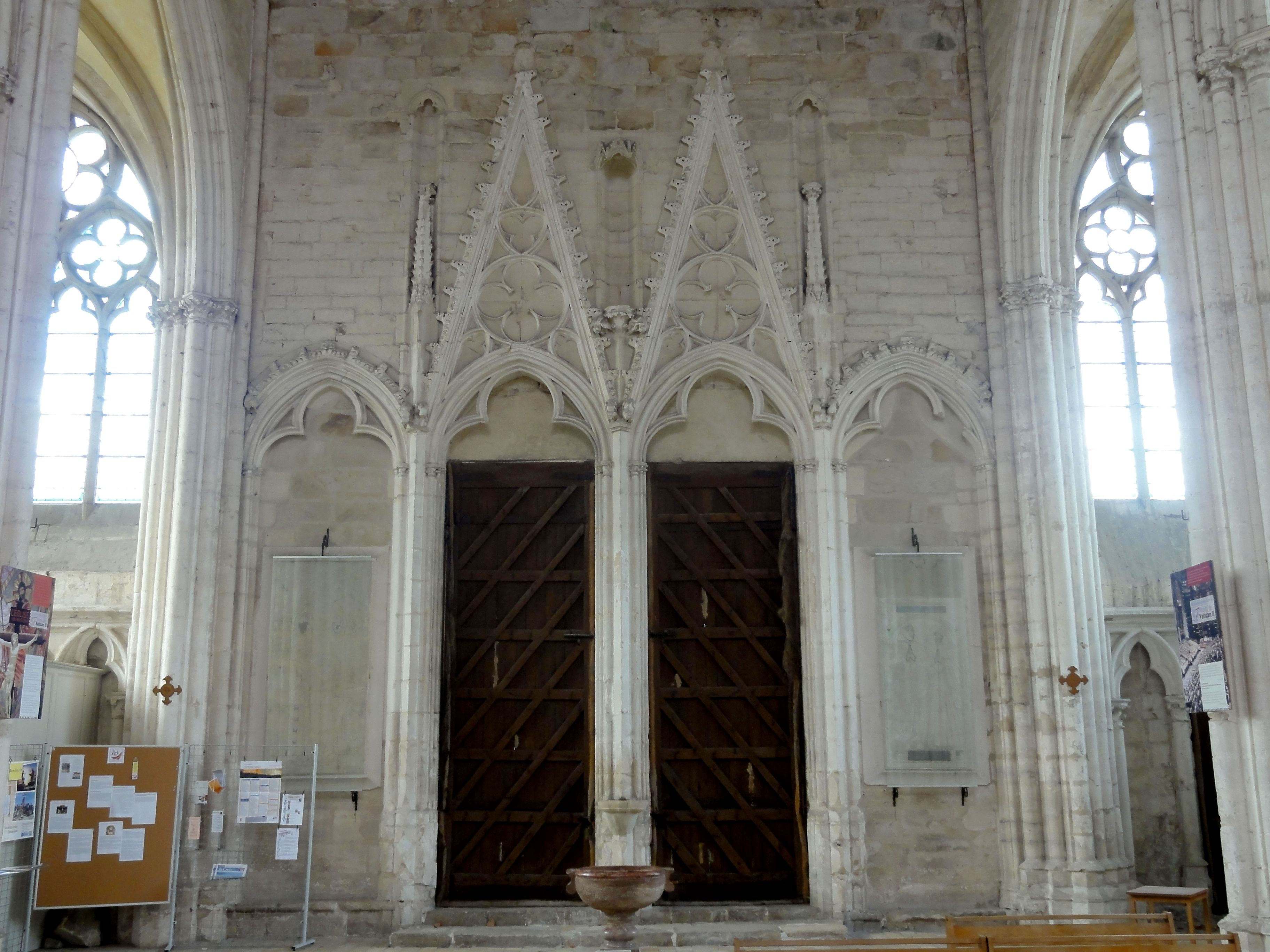
Revers de la façade.

#### Collatéraux

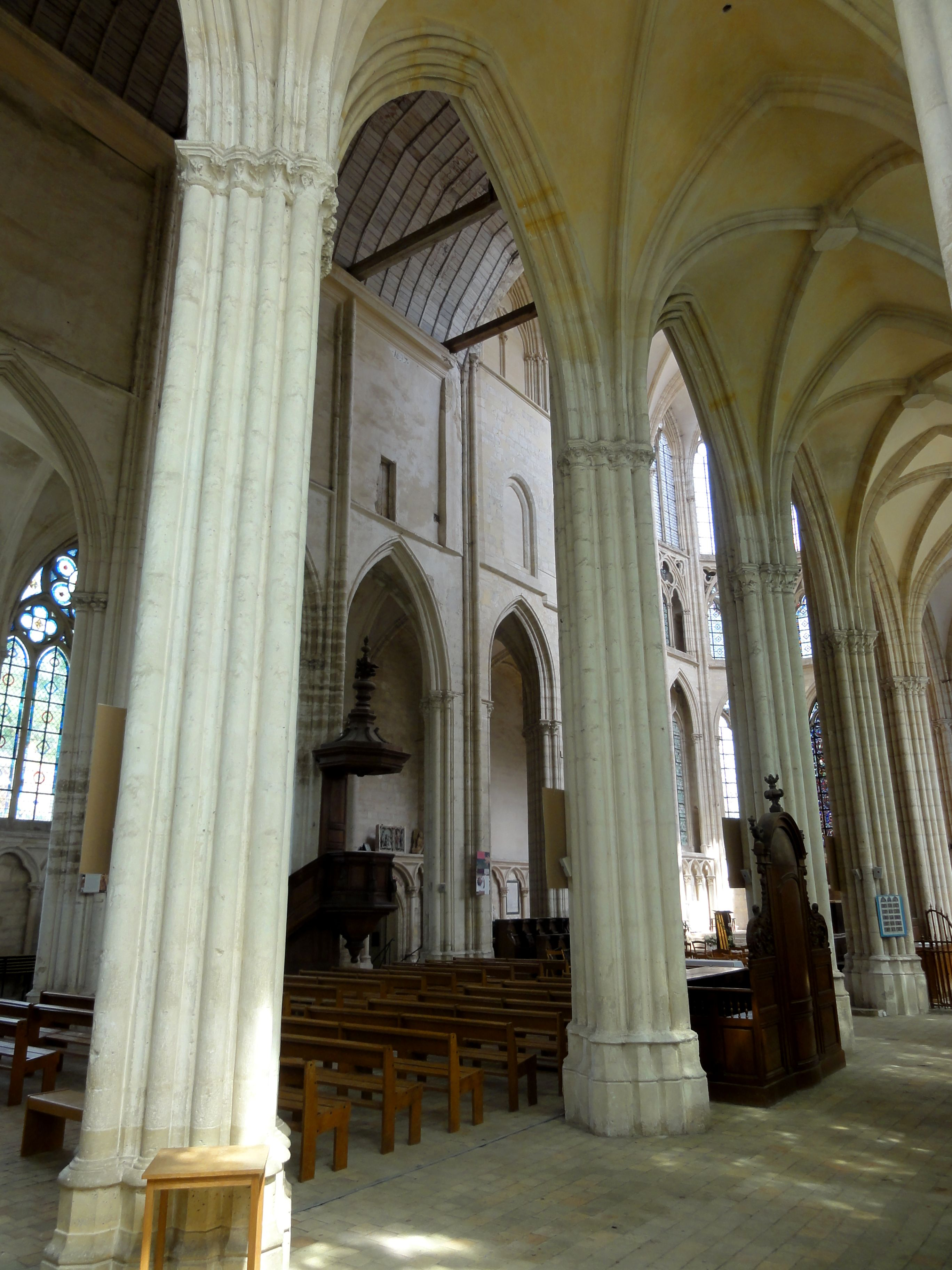
Collatéral sud, grandes arcades.

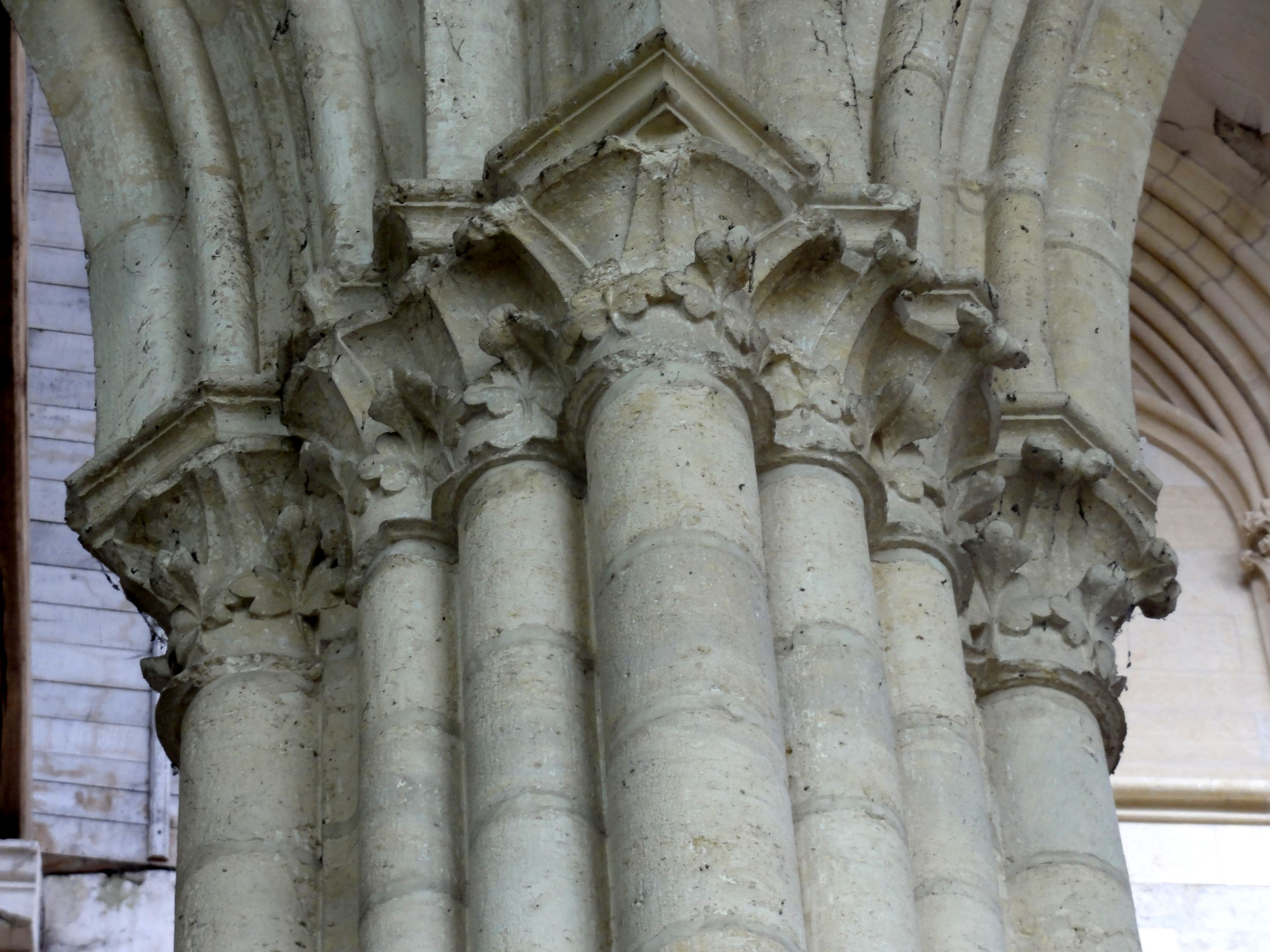
Chapiteaux à l'intersection entre la 4e et la 5e travée, côté sud.

Les collatéraux sont tout à fait aboutis sur toute leur longueur. Leur architecture est particulièrement élaborée. Les soubassements des fenêtres sont agrémentés d'arcatures plaquées. Ils sont au nombre de trois par travée, sauf dans la sixième travée où il y a de la place pour quatre, et reposent sur quatre colonnettes en délit, dont les chapiteaux des colonnettes entre deux arcades sont à bec. Chaque arcature s'ouvre sous une tête trilobée, qui s'inscrit dans un arc en tiers-point. Des trèfles en bas-relief remplissent les écoinçons entre les arcs. Les socles des colonnettes reposent sur un banc de pierre. En dehors des soubassements des fenêtres, les collatéraux ne comportent pas de murs extérieurs : tout l'espace disponible entre les piliers est occupé par les fenêtres. Celles-ci sont placées en retrait par rapport aux soubassements, de sorte qu'une coursière ou passage champenois destiné à l'entretien des fenêtres y trouve sa place. Entre deux fenêtres, sa continuité est assurée par des passages ménagés dans les contreforts internes, qui sont requis par la structure allégée des parois. Les faisceaux de cinq colonnettes destinés à recevoir les nervures des ogives, doubleaux et formerets sont engagés dans ces contreforts. Afin d'assurer la cohérence et l'équilibre des vaisseaux latéraux, les voûtes ne retombent donc pas près des fenêtres, car dans ce cas, les contreforts internes feraient incursion dans les voûtes, et la ligne de faîte des voûtes ne correspondrait pas à l'axe du collatéral. Les formerets ne peuvent ainsi pas servir d'arc d'inscription aux fenêtres. Dans leur continuité, des voûtes en berceau brisé sont établies entre deux contreforts internes. Ce sont ces voûtes de très faible profondeur qui délimitent les arcs des fenêtres. Leur remplage est presque analogue à celui des fenêtres hautes ; comme seule différence, le réseau secondaire des deux lancettes principales ne comporte pas un trèfle à son sommet, mais un quatre-feuilles. Ce remplage semble recopié sur la Sainte-Chapelle de Saint-Germain-en-Laye. — Il est à noter qu'aucune fenêtre n'existe dans le mur nord de la quatrième à la sixième travée. Ici, la tourelle d'escalier et la chapelle des Miracles sont directement adjacentes.
Plusieurs particularités existent dans les collatéraux. La principale concerne les chevets, où l'on ne trouve pas de coursières, et donc pas de sections voûtées en berceau. Ici, les formerets servent d'arc d'inscription aux fenêtres, et avec les chapiteaux des fenêtres et ceux de leurs archivoltes, de multiples chapiteaux et colonnettes se côtoient dans les extrémités orientales des collatéraux. Afin de ne pas encombrer les angles et réduire ainsi la largeur des baies du chevet, le maître d'œuvre n'a pas prévu de supports pour les ogives près des grandes arcades, où ogives et archivoltes des grandes arcades doivent se partager un même chapiteau. Également dans un but d'assurer une largeur maximale des fenêtres du chevet, les formerets commencent et se terminent par des sections verticales, car davantage de place aurait été nécessaire pour achever leur tracé. Le remplage des baies du chevet est particulier, et comporte trois lancettes, dont celle du milieu est plus étroite, mais aussi plus élevée. Les lancettes à gauche et à droite sont surmontées d'arcs en tiers-point un peu plus larges, dans lesquels s'inscrivent des trèfles. Le sommet est occupé par un oculus, dans lequel s'inscrit une rose hexalobe. D'autres particularités concernent l'extrémité occidentale du collatéral nord, ainsi que l'entrée de la chapelle des Miracles dans la cinquième travée. Par rapport aux arcatures plaquées habituelles, la première et la dernière se trouvent resserrées, alors qu'un arc en cintre surbaissé surmonte respectivement la porte d'entrée rectangulaire à double vantail, et la porte en tiers-point dans la chapelle. Un escalier descend dans la chapelle, dont le sol est situé à un niveau plus bas. Par ailleurs, les chapiteaux près de l'entrée de la chapelle évoquent la Sainte-Chapelle de Paris. Ils représentent des feuilles stylisées aux lobes arrondies. En se rapprochant du mur occidental, l'on trouve des feuilles naturelles en association avec des feuilles stylisées formant crochets, puis les feuilles naturelles forment elles-mêmes les crochets. Finalement, la base du clocher a nécessité des structures renforcées. La grande arcade possède une deuxième archivolte, ce qui réduit sa portée, et les doubleaux vers les travées voisines retombent sur des faisceaux d'une colonne (d'un diamètre augmenté qui n'existe pas ailleurs dans l'église) et de deux colonnettes. Par rapport aux travées ordinaires des bas-côtés, la base du clocher contient donc six colonnettes supplémentaires. Un trou de cloches a été percé après coup dans le voûtain méridional.

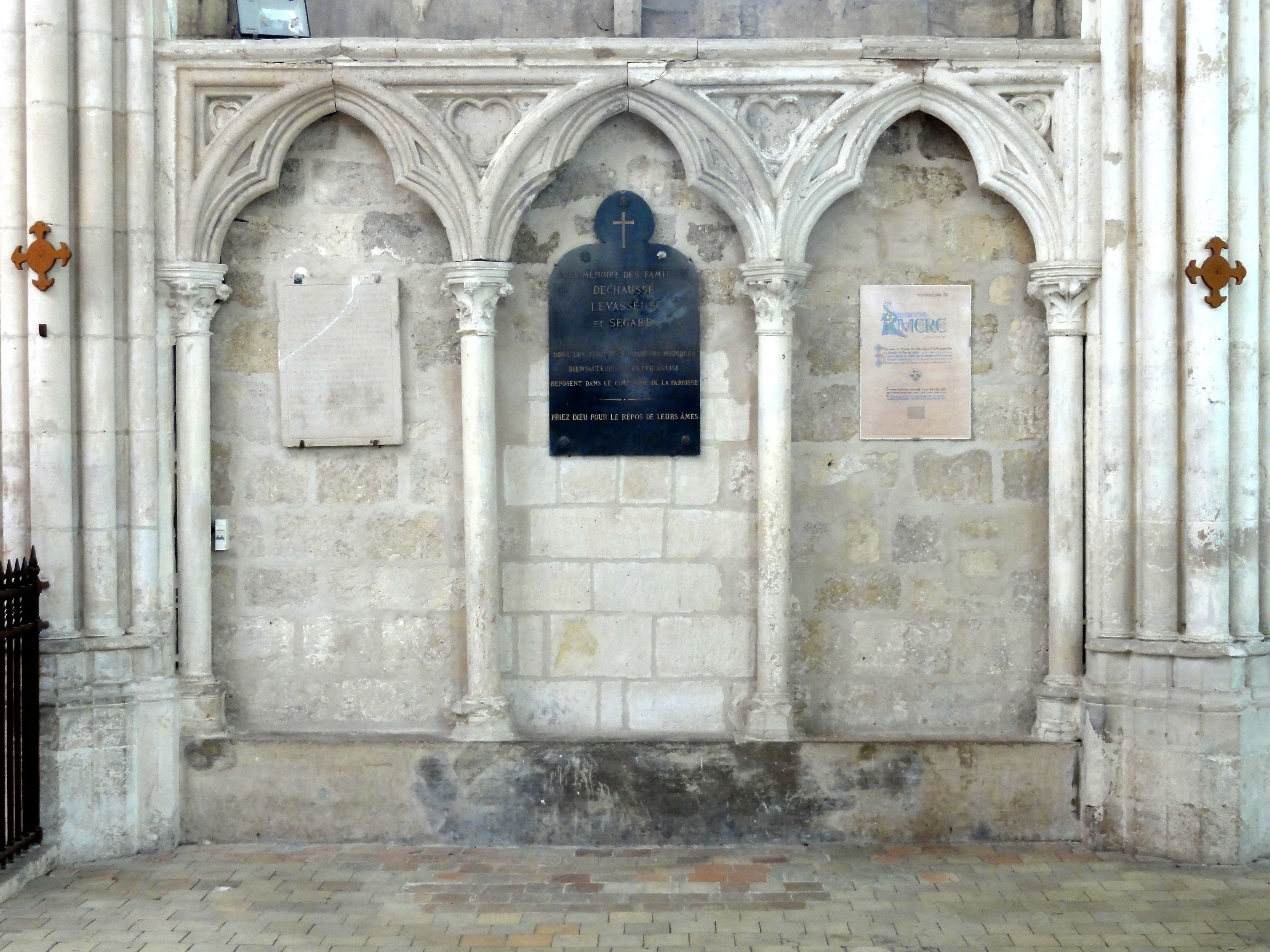
Arcatures aveugles au sud.
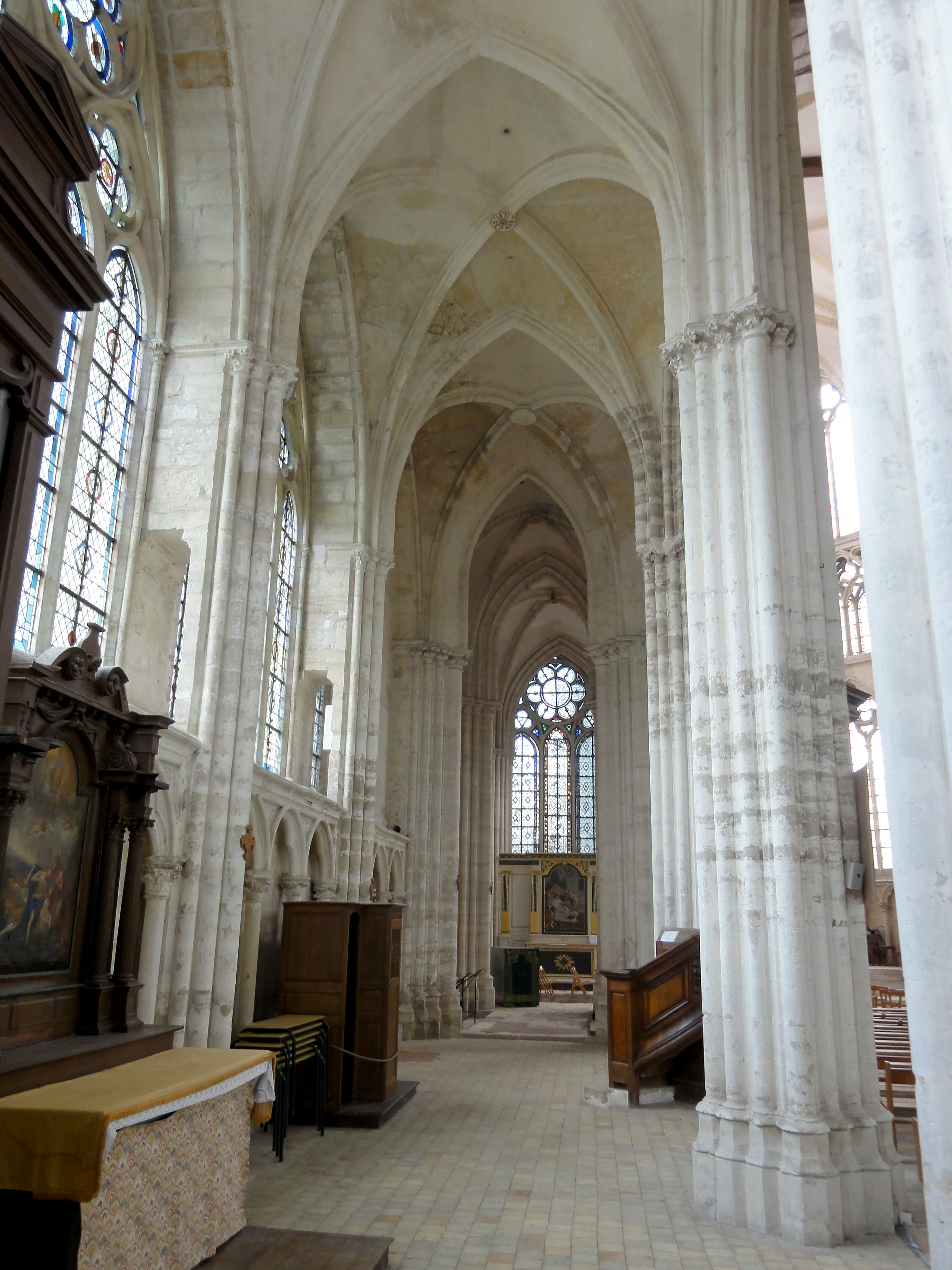
Collatéral nord, vue vers l'est.
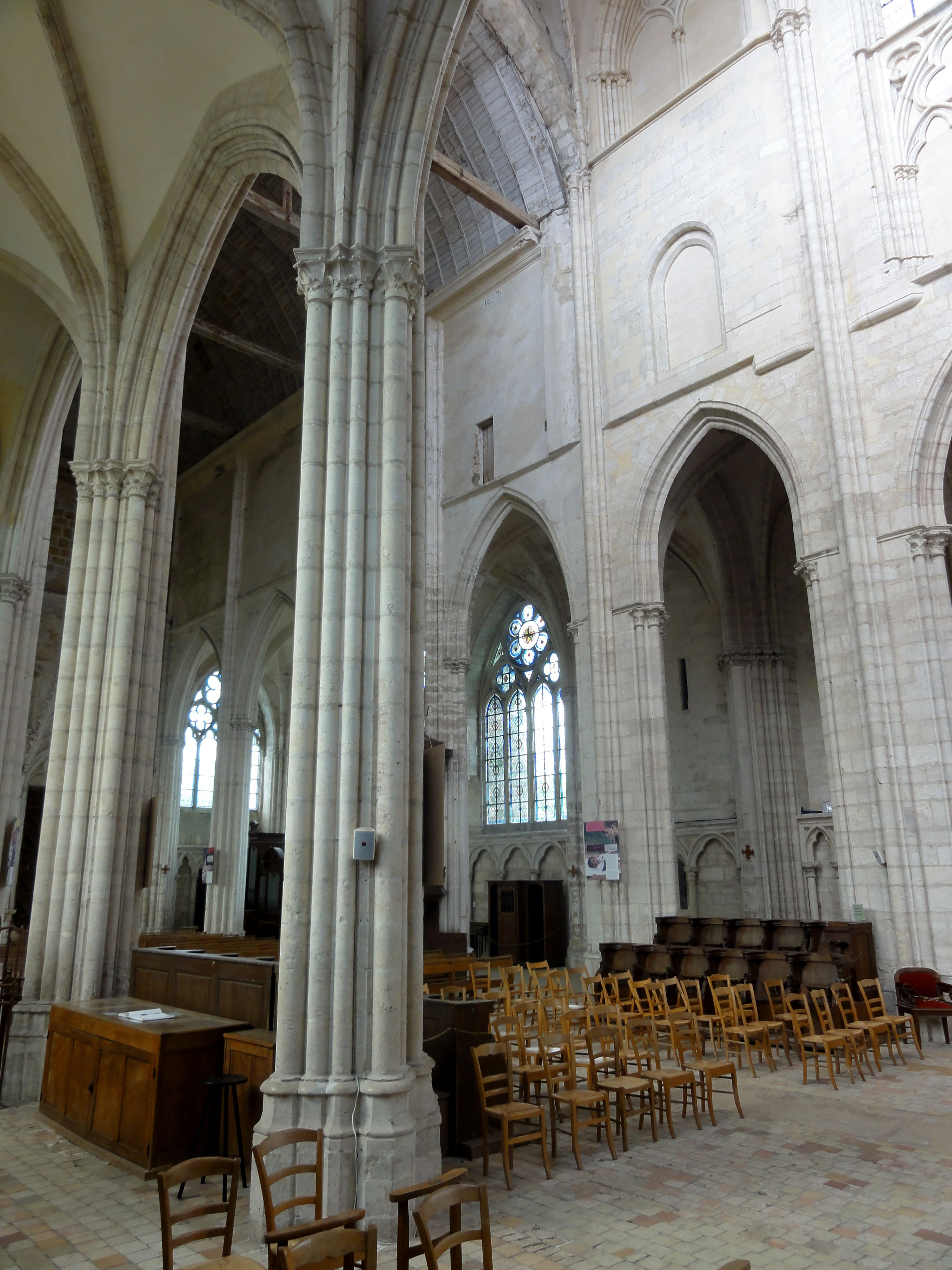
Collatéral sud, vue diagonale vers le nord-ouest.
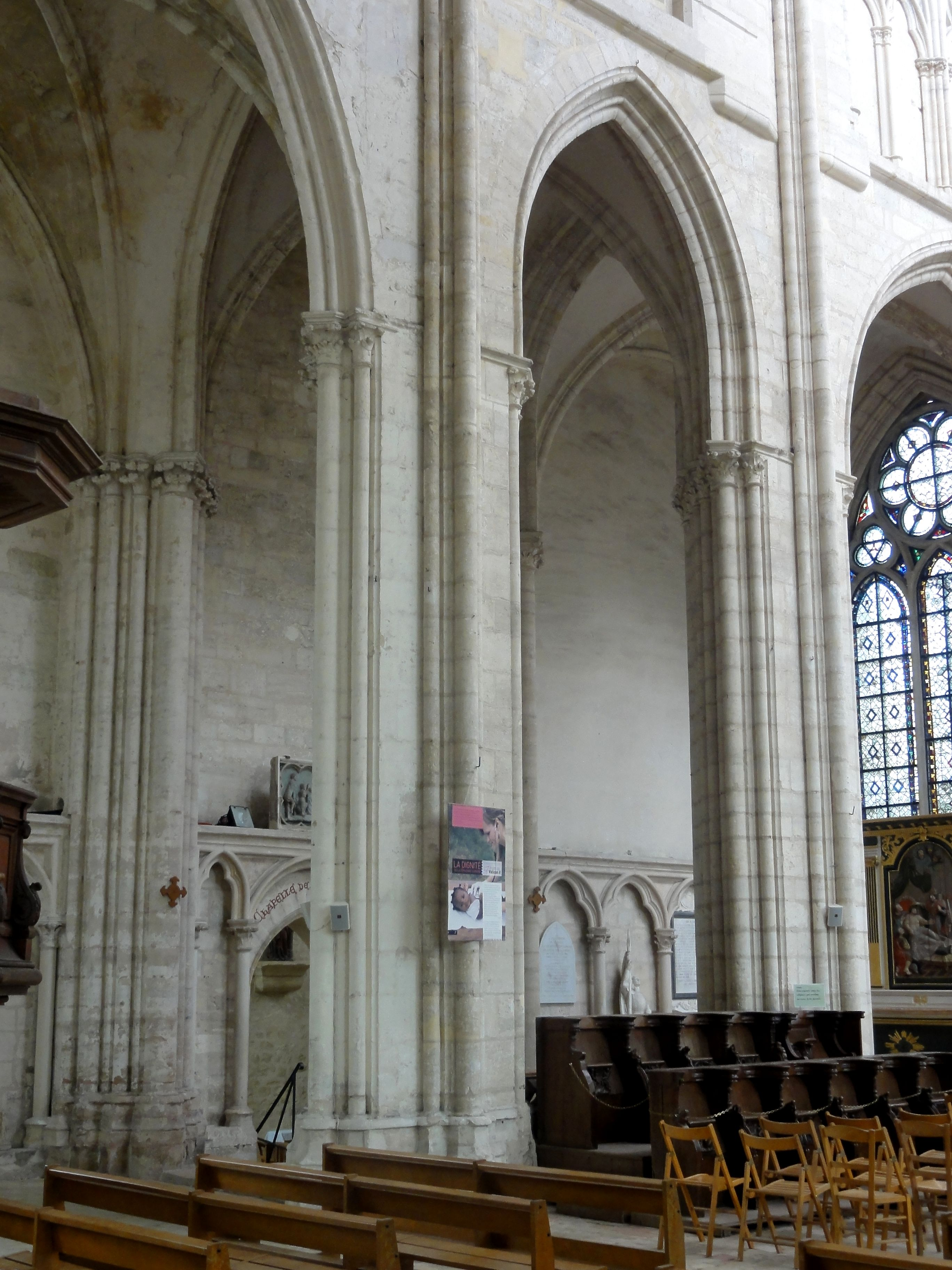
Vue sur la base du clocher.
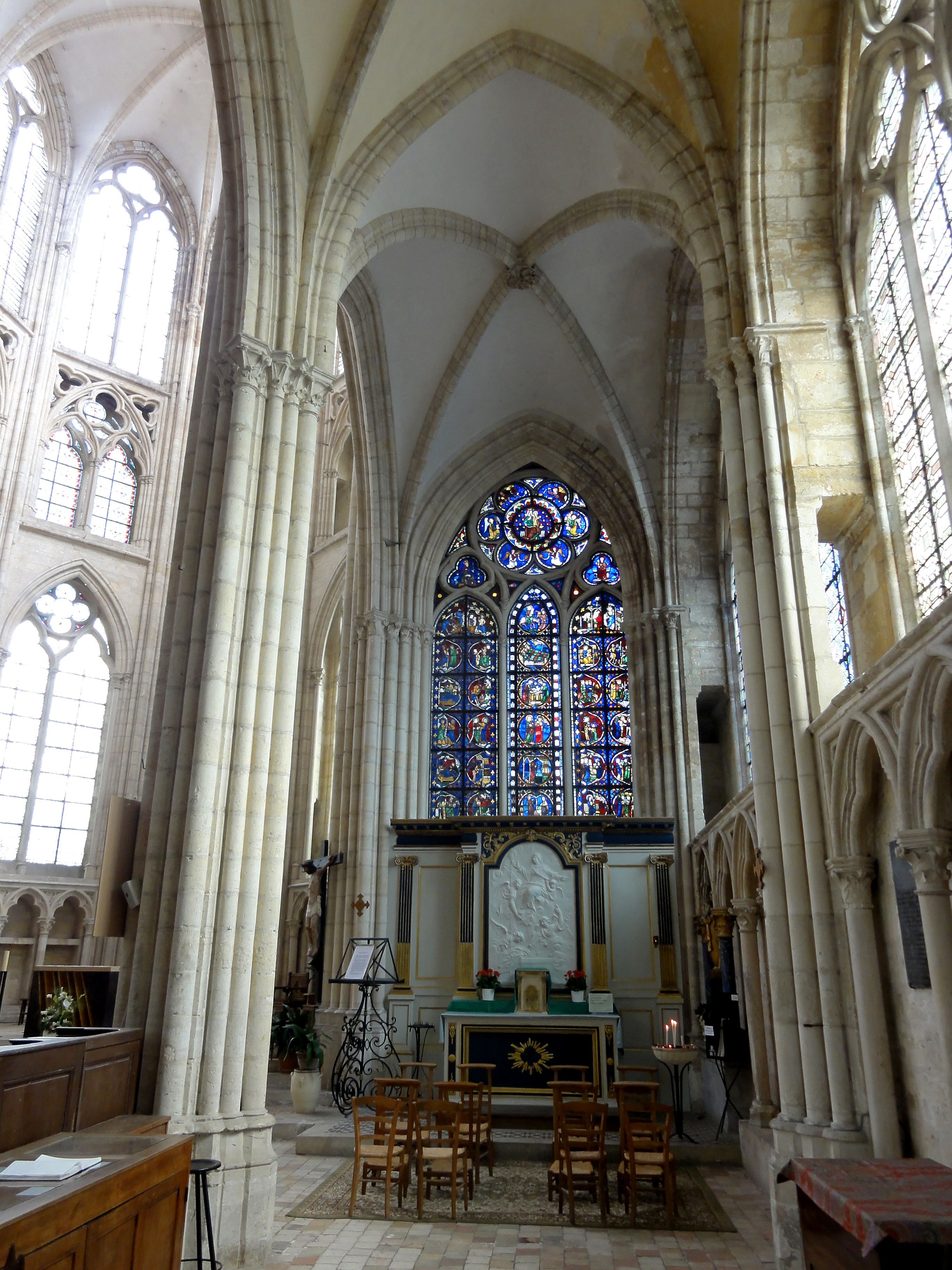
Collatéral sud, vue vers l'est.
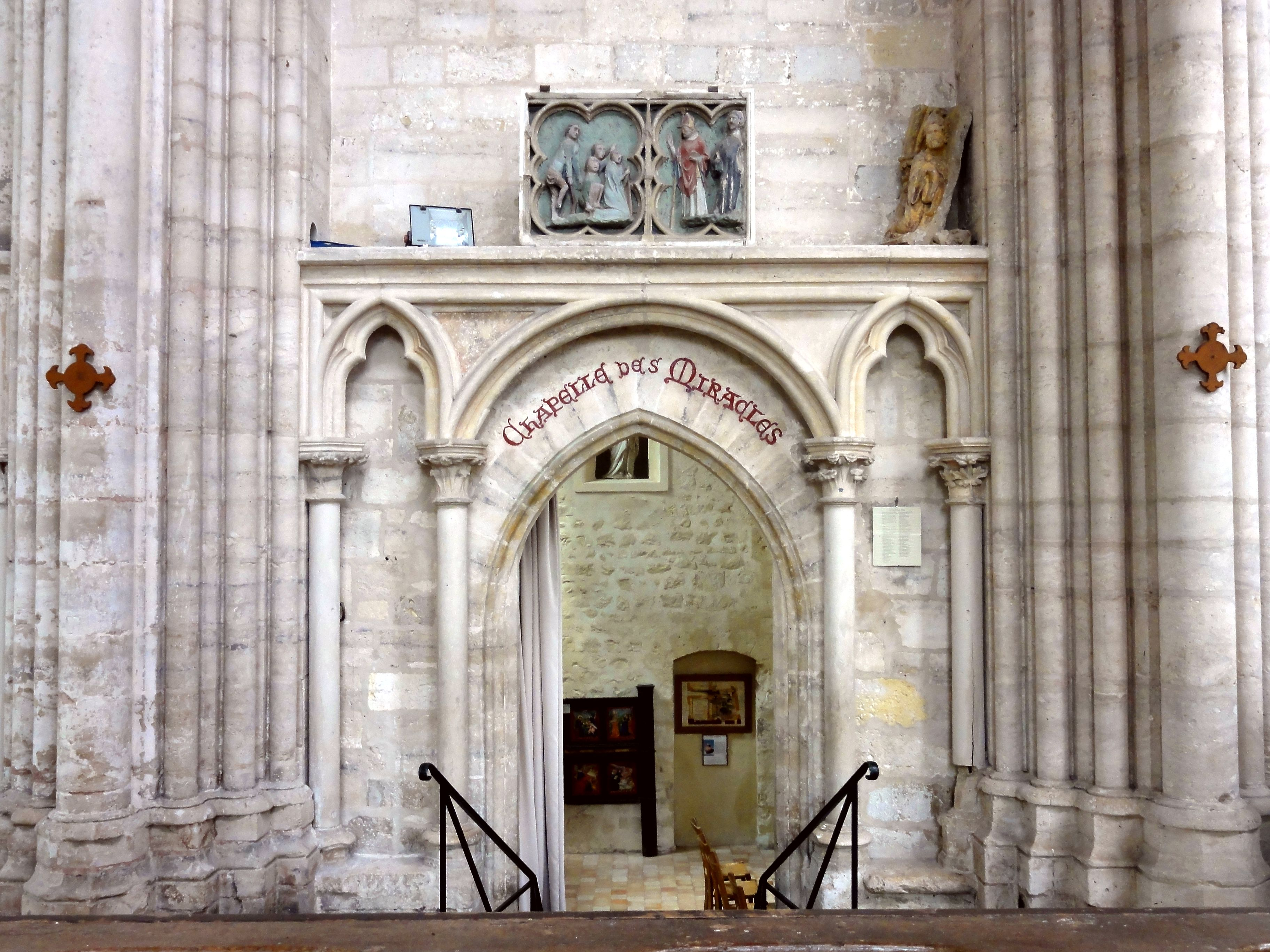
Entrée de la chapelle des Miracles.

#### Abside

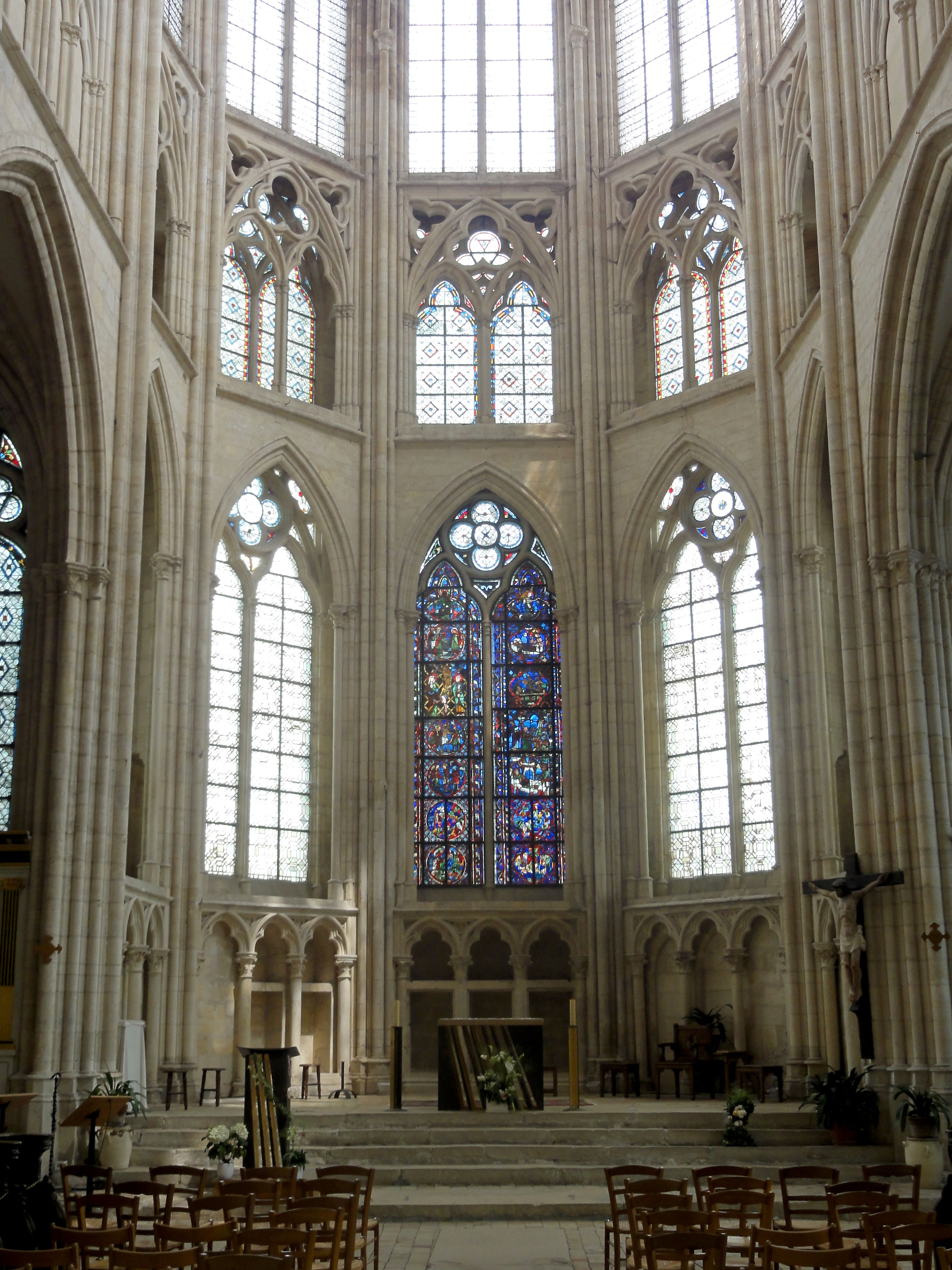
Abside, 1er et 2e étage.

Si la nef est une construction de qualité et les collatéraux sont d'une architecture tout à fait remarquable, l'abside est incontestablement un chef-d'œuvre. Au-dessus des soubassements des fenêtres, les murs entre les contreforts sont entièrement supprimés, et l'édifice évoque ici une cage de verre. Les dispositions sont similaires que dans les autres travées du vaisseau central et les collatéraux, où elles sont dérivées de l'abside. L'abside est ajouré de trois niveaux de fenêtres. En dessous, les arcatures aveugles sont les mêmes que dans les collatéraux, mais puisque les pans de l'abside sont plus étroits, l'on ne relève que trois arcatures pour chacun des cinq pans de l'abside. Par ailleurs, des niches existent derrière les arcades du chevet, qui possèdent un plancher intermédiaire et évoquent d'anciens placards muraux. Comme dans les collatéraux, les fenêtres basses prennent du recul par rapport à ces arcatures, et une coursière existe au pied de celles-ci, mais le triforium avec claire-voie qui forme le second étage oblige à amorcer celui-ci au niveau du soubassement. Pour racheter visuellement la situation en retrait des fenêtres basses, elles sont précédées par des arcades en tiers-point qui s'ouvrent entre deux paires de colonnettes, dont celles situées à l'intérieur sont en délit et possèdent des chapiteaux à bec. Cette disposition est d'un bel effet plastique, surtout quand elle se découvre successivement en approchant du chevet. Puisque les écoinçons des arcs-diaphragme ne sont pas ajourés, l'on aperçôit mal que c'est le cas des fenêtres basses de l'abside. Abstraction faite de cette particularité qui rend ces fenêtres en fait rectangulaires, elles ont comme remplage le réseau secondaire des fenêtres latérales, à savoir deux lancettes dans lesquelles s'inscrivent des têtes trilobées, surmontées d'un quatre-feuilles. Mais sur les pans biais du chevet et la baie centrale du chevet, l'on trouve des lancettes se terminant directement par des lancettes trilobées.
Entre les pans de l'abside, l'on trouve des faisceaux de trois colonnettes, comme dans le vaisseau central ; les formerets disposent donc exceptionnellement de supports dédiés, soit pour assurer l'unicité avec la nef, soit en raison de la minceur des colonnettes, qui ne permet pas de faire retomber les nervures sur une colonnette unique entre chaque pan. Le triforium affiche exactement le même dessin que les arcatures plaquées de la première et la seconde travée du chœur. Ajourées, l'effet n'est qu'augmenté. L'on constate que le réseau est plat à son revers. Ainsi, le triforium des premières travées du chœur a pu être bouché tout en donnant l'impression d'un triforium simulé. Puisqu'il s'agit d'une claire-voie, le mur de refend cède la place à des fenêtres en arrière-plan, dont le remplage est identique. Comme au rez-de-chaussée, les fenêtres s'inscrivent donc dans des rectangles, et la surface vitrée est ainsi maximisée. Les fenêtres hautes se situent, elles, au même niveau que le triforium. Une retraite à l'extérieur en est la conséquence, mis à profit pour la création d'une coursière. Les fenêtres hautes reprennent le dessin du triforium, sans les écoinçons ajourées, car s'inscrivant sous la lunette de la voûte. Les chapiteaux des ogives se situent à mi-hauteur des fenêtres, ce qui souligne l'importance accordée à l'éclairage ; fréquemment, les fenêtres hautes ne commencent qu'au niveau des chapiteaux du second ordre. Les chapiteaux des formerets, eux, jouxtent immédiatement ceux des fenêtres. La voûte comporte six branches d'ogives rayonnant autour d'une clé de voûte centrale. — Dans son ensemble, le chœur rappelle ceux de la cathédrale Saint-Pierre de Beauvais, achevé en 1272, où les baies de la claire-voie ont également les écoinçons ajourés, et de la basilique Saint-Urbain de Troyes, achevé en 1266. Des claires-voies comparables se trouvent à la basilique Saint-Denis et à Notre-Dame de Paris. Comme son nom l'indique, la coursière devant les fenêtres, le passage champenois, à son origine en Champagne, et l'exemple le plus caractéristique est fourni par la basilique Saint-Remi de Reims, toutefois plus tardive (fin du XIIIe siècle). Les arcatures plaquées sont inspirées de la Sainte-Chapelle de Paris, ou de celles de Saint-Germain-en-Laye ou Abbaye Saint-Germer-de-Fly.

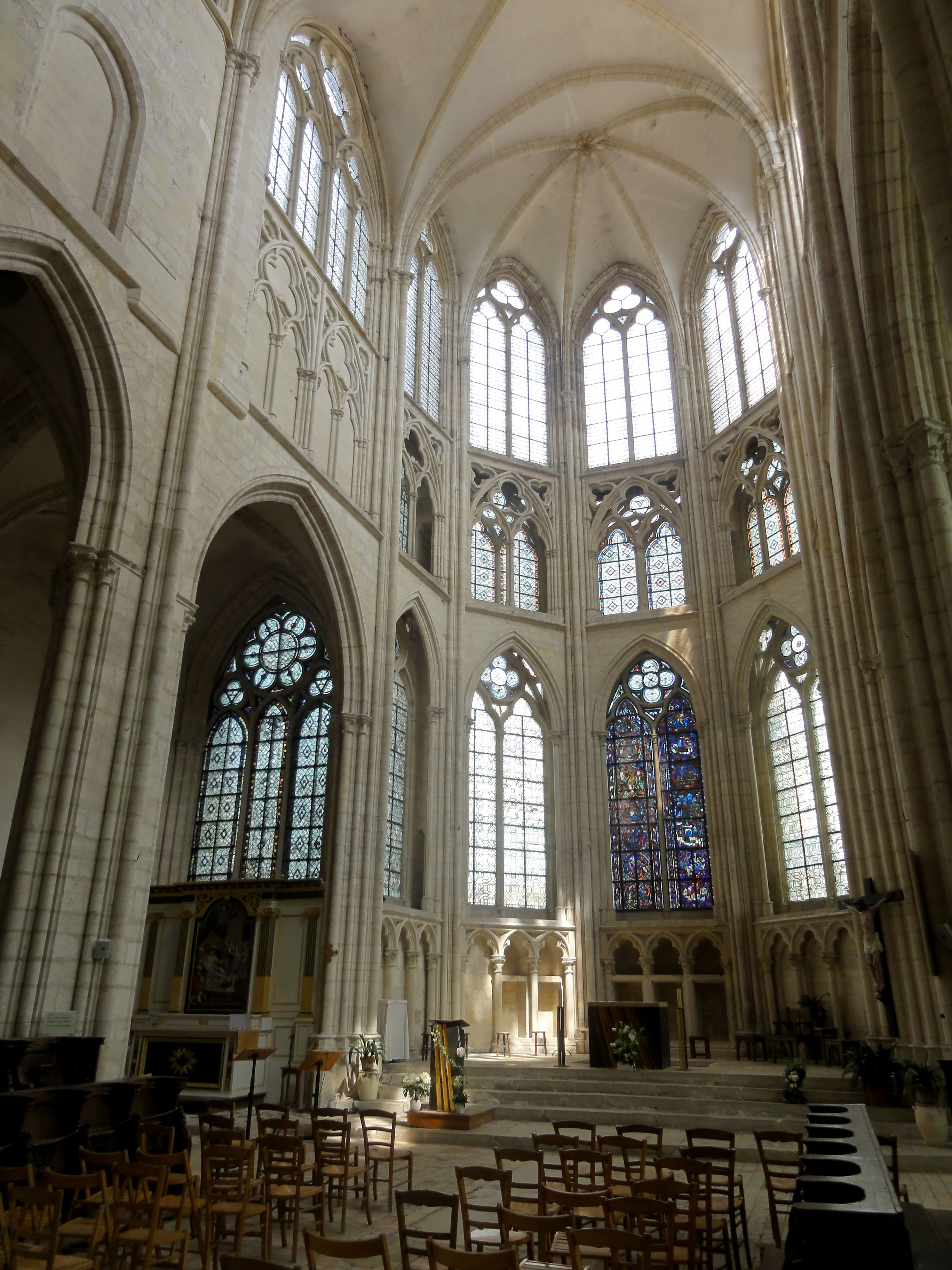
Vue dans le chœur.
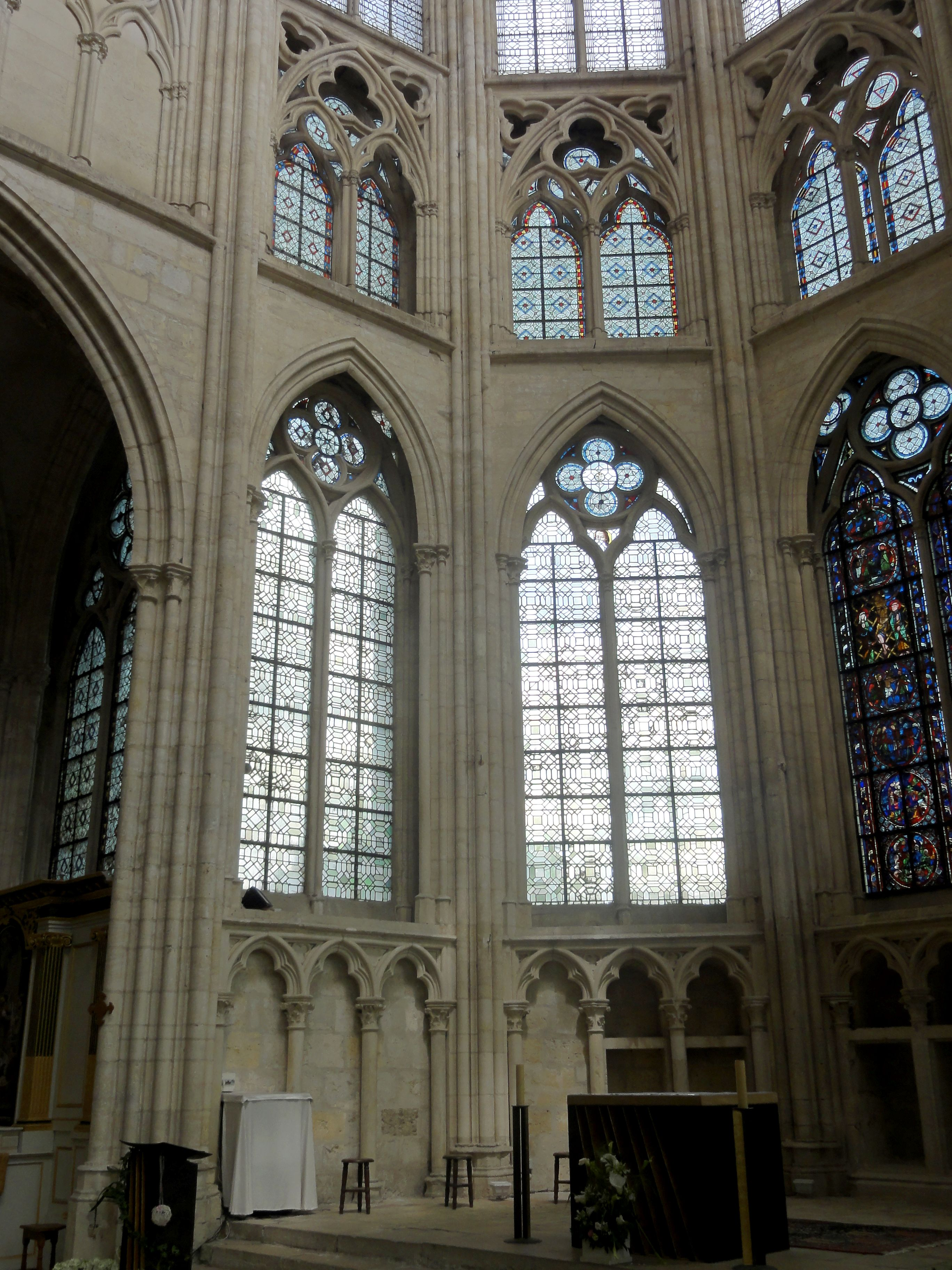
Abside, parties basses.
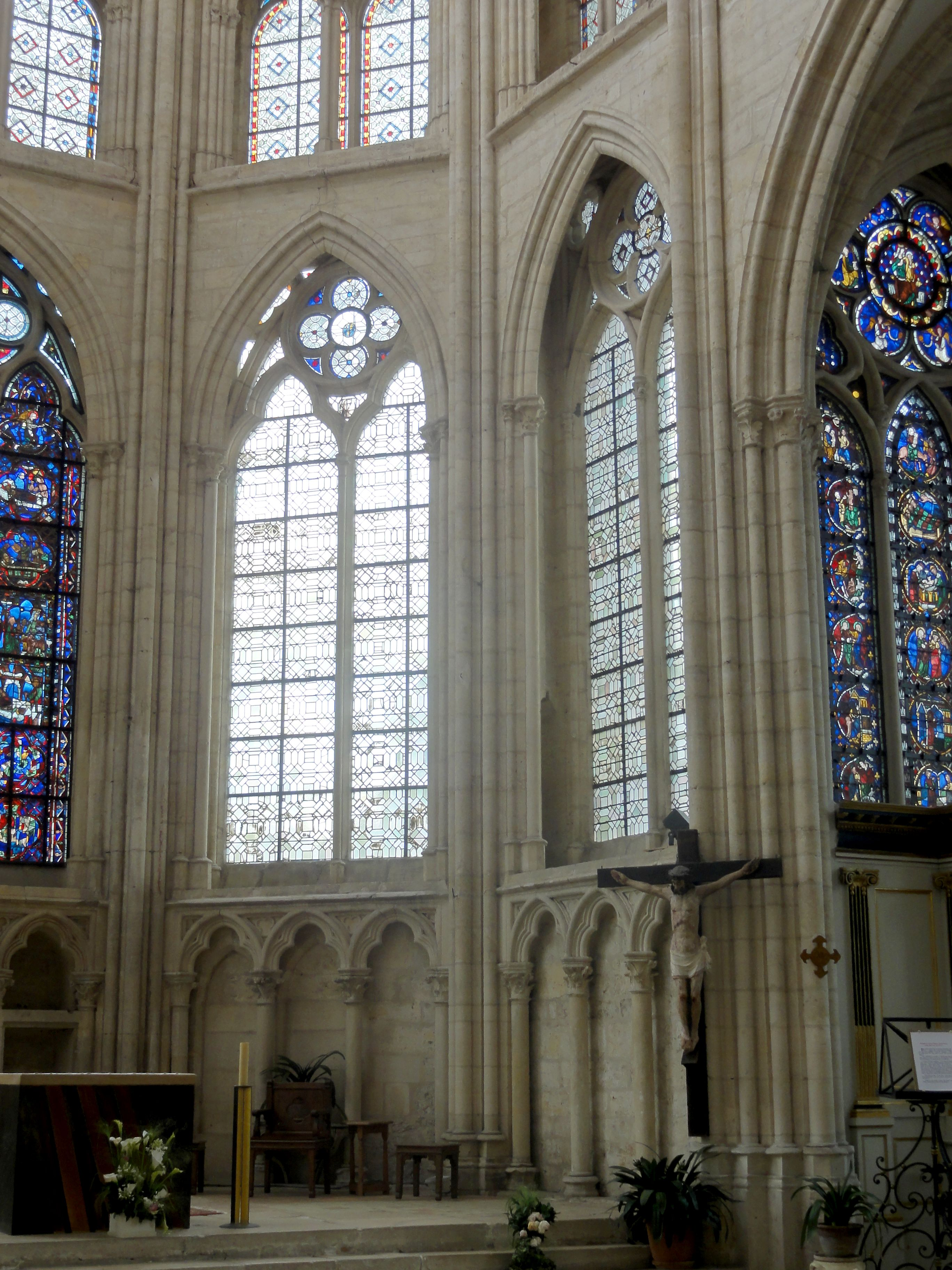
Abside, parties basses.
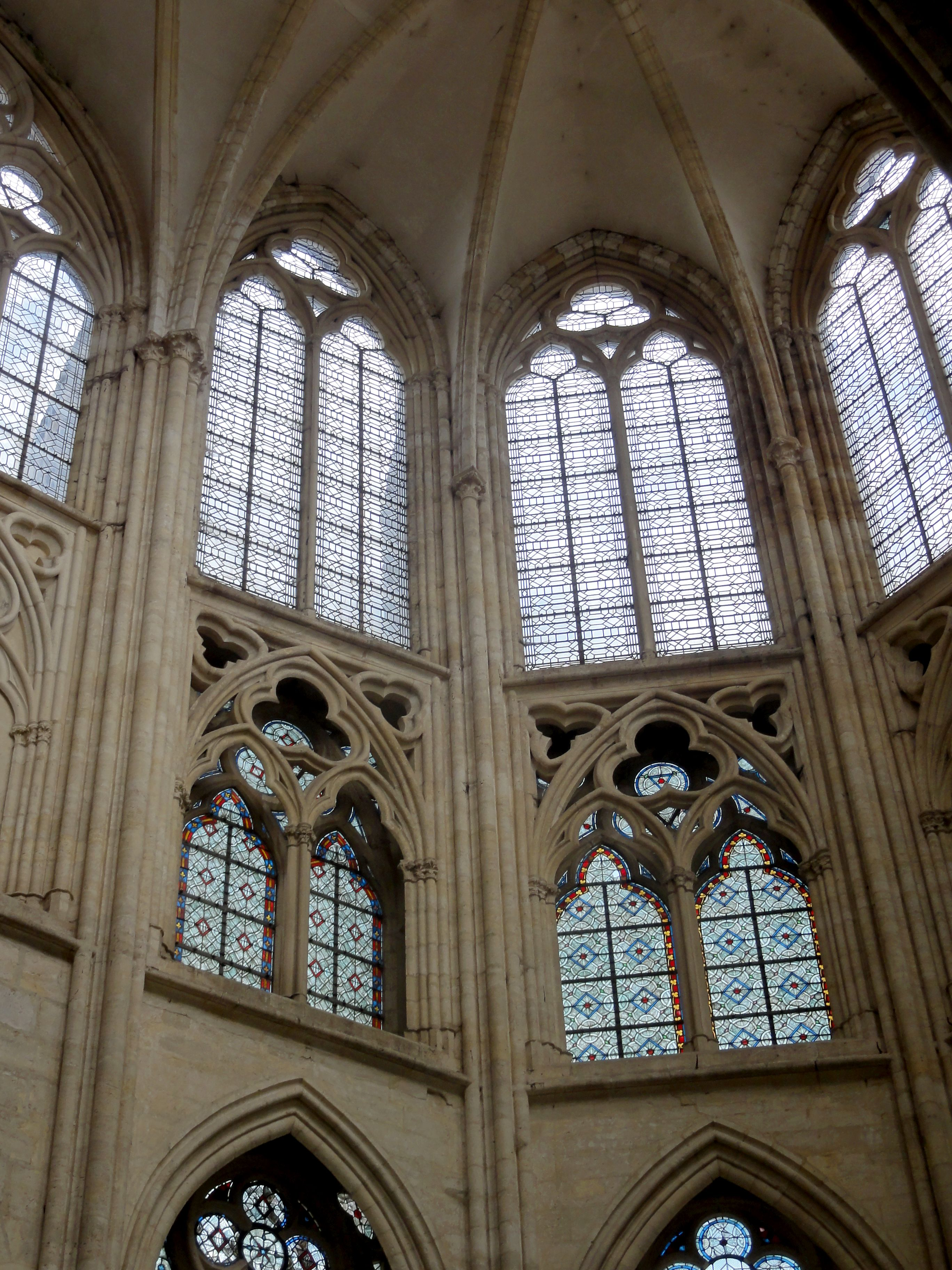
Abside, parties hautes.
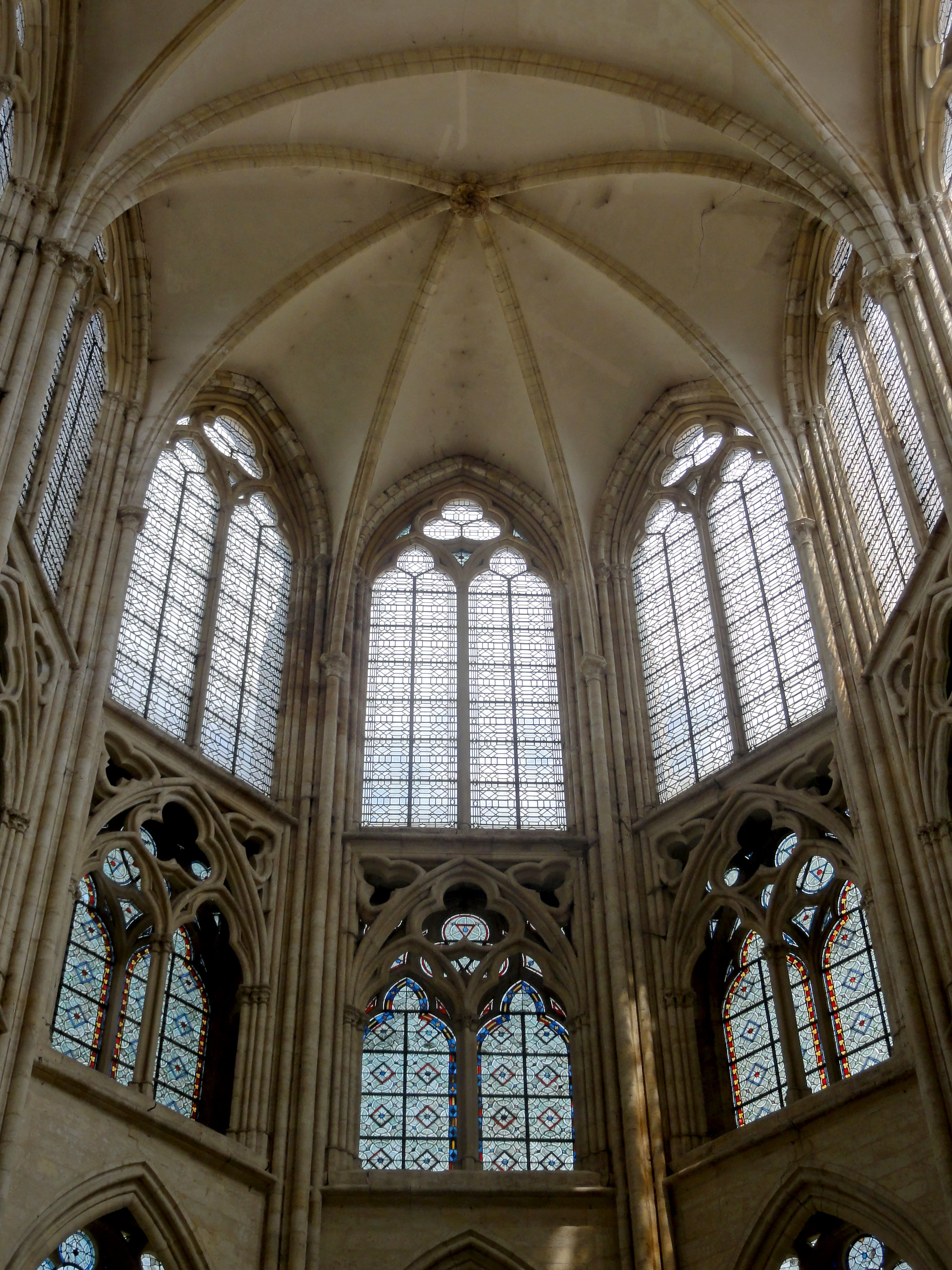
Abside, parties hautes.
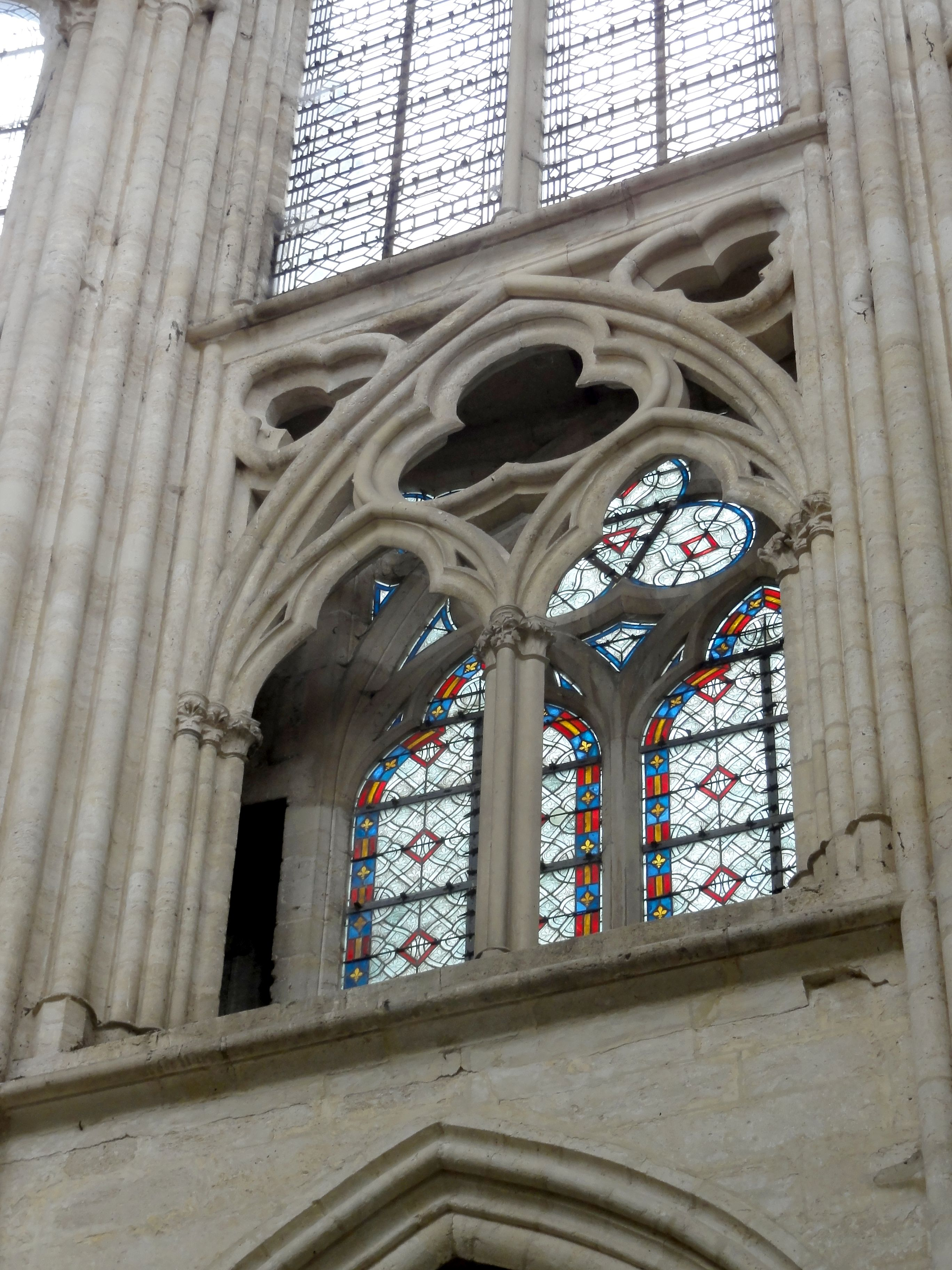
Claire-voie.

#### Chapelle des Miracles

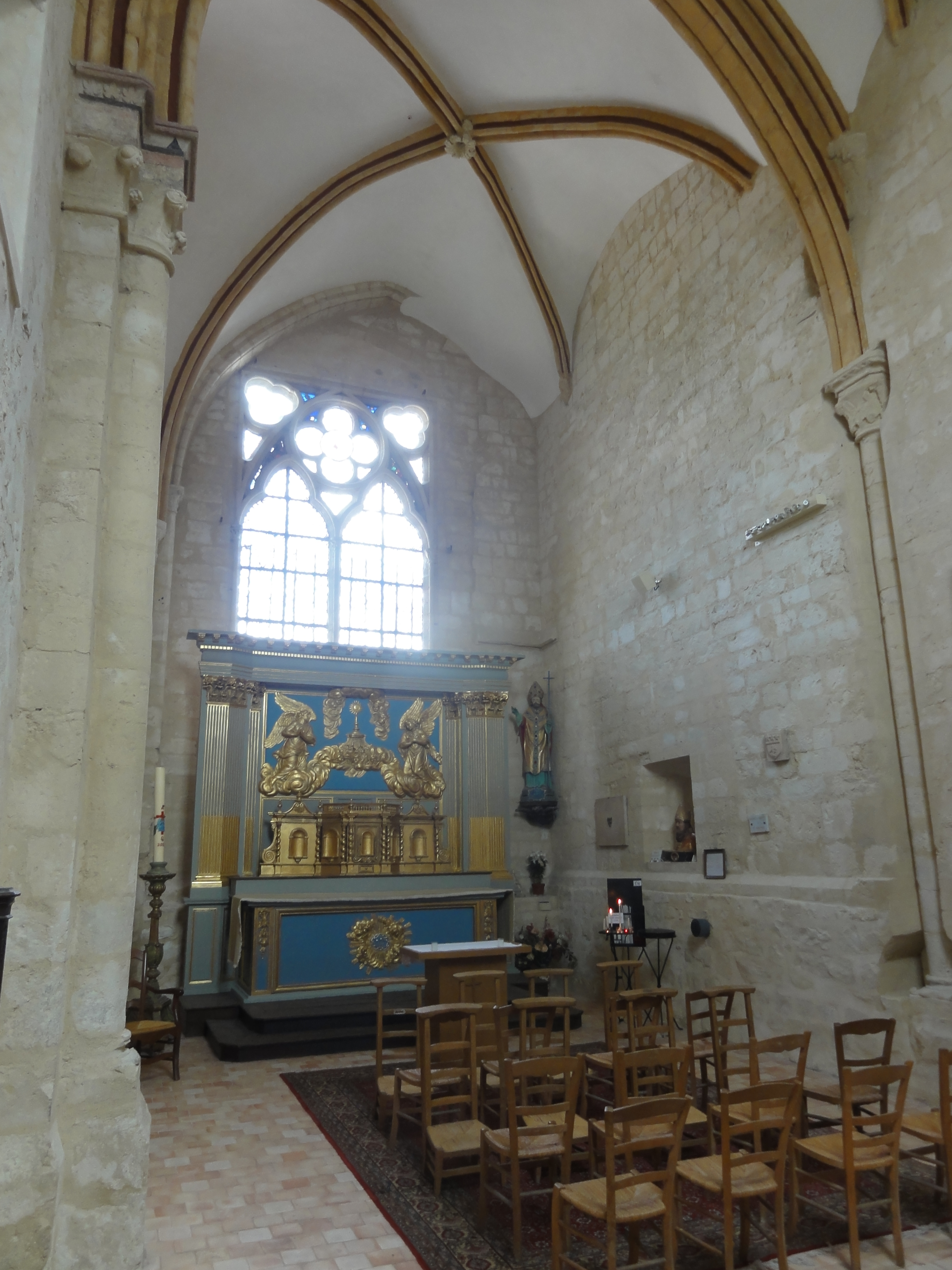
1ère travée, vue vers l'est.

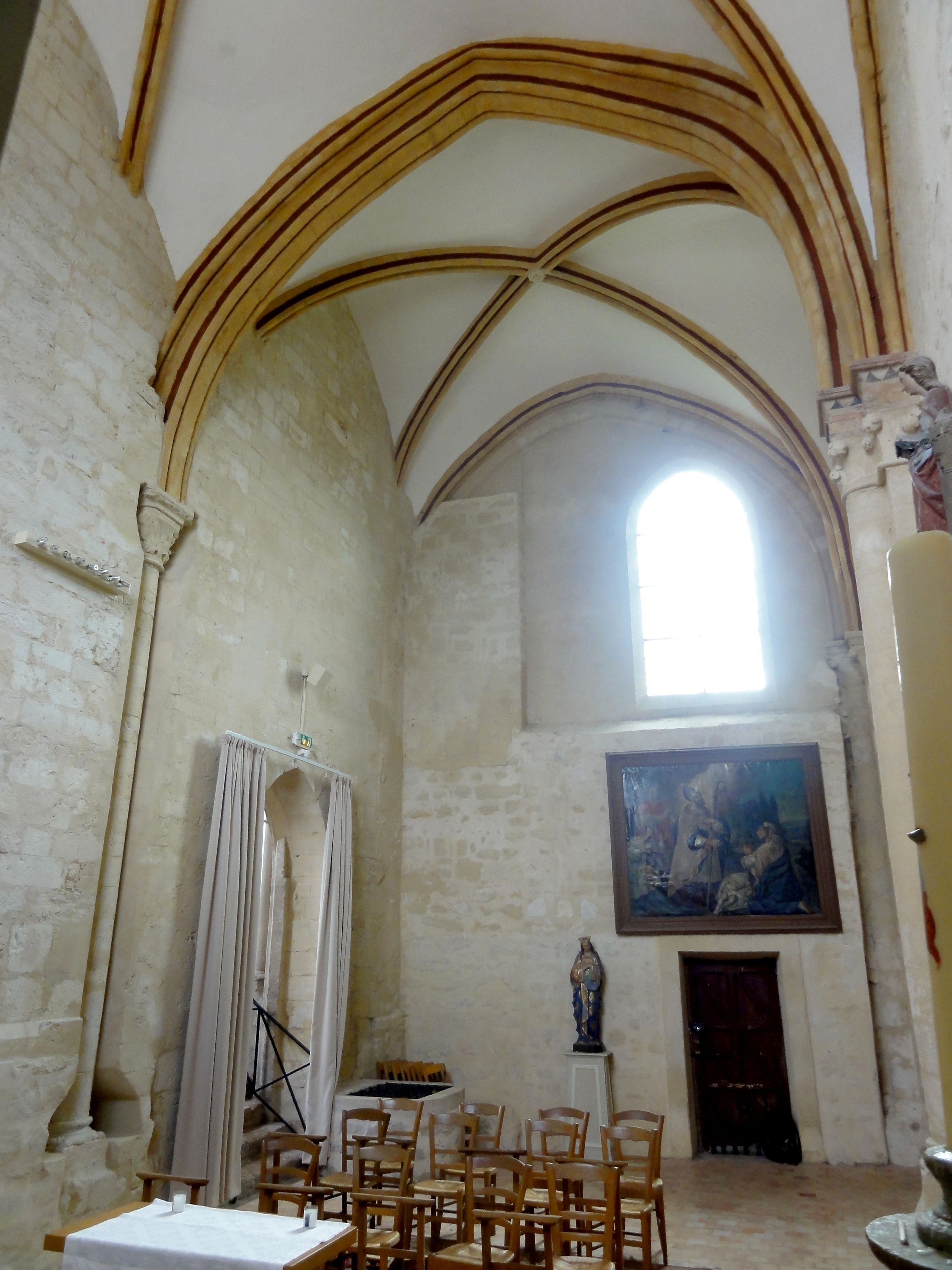
2e travée, vue vers l'ouest.

La chapelle des Miracles date du dernier quart du XIIe siècle et est de style gothique primitif. Le profil des ogives est d'une gorge entre deux tores, et le doubleau intermédiaire est formé d'un méplat entre deux tores. Des formerets existent au nord. Les chapiteaux ont des corbeilles carrées, et sont sculptés de larges feuilles et de crochets formés de lobes arrondis, recourbés sur de petites grappes de grains ronds. La hauteur sous les voûtes est de 9,50 m, mais le sol avait été rehaussé à trois reprises, et était situé à seulement deux marches en dessous du sol de l'église en 1939. Comme l'ont montré les fouilles menées par l'abbé Fernand Boulard en cette année, la chapelle correspond au chœur de l'église précédente, qui était précédé par une nef de trois travées. La longueur totale devait atteindre 30,00 m, ce qui est déjà considérable pour une église villageoise. Les fondations et parties basses de ses murs et piliers ont subsisté dans le sol. L'importance du projet de reconstruction de la seconde moitié du XIIIe siècle explique que l'édifice actuel n'englobe pas le plan de l'ancienne église. Elle était apparemment dépourvue de bas-côtés, et sa largeur de 6,50 m n'était qu'un tiers environ de celle de la largeur actuelle. Il était donc impossible que la nef de l'ancienne église accueille les célébrations eucharistiques, alors que se construisit le chœur de l'église neuve. Pour des raisons qui n'ont pas été éclairées, la profondeur des deux premières travées du chœur de l'église actuelle semble calquée sur la chapelle des Miracles. La conservation de celle-ci n'a en conséquence pas été mise en cause lors de l'édification du sanctuaire actuel, comme le montrent également la décoration de la porte faisant communiquer les deux édifices, et à plus forte raison le remplacement successif du mur sud de l'ancienne église par le mur nord de l'église actuelle, qui empiète légèrement sur l'espace intérieur de la chapelle. C'est pour cette raison que les supports de son doubleau intermédiaire sont enfoncés dans le mur, qui forme comme une niche autour, ce qui est certainement le résultat d'une restauration. Les supports des ogives sont quant à eux enfoncés trop profondément dans le mur pour être mis au jour, et les formerets ont donc logiquement disparu de ce côté.
Le mur oriental enferme par ailleurs une partie d'un ancien doubleau, ce que permet à Yves Sjöberg de conclure à l'existence d'une abside dans le passé. Depuis, ses vestiges ont été retrouvés sous la rue. La fenêtre actuelle est en tout cas plus récente que la chapelle ; inspirée par les baies de la claire-voie, elle s'ouvre sous un arc de décharge en anse de panier visible extérieurement. Le chevet a donc été remanié aux moins deux fois, et la fenêtre actuelle pourrait être constituée de fragments des baies de l'abside refaites lors d'une restauration. Le mur occidental comporte aussi un ancien doubleau, qui n'est devenu formeret qu'avec le bouchage de l'arcade vers l'ancienne nef disparu. Ici se situe la seconde fenêtre de la chapelle. — D'autres interrogations sont soulevées par l'examen de la chapelle. En premier lieu, le mur septentrional ne fait pas corps avec les piliers. Ce mur est constitué de petits moellons noyés dans un mortier, et ne comporte aucune fenêtre vers l'extérieur. Yves Sjöberg estime que ce mur est postérieur à la chapelle, à l'instar du mur du chevet. Il conçoit mal que l'ancienne église se serait présentée comme un étroit boyau, et pense que son chœur aurait été flanqué d'un collatéral, ou que la seconde travée, initialement carrée, aurait été la croisée du transept, avec donc des croisillons au nord et au sud. Pour Thierry Mariage, l'appareil du mur septentrionale renvoie tout au contraire à la période préromane, ce qui est sans doute une interprétation un peu hasardeuse, car cet appareil ne présente aucun signe distinctif, comme l'emploi de l'opus spicatum ou de pastoureaux, petits moellons cubiques utilisés jusqu'à la période carolingienne. En effet, le même appareil peut se trouver sur n'importe quel mur de ferme. L'abbé Lebeuf rapporte par ailleurs que « la moitié de cette chapelle est réduite en sacristie », ce qui apporte peut-être la clé d'explication,,,.
En second lieu, le mur est percé de deux ouvertures étroites comme des meurtrières, qui donnent sur un local attenant. Sur l'une des ouvertures, on a identifié les traces d'une barre de fer verticale, et l'on a également retrouvé l'un des judas permettant de fermer les fenêtres depuis l'autre côté. De petits coussièges y permettaient de surveiller la chapelle tout en se tenant assis sur un banc de pierre. Probablement, il s'agissait de surveiller les reliques de saint Sulpice de Bourges, mais l'on a également évoqué les hypothèses de cellules destinées à des reclus, ou plus prosaïquement à une salle pour héberger des pèlerins malades. — En troisième lieu, le puits près de l'angle sud-ouest, découvert en 1939, n'est pas identifié comme tel avec certitude. Thierry Mariage le considère comme baptistère, car la coupe révèle des similitudes avec les baptistères de Fréjus et Poitiers. L'architecte semble oublier que les fonts baptismaux se situent traditionnellement à l'ouest des églises, près de l'entrée, car les individus non baptisés ne devaient pas entrer dans l'église. Yves Sjöberg penche pour un puits sacré, où des miracles se sont peut-être produits, ce qui à l'avantage de fournir en même temps une explication pour la conservation de la chapelle. Elle est également susceptible d'avoir abrité les reliques,.

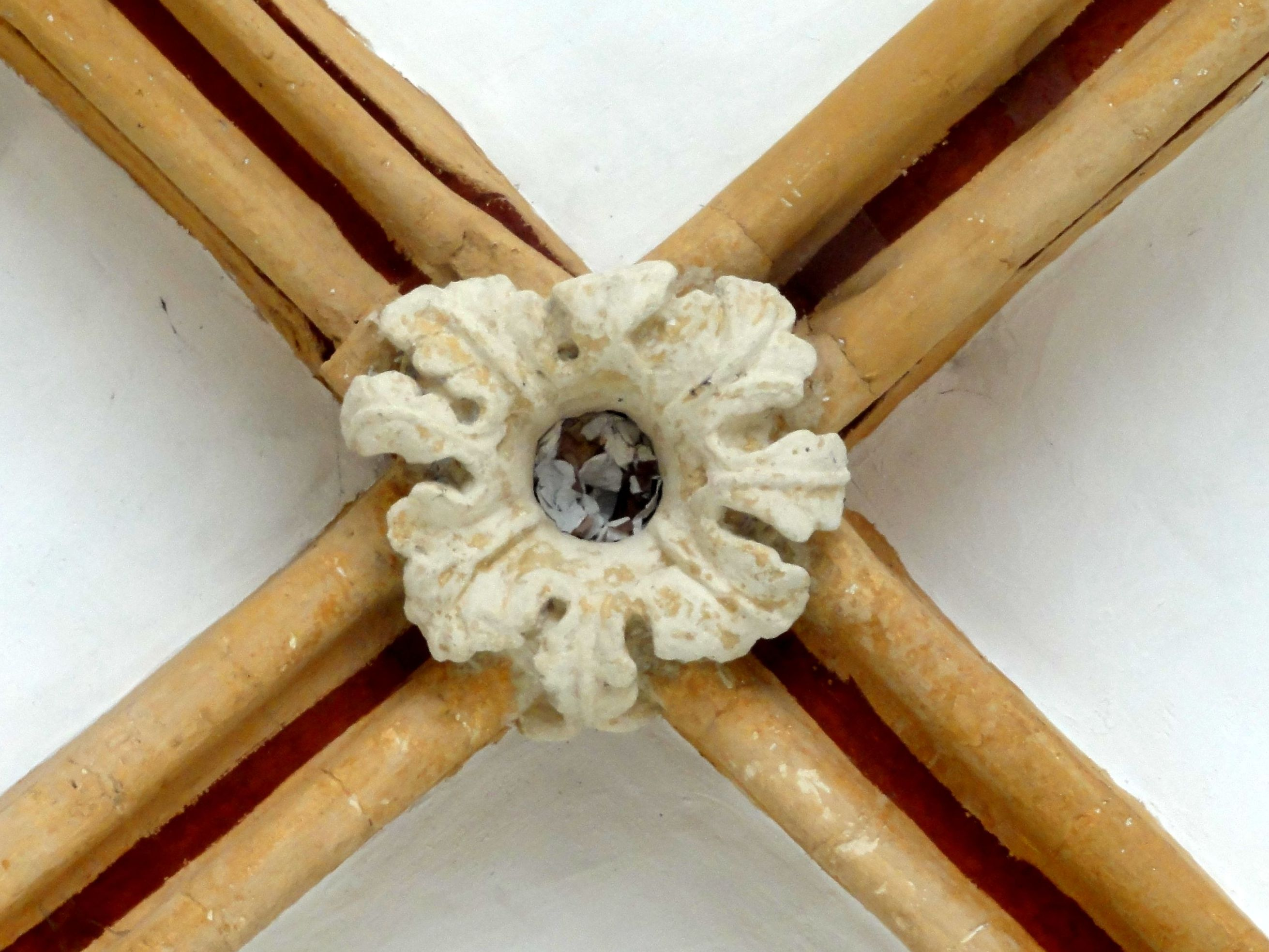
Clé de voûte.
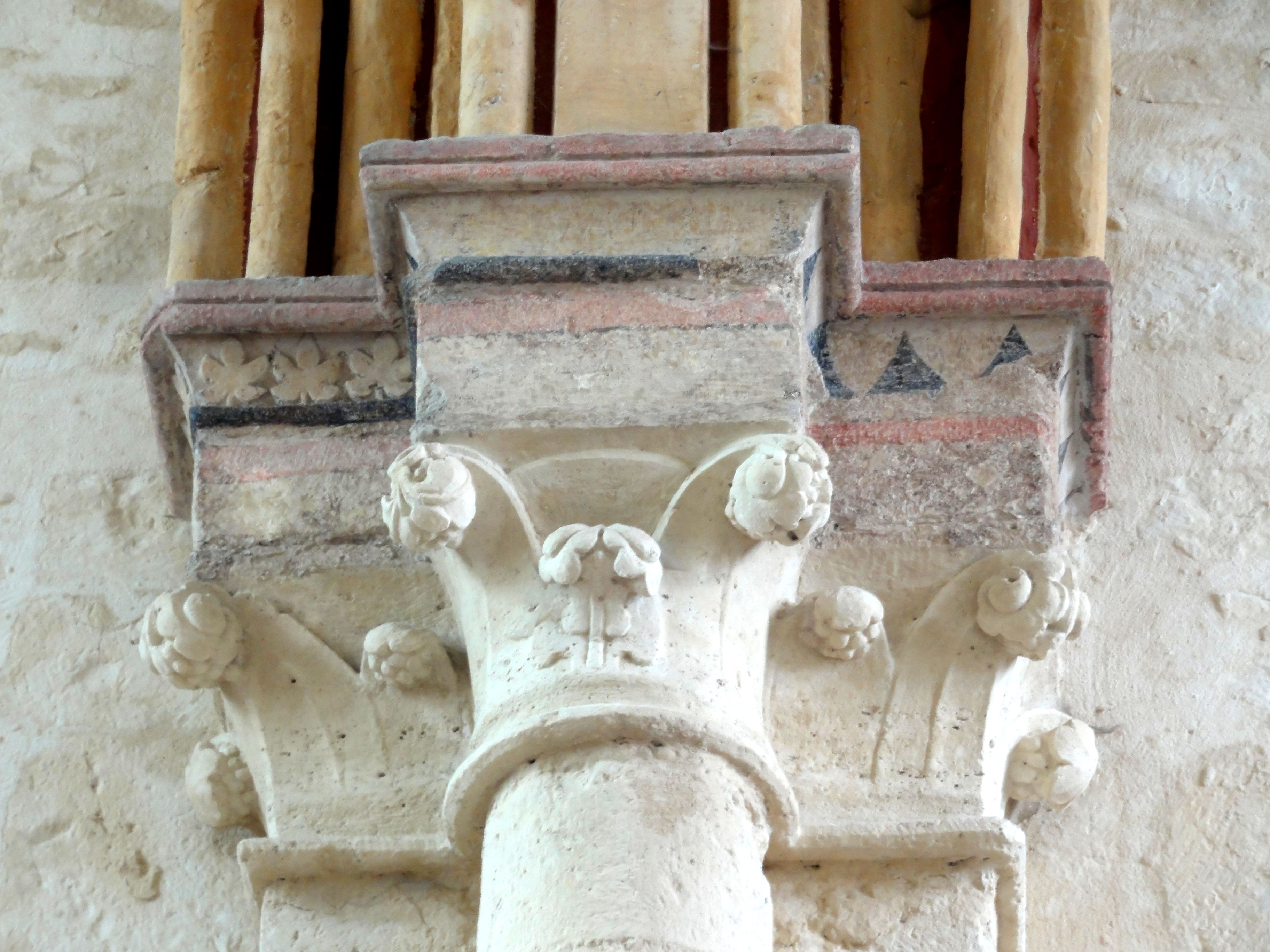
Chapiteaux entre les travées, côté nord.
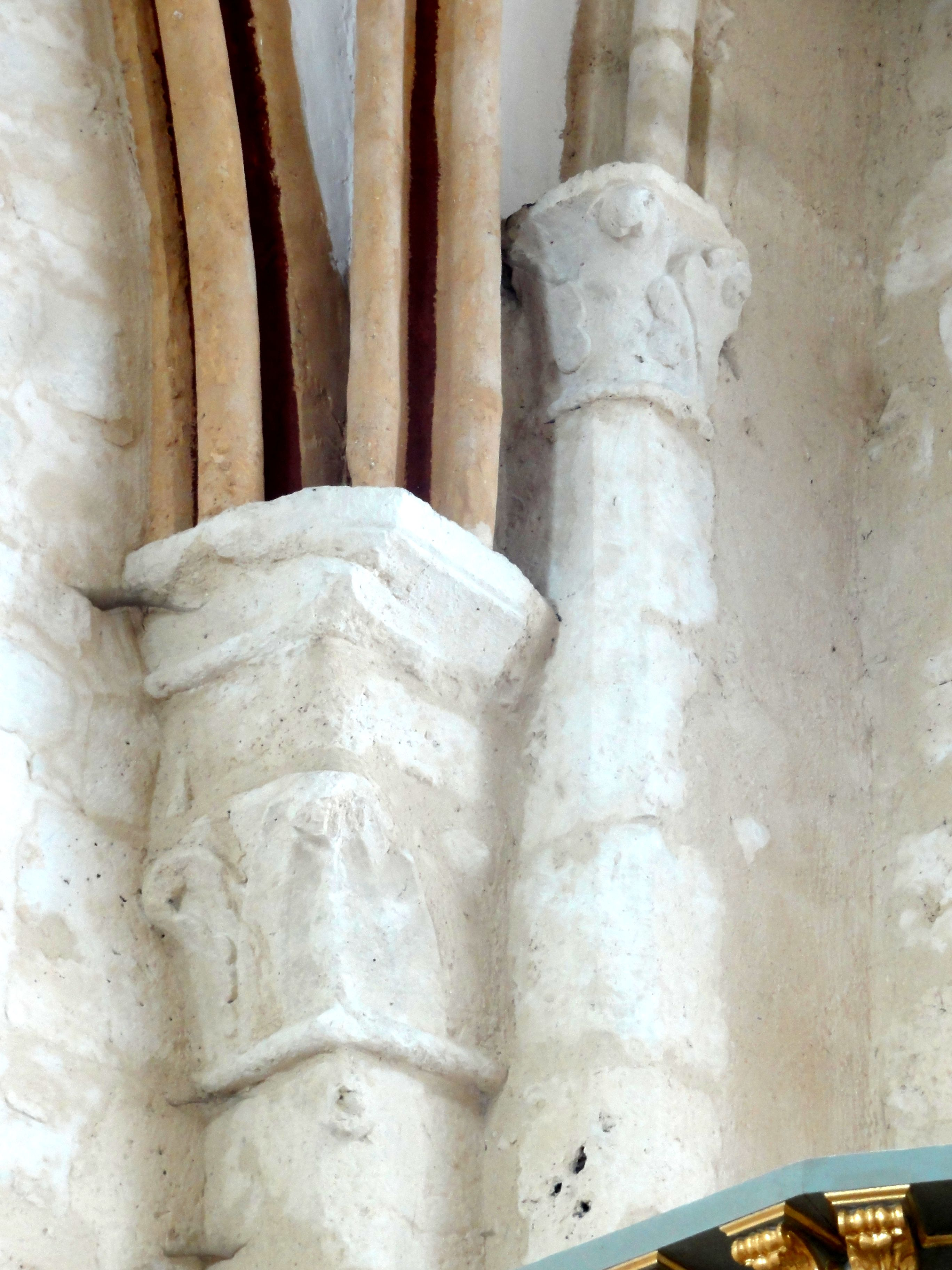
Chapiteaux dans l'angle nord-est, à dr. l'ancien doubleau.
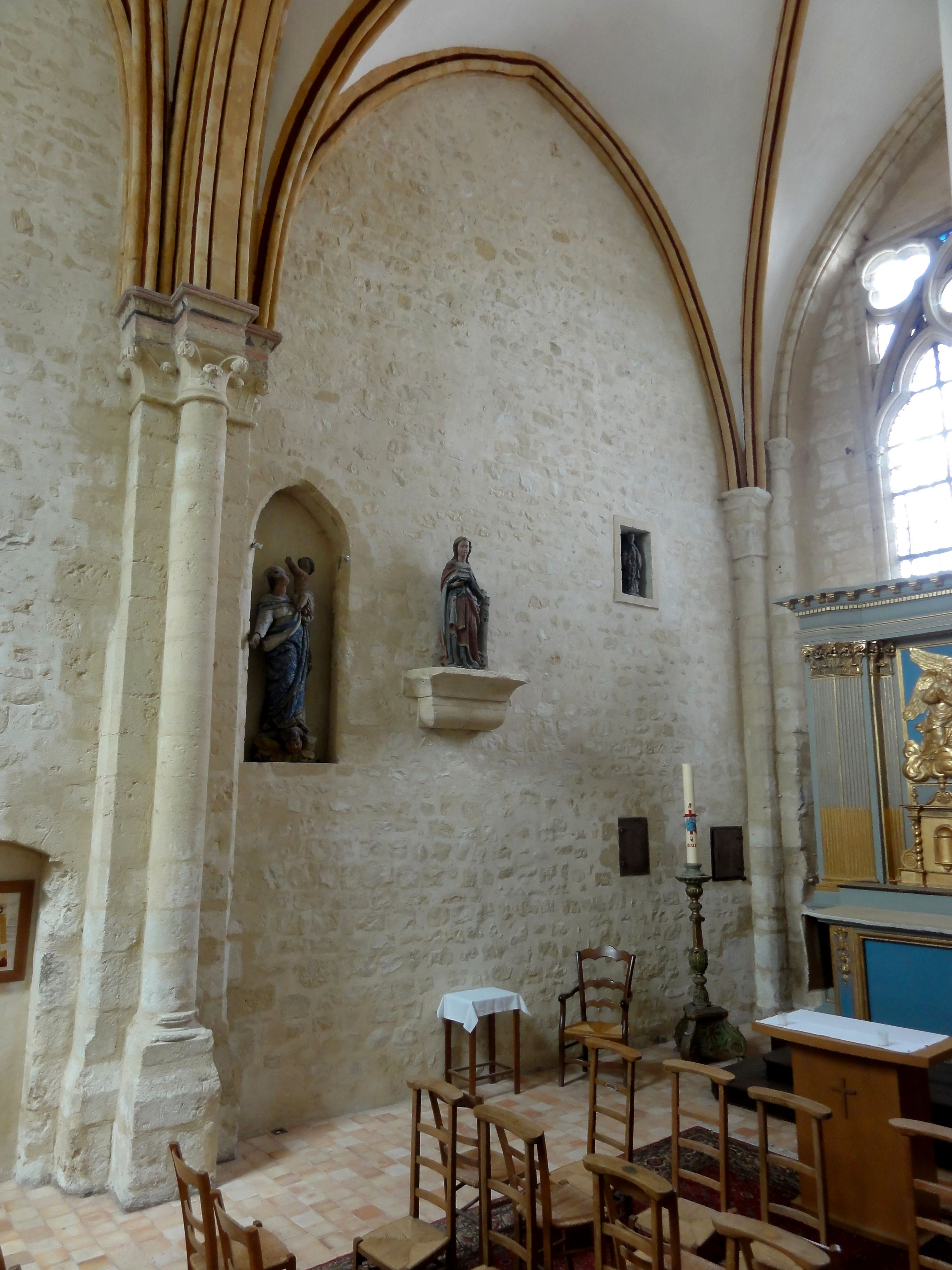
Mur nord en petits moellons et étroites ouvertures.
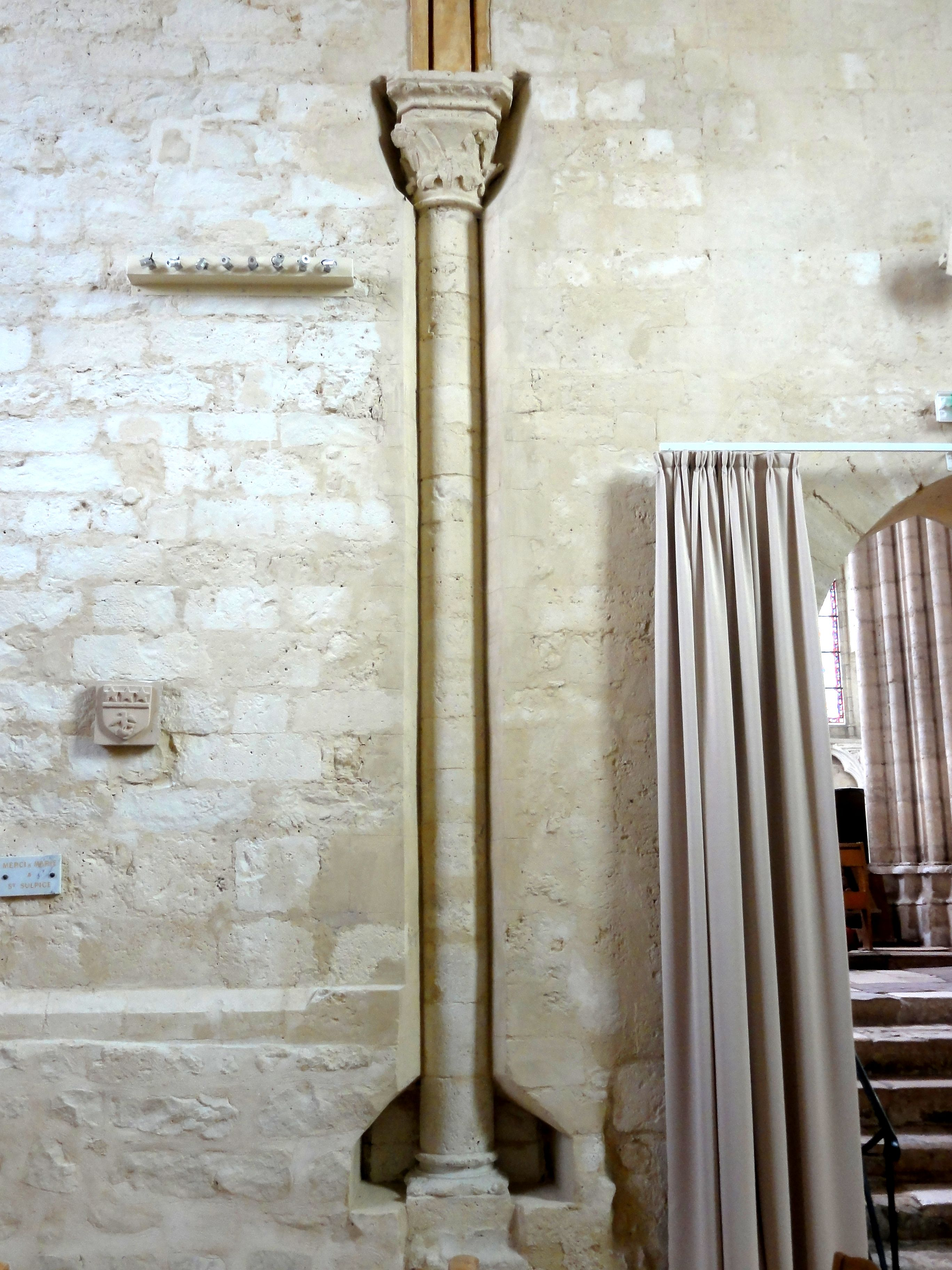
Colonnette du doubleau intermédiaire, au sud.
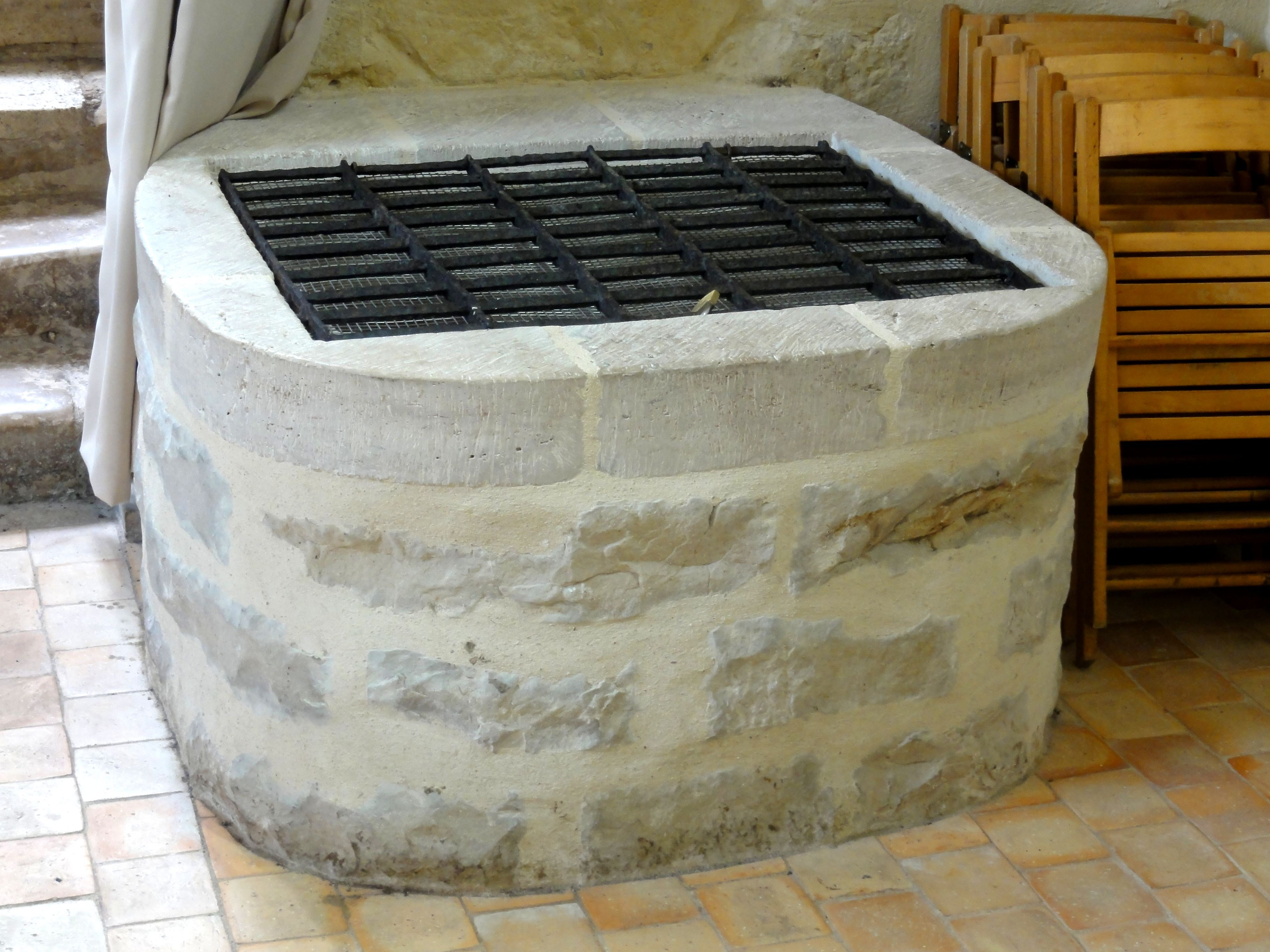
Le puits découvert en 1939 (ou baptistère ?).

### Extérieur

#### Façade occidentale

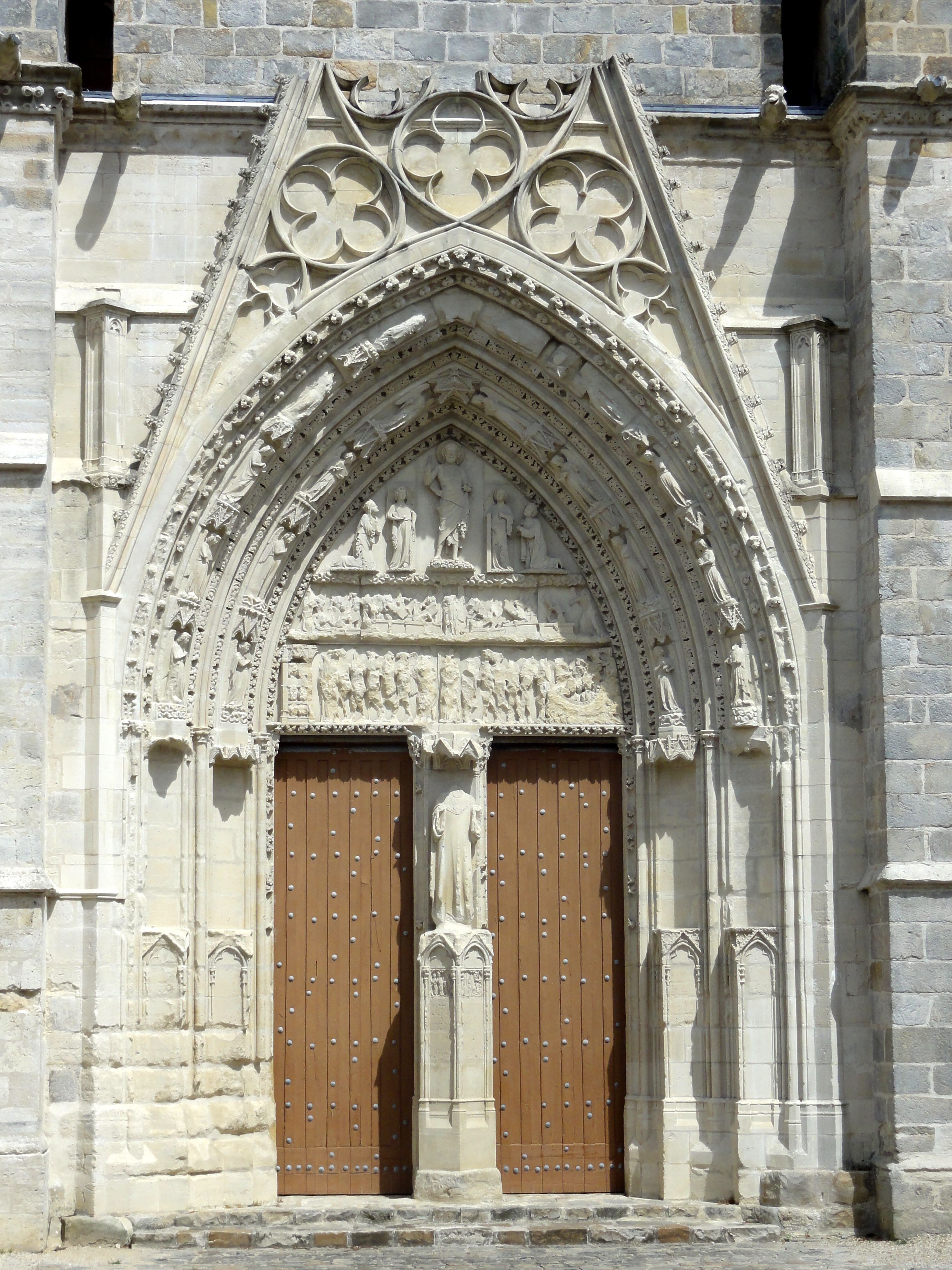
Portail occidental de la nef.

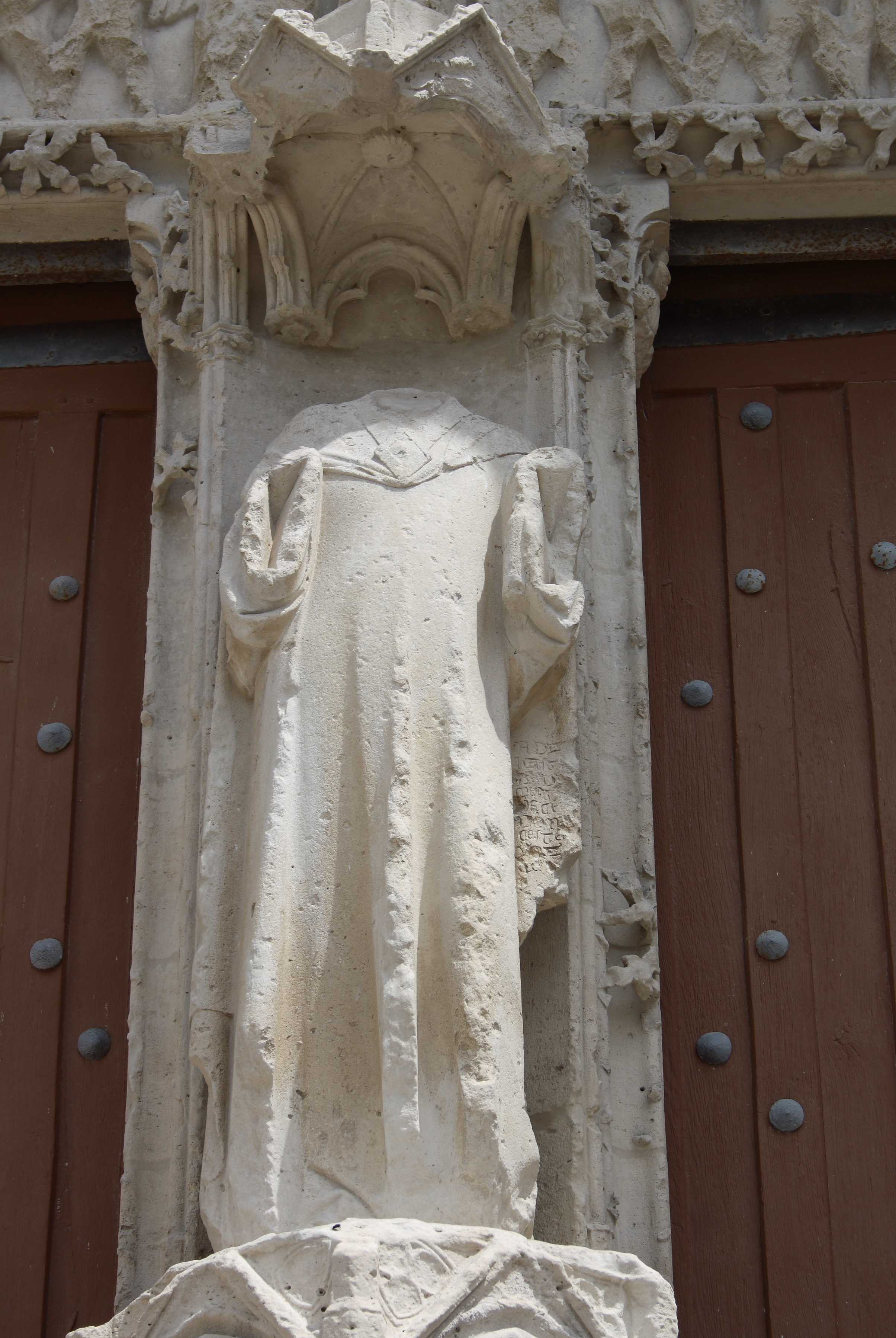
Statue de saint Sulpice.

En regardant la façade occidentale depuis une certaine distance, elle donne, par ses proportions et son agencement, l'impression d'une modeste église villageoise. En effet, la façade de la nef ne comporte qu'un seul registre, ce qui suggère une faible hauteur de l'édifice. Seule la faible hauteur des portails latéraux par rapport à la hauteur totale du pignon trahit que l'on est face à un édifice de dimensions considérables. La façade bâtie tardivement au XIVe siècle, sans datation précise, ne va pas plus haut que les murs gouttereaux des collatéraux. Cette partie s'achève avec une frise de feuilles d'acanthe, sauf en haut du collatéral sud, où cette frise a disparu, et fut remplacée par un simple bandeau mouluré lors de la restauration des années 1680. Les demi-pignons des collatéraux et le mur haut de la nef compris entre ceux-ci sont en pierre de taille de grès, matériau non employé au XIIIe siècle, ce qui avait étonné l'abbé Lebeuf, car la bonne pierre calcaire ne s'y trouve point. Rien de plus étonnant donc que lors du parachèvement rapide de la façade, ou sa reconstruction au cours des années 1680, l'on eut recours au grès. Plus haut encore, le pignon occidental de la nef est bâti en simples moellons irréguliers de grès, comme les murs hauts de la nef. — Verticalement, la façade est scandée par les contreforts, qui comportent tous un glacis formant larmier sur leurs trois faces, qui court tout autour de l'église au niveau du seuil des fenêtres basses, puis un larmier au niveau des impostes des fenêtres basses. Le contrefort d'angle du collatéral nord se termine net après la frise, sans glacis ni chaperon, alors que les contreforts de la nef s'amortissent par des chaperons et comportent par ailleurs des gargouilles au-dessus de la frise. Les contreforts d'angle du collatéral sud sont plus élevés que nécessaire, et il est évident qu'il s'agit ici d'une culée d'arc-boutant. C'est l'unique exemple que présente l'église, et Thierry Mariage affirme qu'aucun vestige d'arcs-boutants n'est visible dans les combles des collatéraux. Ceci ne pose aucun problème, tant que la nef n'est pas voûtée.
Le portail de la nef possède une double archivolte en tiers-point, dont les voussures sont encadrées par de doubles cordons d'iris et de pampres et abritent respectivement huit et dix anges musiciens sous des dais. Ils rappellent ceux de la cathédrale de Reims, dont ils accentuent le sourire et le hanchement. Un gâble aigu surmonte le portail ; d'une structure très légère, sa moitié supérieure manquante devait être ajourée moyennant des quadrilobes s'inscrivant dans des cercles, réalisés en délit. Trois de ces quadrilobes sont complets et couvrent la moitié inférieure, et deux autres ne sont que partiels. L'on note l'analogie avec la décoration intérieure du portail, y compris pour les petits soufflets dans les angles, qui annoncent le style gothique flamboyant, qui s'épanouira seulement après la guerre de Cent Ans. Le tympan comporte trois registres, dont seul le registre supérieur montrant le Christ rédempteur et juge a été épargné par le vandalisme révolutionnaire. Il porte le calice de sa main gauche et bénit de la main droite, ce qui est une disposition iconographique rare. Deux anges porteurs des instruments de la Passion se tiennent aux côtés du Christ, ne laissant que les angles pour la Vierge et saint Jean agenouillés. Ce tympan semble inspiré de celui de Rampillon, mais d'après Yves Sjöberg, sa facture est très postérieure et de moindre valeur. Les draperies des personnages ne sont plus stylisées comme au XIIIe siècle, comme l'illustre le pan retombant du manteau du Christ, qui est chiffonné en plis bouclés. Quant à la statue de saint Sulpice sur le tympan, elle a été décapitée à la Révolution, puis enfouie dans le sol de la nef, et ce n'est qu'en 1935 qu'elle a été remontée par le service des Monuments historiques. Son beau drapé calme avec des plans unis rappelle les évêques et diacres sur les portails d'd'Amiens, de Paris et de Reims. Un dais mutilé surmonte cette statue, et des dais semblables protégeaient les quatre statues des piédroits, cassées à la Révolution. Un seul dais reste à peu près intact. Les soubassements des statues présentent deux faces ornées d'arcatures trilobées, flanquées de très fines colonnettes dans le prolongement des cordons de l'archivolte. Au sommet des arcatures du trumeau, l'on voit de minuscules bas-reliefs, qui représentent des scènes de la vie du saint patron de l'église et évoquent certains médaillons du transept sud de Notre-Dame de Paris. D'autres détails se révèlent au fur et à mesure que l'on contemple le portail, tels que des anges sur les consoles supportant le linteau,. Les portails latéraux sont plus simples mais néanmoins très soignés ; flanqués de deux groupes de quatre fines colonnettes de deux diamètres différents, celui du collatéral nord possède encore un tympan arborant un bas-relief entièrement martelé. Au-dessus, les fenêtres sont les mêmes que les autres fenêtres des collatéraux, au nord et au sud.

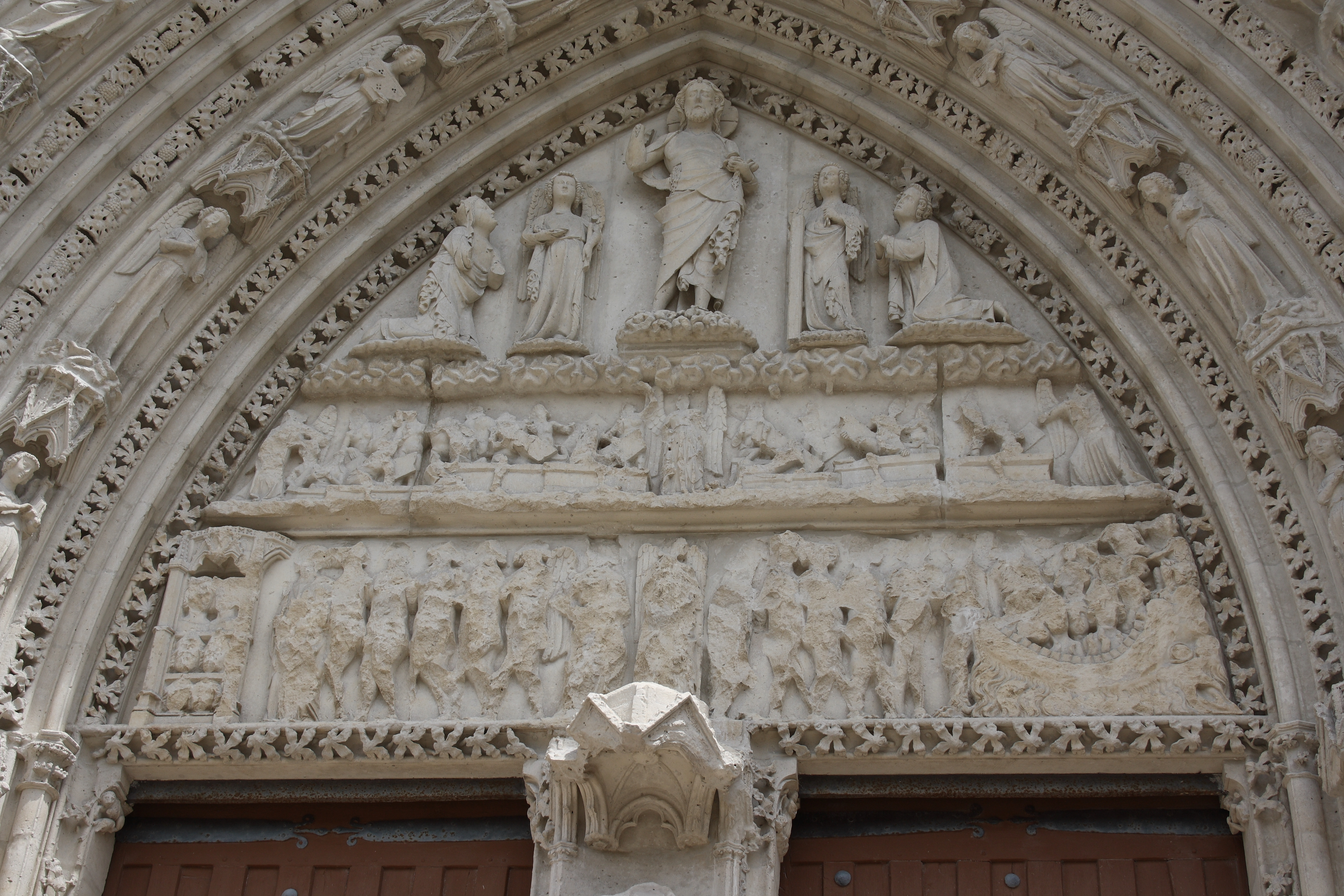
Tympan du portail de la nef.
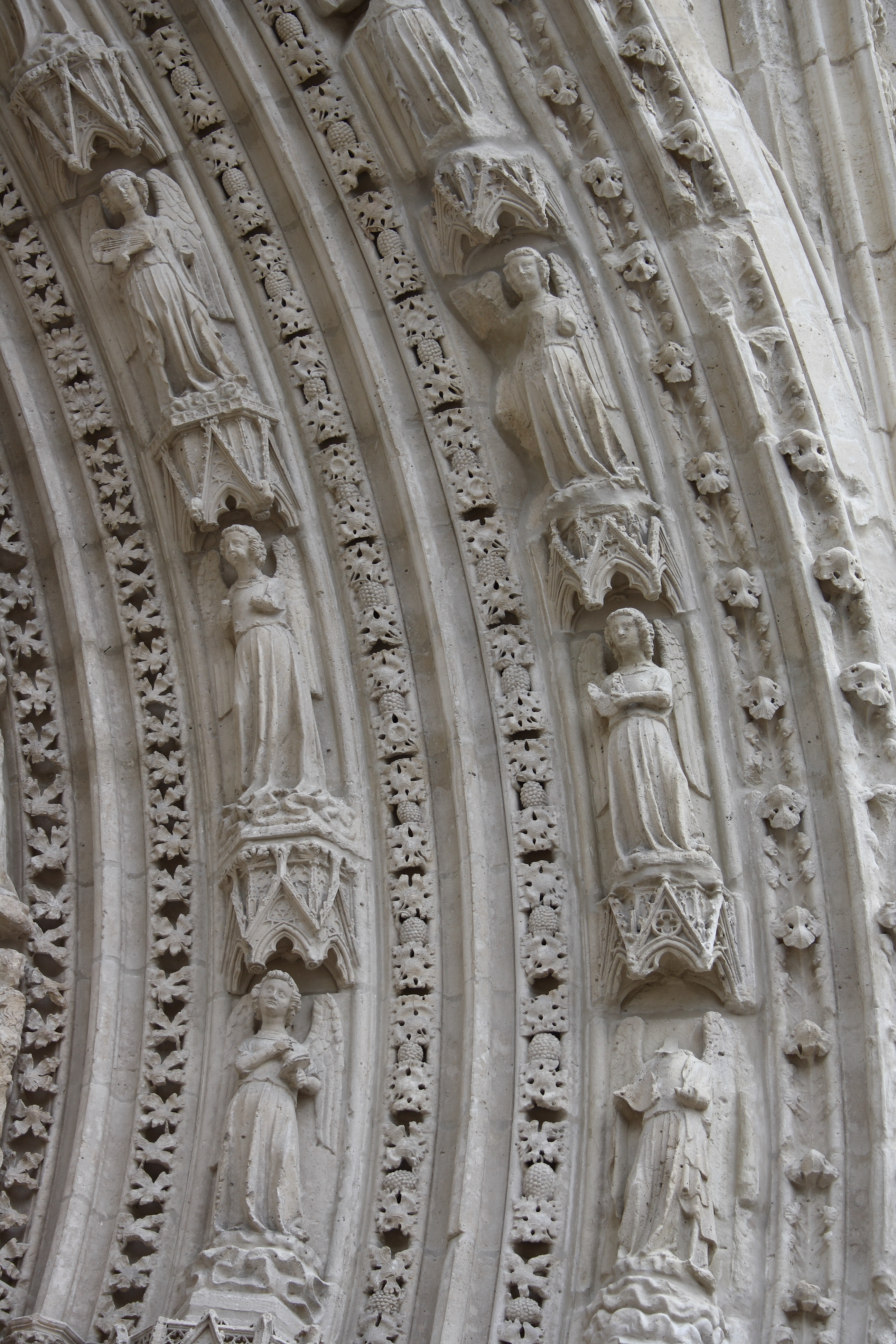
Anges musiciens à droite.
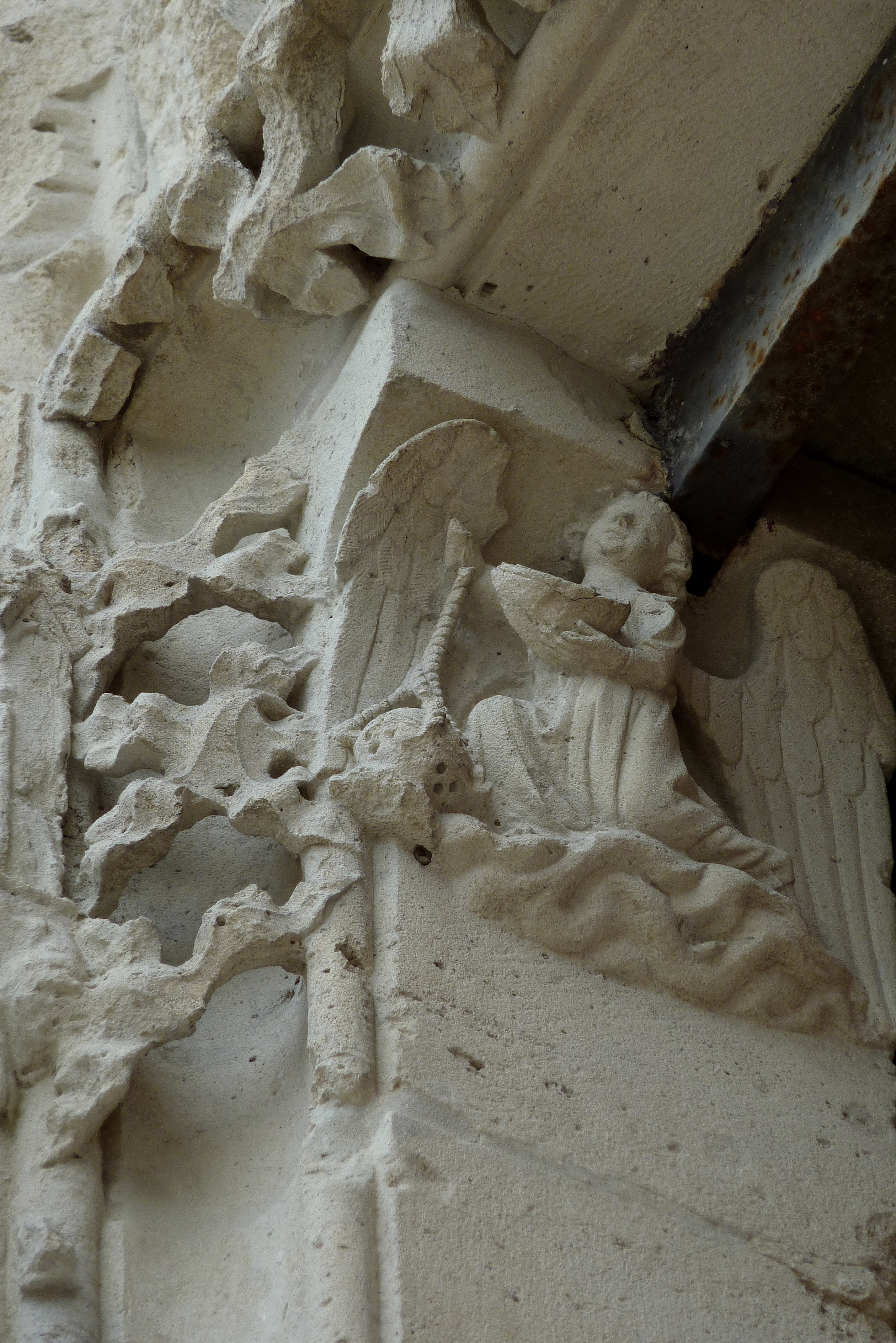
Console du linteau.
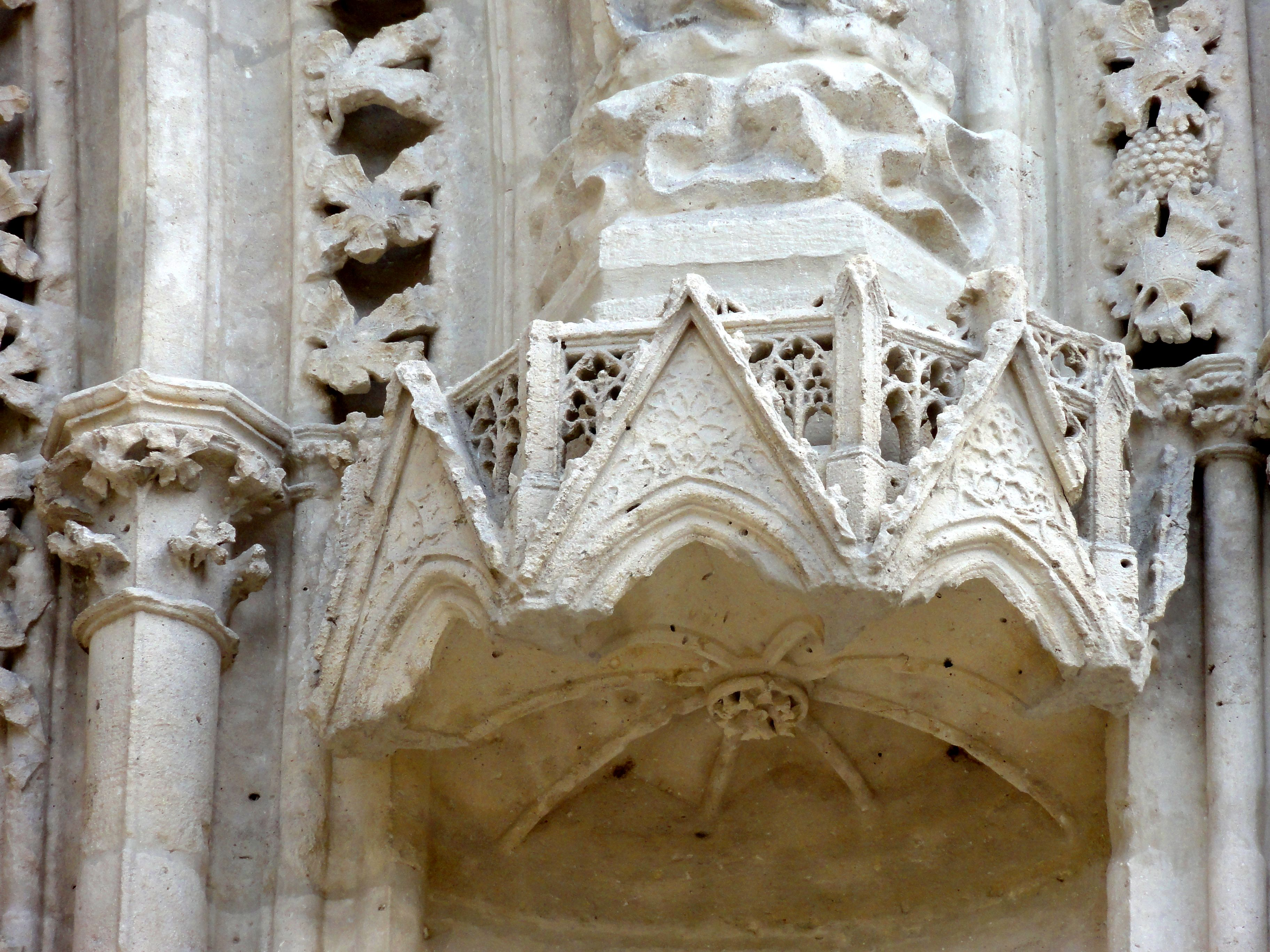
Dais du piédroit droit.
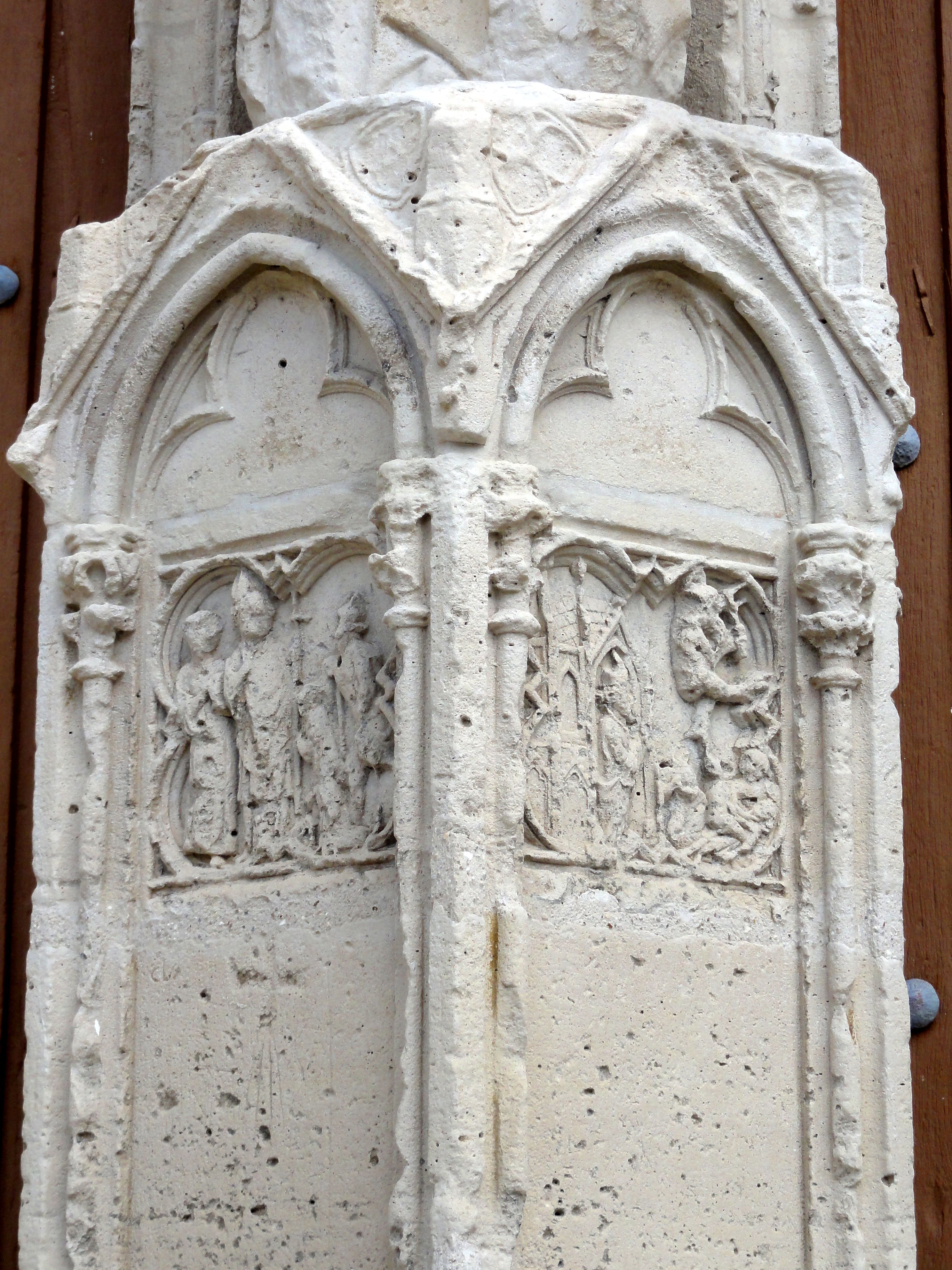
Bas-reliefs du trumeau.
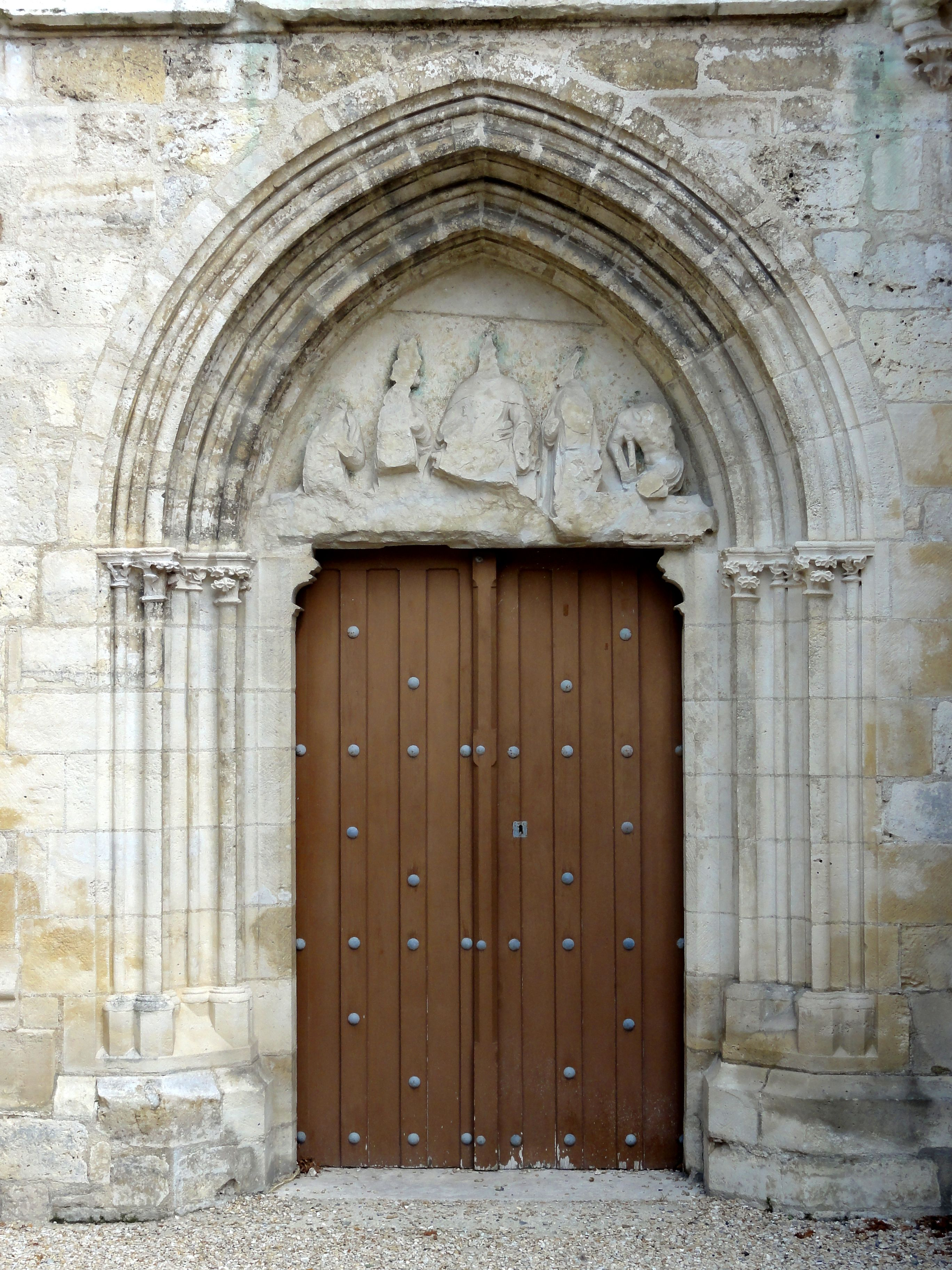
Portail du collatéral nord.

#### Élévations latérales et chevet

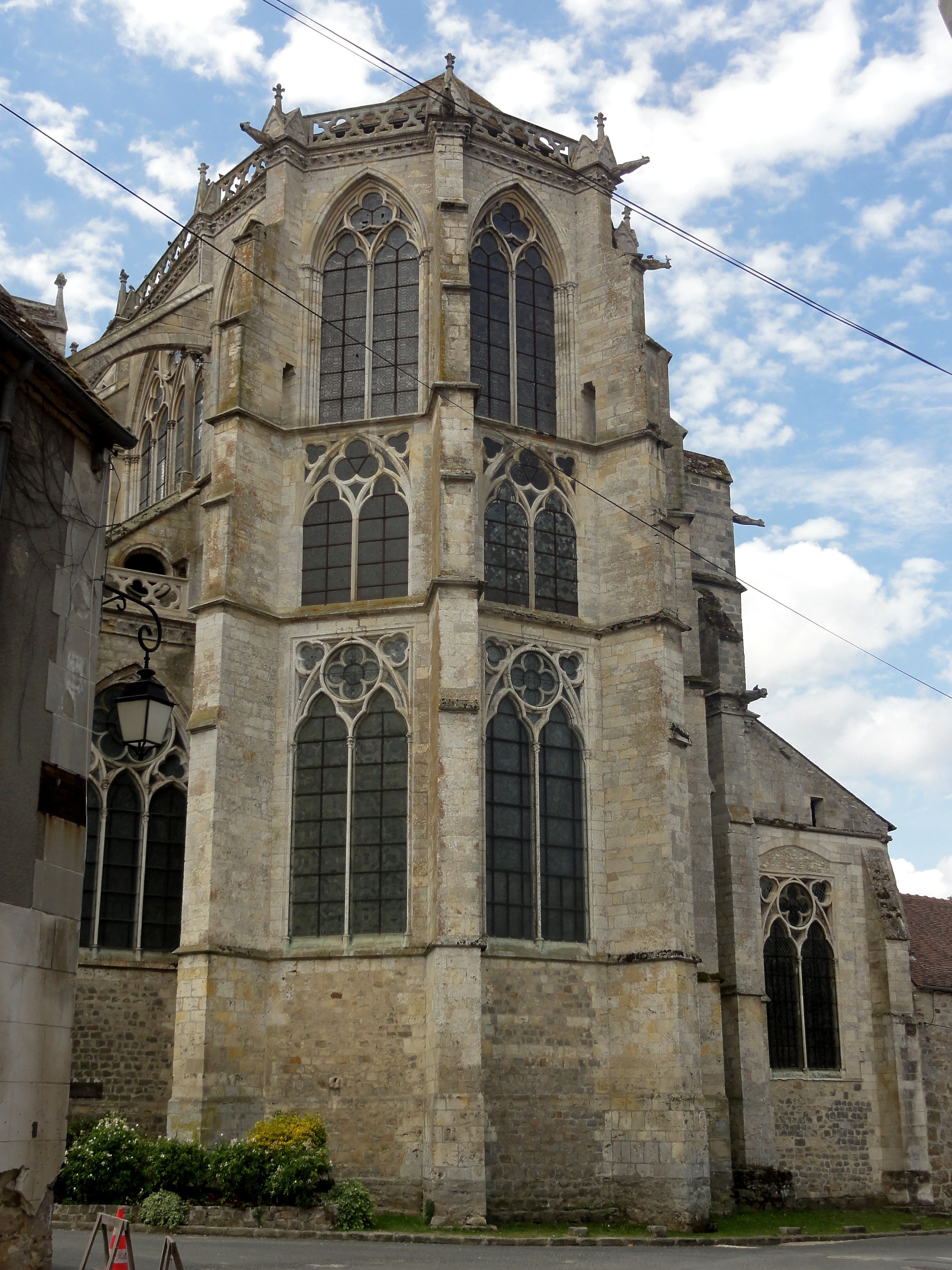
Chevet.

Des murs hauts de la nef, seul le sommet émerge des toitures. Les toits en appentis des collatéraux prennent appui contre ces murs et les dissimulent presque entièrement, mais ils n'ont de toute façon jamais possédé de fenêtres. Les élévations latérales des collatéraux sont très sobres, mais les grandes fenêtres et leur délicat remplage évitent toute monotonie. Les contreforts sont analogues aux contreforts occidentaux de la nef. À partir du contrefort à l'intersection entre la troisième et la quatrième travée du sud, les gargouilles et la frise de feuilles d'acanthe du XIIIe siècle subsistent, et la cinquième et la sixième travée possèdent en outre une balustrade ajourée, formée par des quatre-feuilles. Elle protège une coursière qui passe par les culées des arcs-boutants grâce à d'étroites ouvertures.
Les arcs-boutants n'existent que de part et d'autre des deux travées droites du chœur, et sont donc au nombre de trois au nord et trois au sud. Ils sont à simple volée et leur face supérieure est pourvue d'un chéneau pour l'écoulement des eaux pluviales, qui sont recrachées par les gargouilles des contreforts. En comparant ces contreforts à ceux des collatéraux de la nef, on voit qu'ils ne se distinguent que par les culées des arcs-boutants qu'ils supportent au niveau du chœur. Les culées sont d'une facture assez simple, scandées par un glacis formant larmier à mi-hauteur et sommées de chaperons, sous la gâble desquels se détachent de petits quadrilobes en bas-relief. Chaque chaperon est couronné par deux fleurons, qui sont presque la seule fantaisie que l'architecte s'est permise. Une autre est les clochetons au sommet des contreforts des parties hautes du chœur. Ils sont aussi porteurs de gargouilles et sont reliés entre eux par la même balustrade qui se trouve sur les collatéraux. Une frise de feuilles d'acanthe formant crochets termine aussi les murs hauts du chœur et de l'abside.
Celle-ci est très impressionnante par son développement vertical assez abrupt, du fait de l'absence de déambulatoire, et par l'importance de la surface vitrée. Les fenêtres remplissent en effet tout l'espace libre entre les contreforts, qui montent par paliers successifs et sont très saillants pour compenser le manque d'arcs-boutants, qui est une conséquence presque inévitable de l'absence de déambulatoire. L'on note que les réseaux des fenêtres de la claire-voie sont simplement chanfreinés, alors que les fenêtres hautes sont agrémentées de fines colonnettes à chapiteaux, bien qu'assez éloignées du spectateur. Du côté de l'abside, une coursière, non protégée, existe seulement devant ces fenêtres hautes. — Le clocher en bâtière dépasse à peine le toit du chœur. Son étage de beffroi est percé de deux baies abat-son gémelées par face, qui sont à têtes trilobées et flanquées de fines colonnettes à chapiteaux. Les clochetons sommitaux des contreforts et la frise sont recopiés sur le chœur.

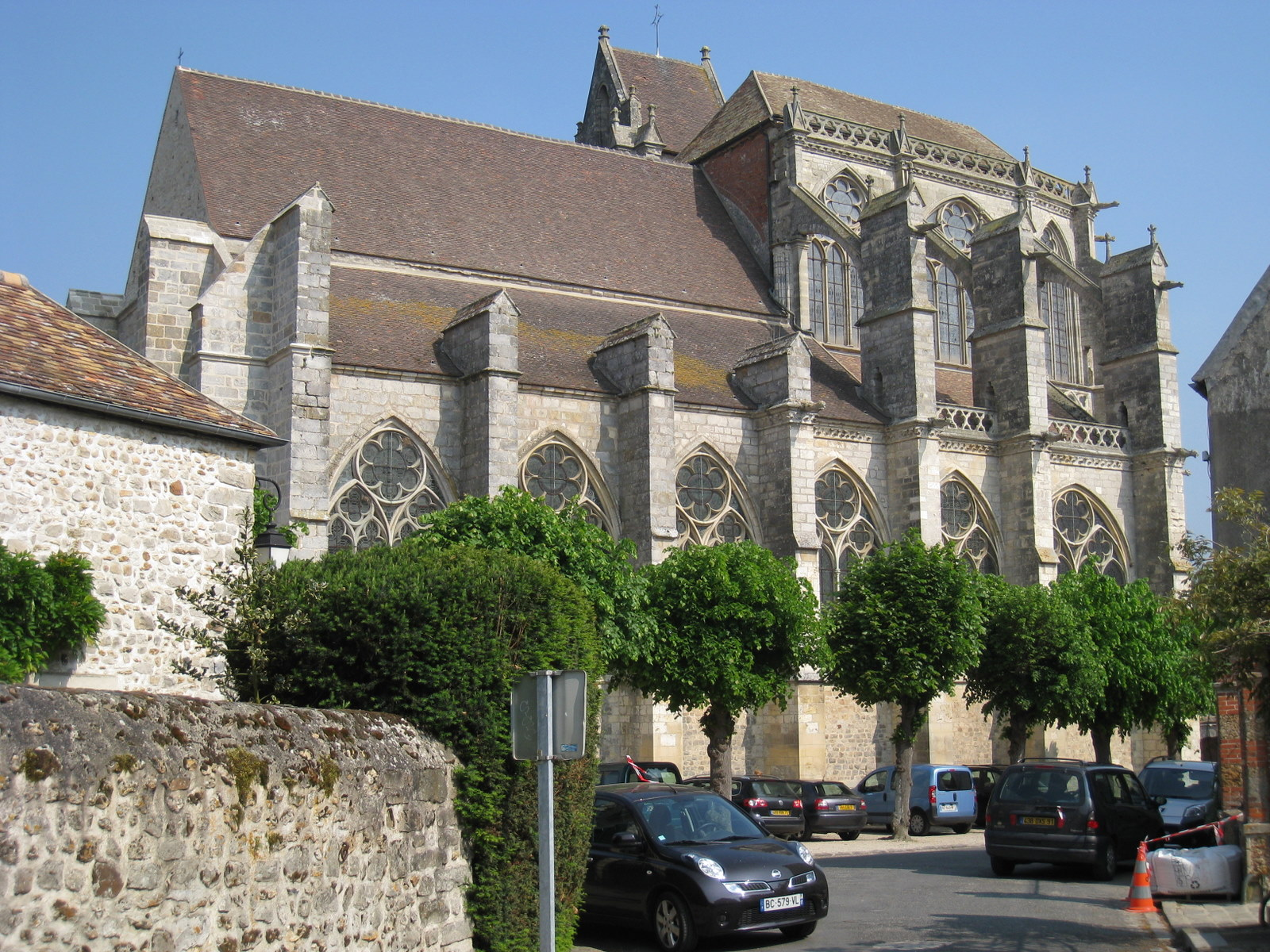
Élévation sud.
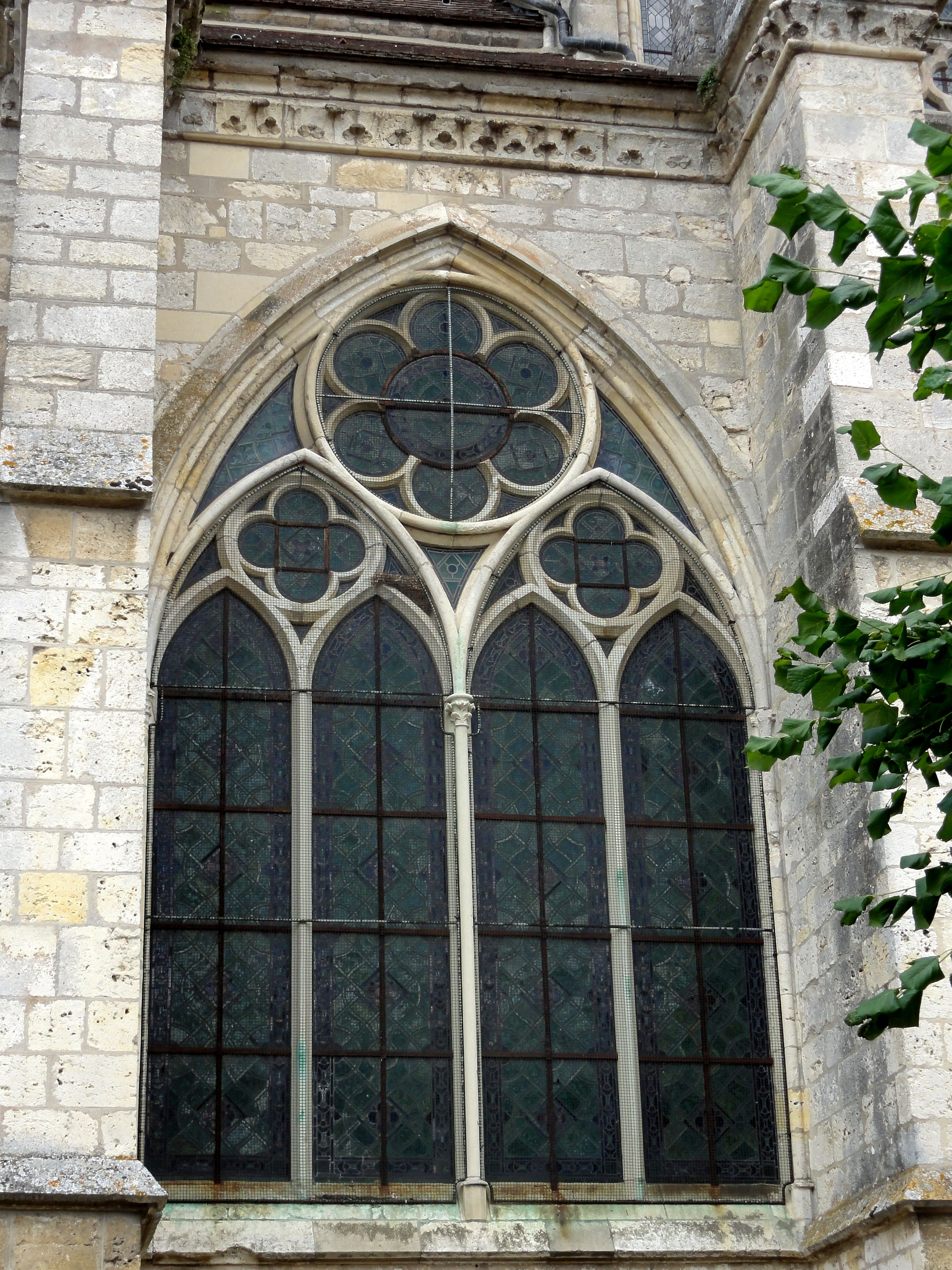
Fenêtre du collatéral.
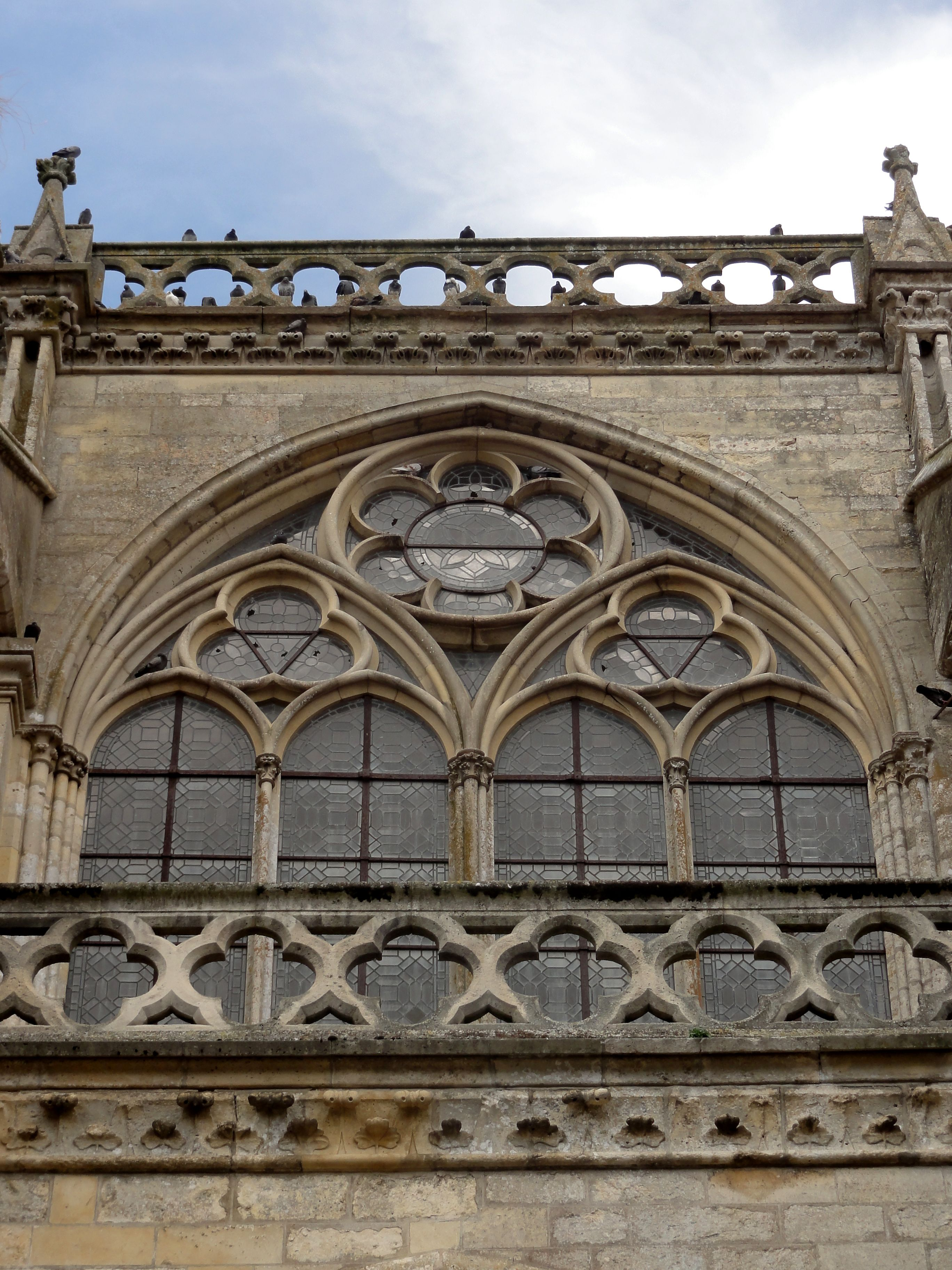
Fenêtre haute, côté sud.
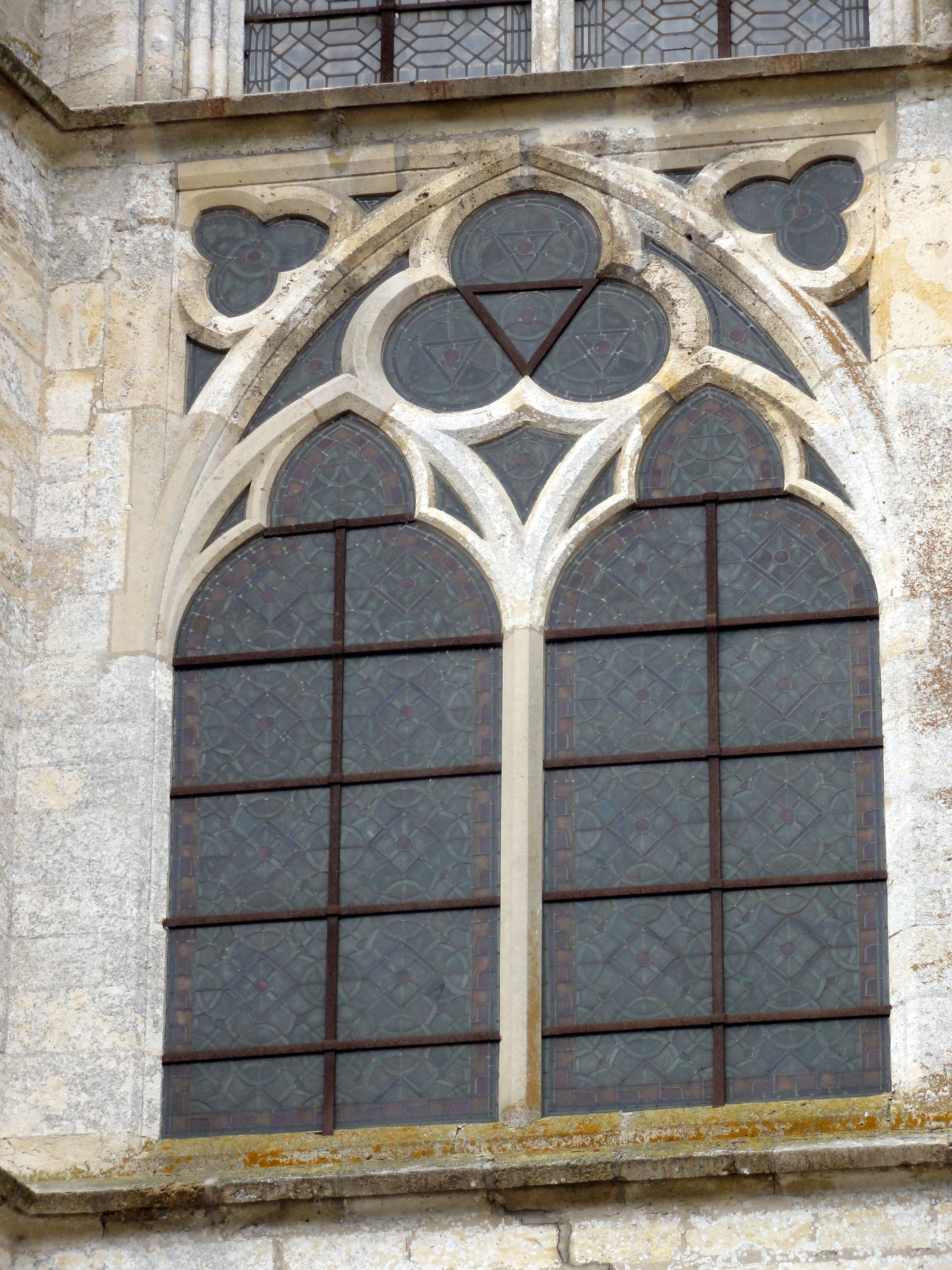
Fenêtre de la claire-voie.
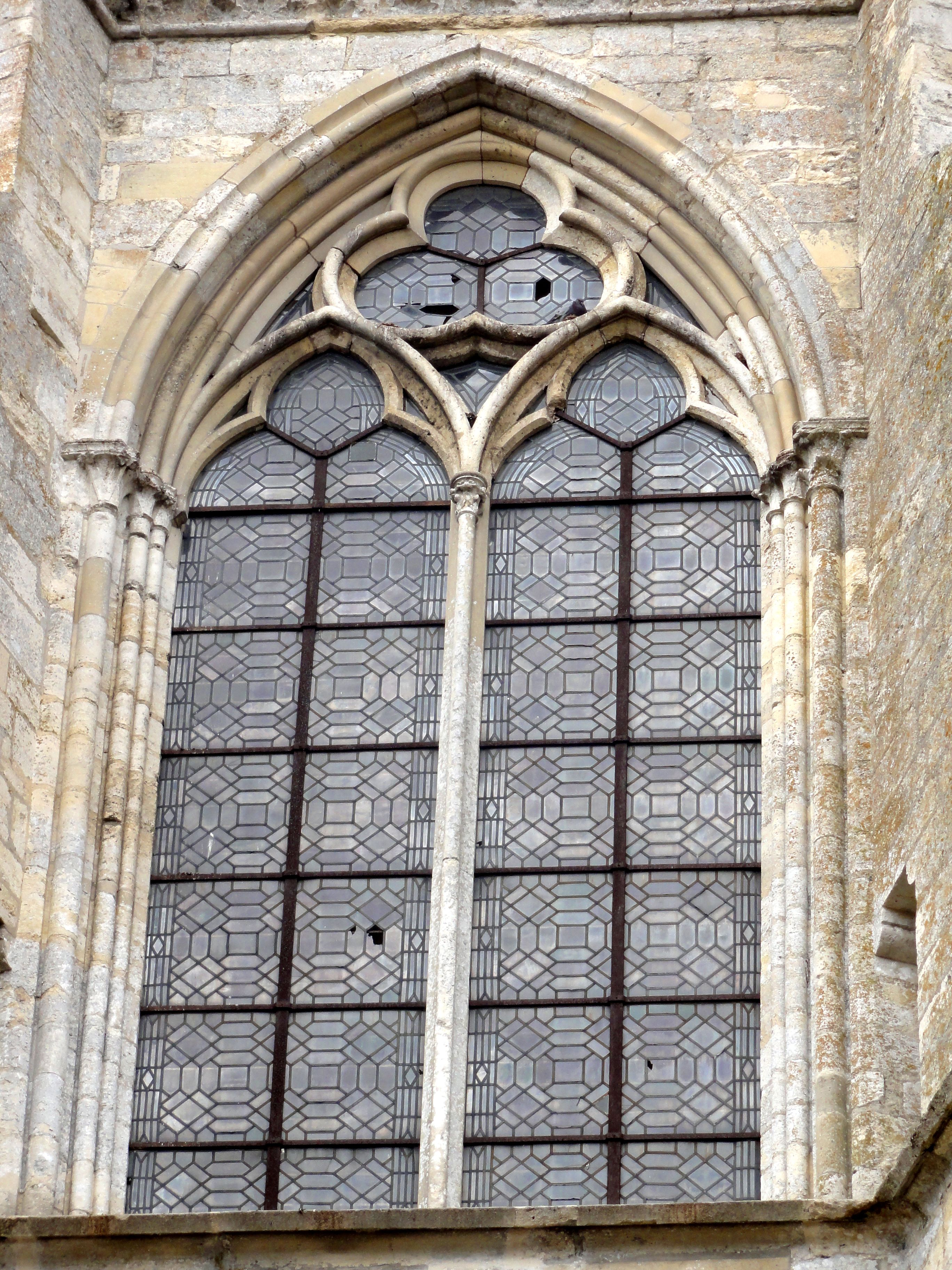
Fenêtre haute de l'abside.
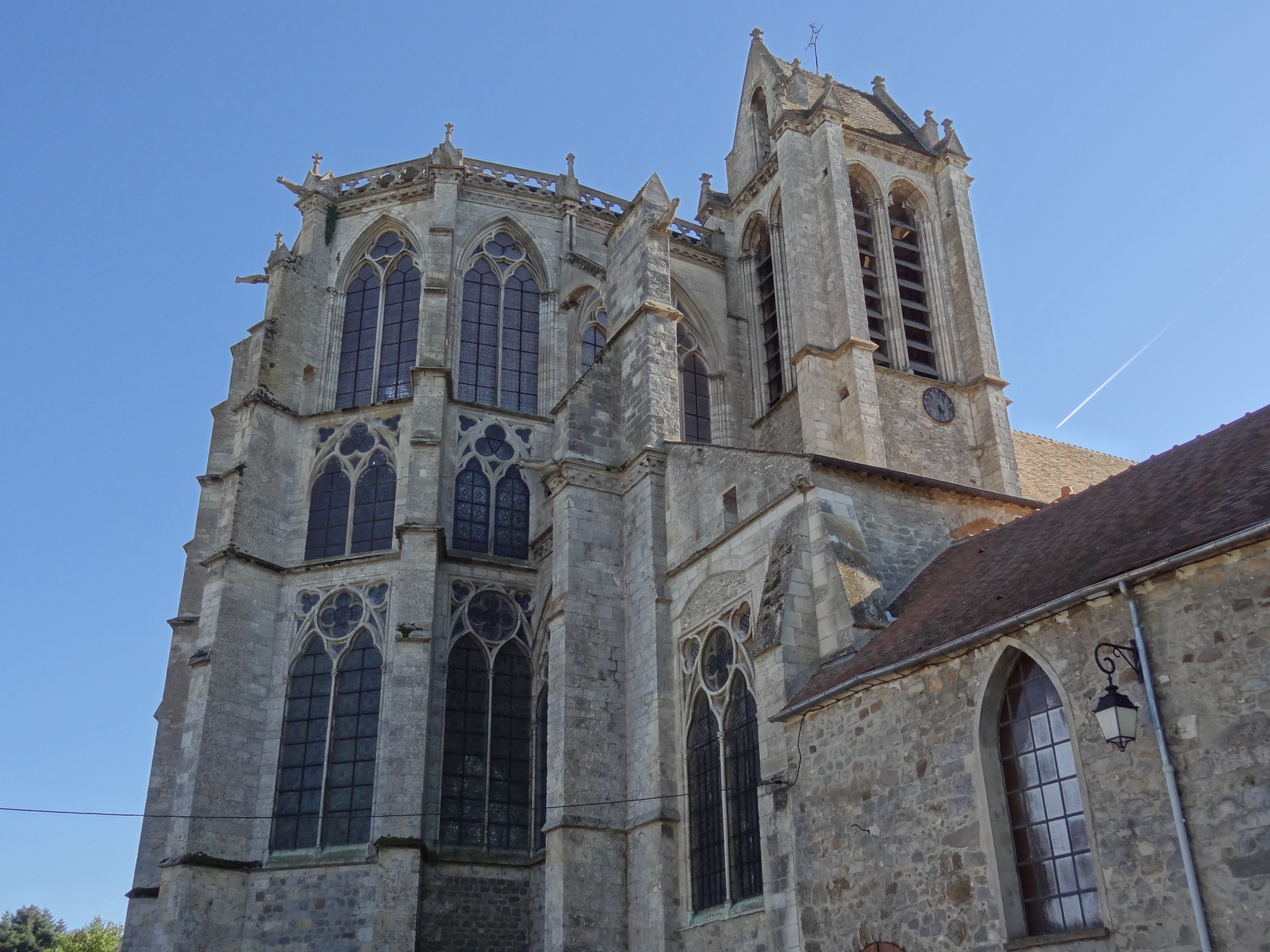
Chœur et clocher, côté nord.

## Mobilier
L'église Saint-Sulpice renferme vingt-et-un éléments de mobilier ou ensembles classées monument historique au titre objet.

### Sculpture
- Une statue de la Vierge à l'Enfant en marbre, haute de 100 cm et datant de la fin du XIVe siècle. Elle n'est pas propriété de la commune, et provient de la région du Mans. Elle a été transmise par héritage à une association diocésaine au cours des années 1950[32]. Elle se trouve dans la chapelle des Miracles.
- Une statue de la Vierge à l'Enfant en bois doré, haute de 95 cm et datant du XVIIIe siècle. Cette œuvre de caractère rustique a été restaurée[33]. Elle se trouve dans le collatéral sud.
- Un Christ en croix en bois, haute de 165 cm et datant du XVIIe siècle. Il semble toujours avoir fait partie du mobilier de cette église, et a été repeint au XIXe siècle. L'on remarque sa physionomie douloureuse et son caractère réaliste[34]. On le trouve à l'entrée de l'abside, à droite.
- Une statue en bois polychrome de sainte Barbe, haute de 140 cm et datant du dernier quart du XVe siècle, considérée comme œuvre majeure de son époque[35]. On la trouve dans la chapelle des Miracles.
- Une statue en bois polychrome de saint Sulpice de Bourges, haute de 120 cm et datant du XVIIe siècle[36]. Elle se trouve dans la chapelle des Miracles.
- Une statuette en bois polychrome de saint Gilles l'Ermite, haute de 65 cm et datant du XVIe siècle[37]. Elle se trouve dans la chapelle des Miracles.

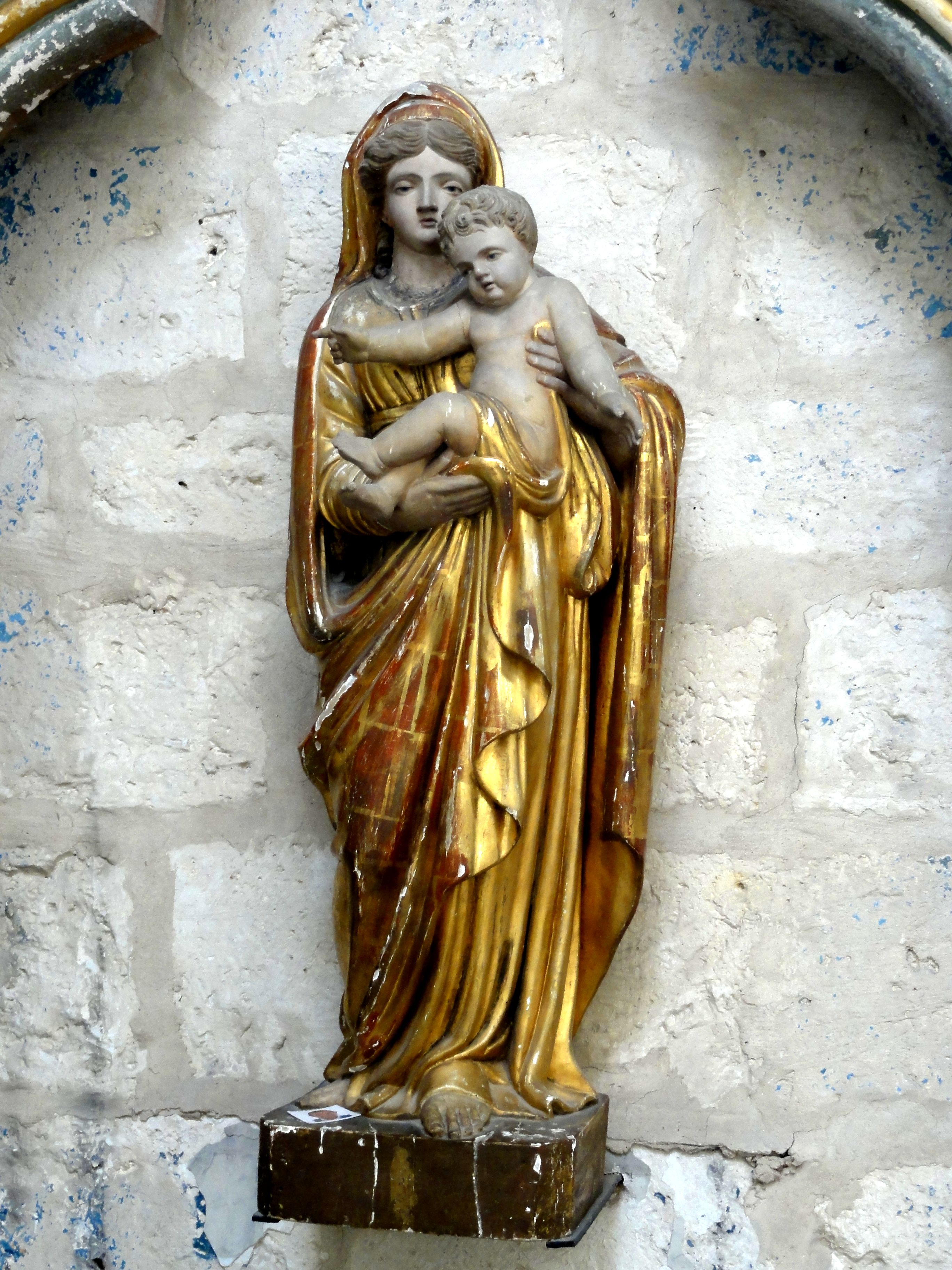
Vierge à l'Enfant dorée.
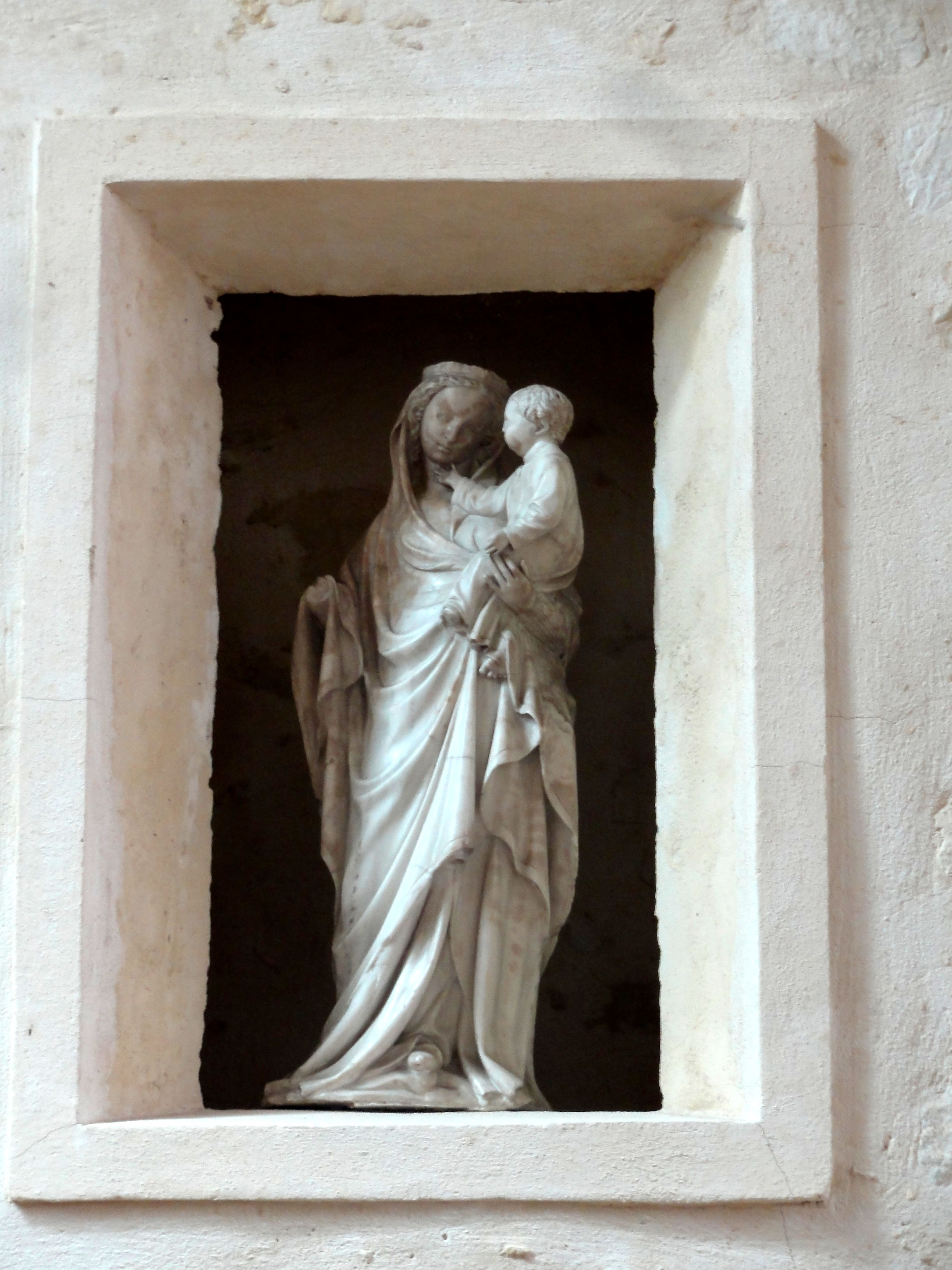
Vierge à l'Enfant en marbre.
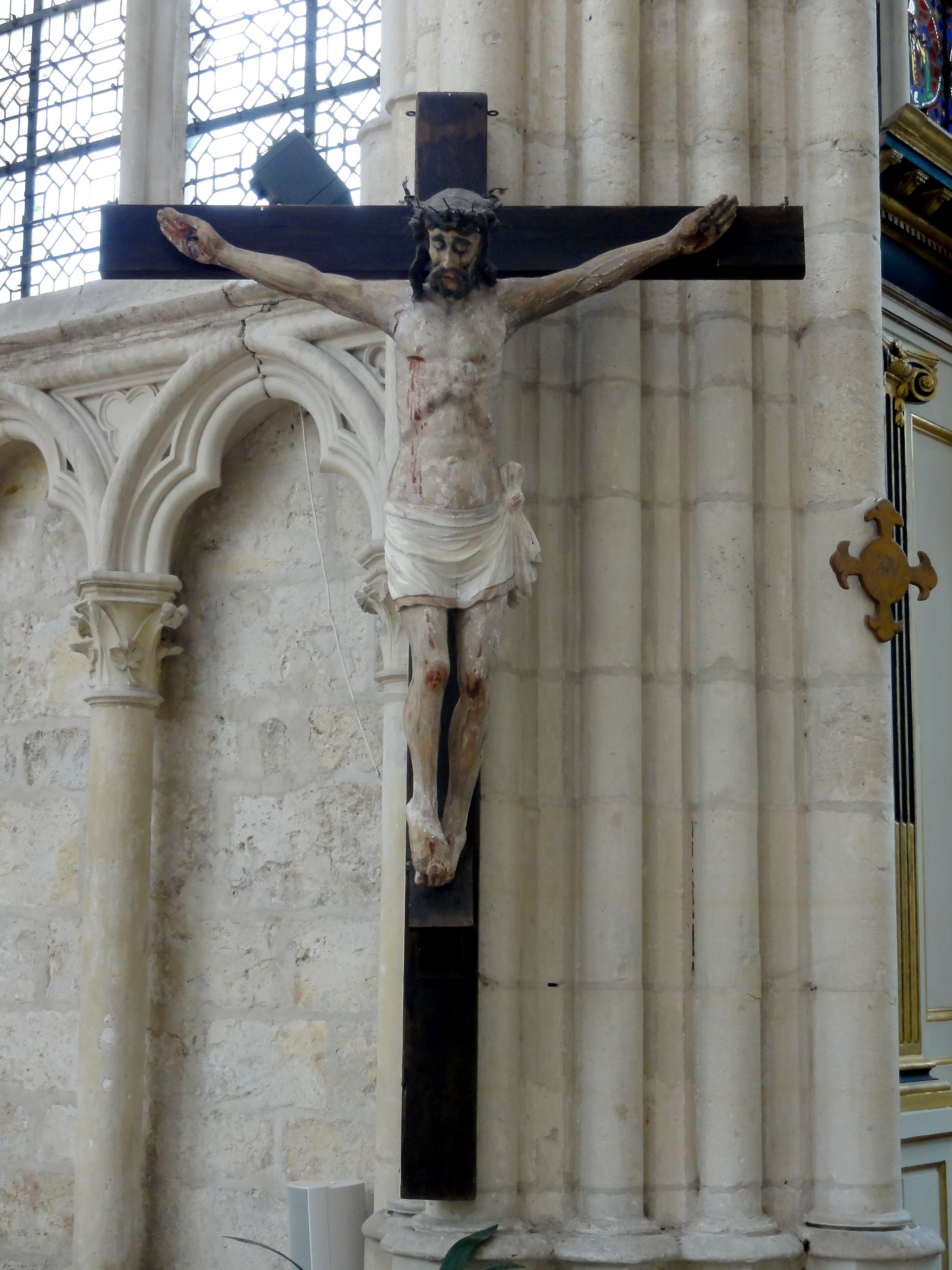
Christ en croix.
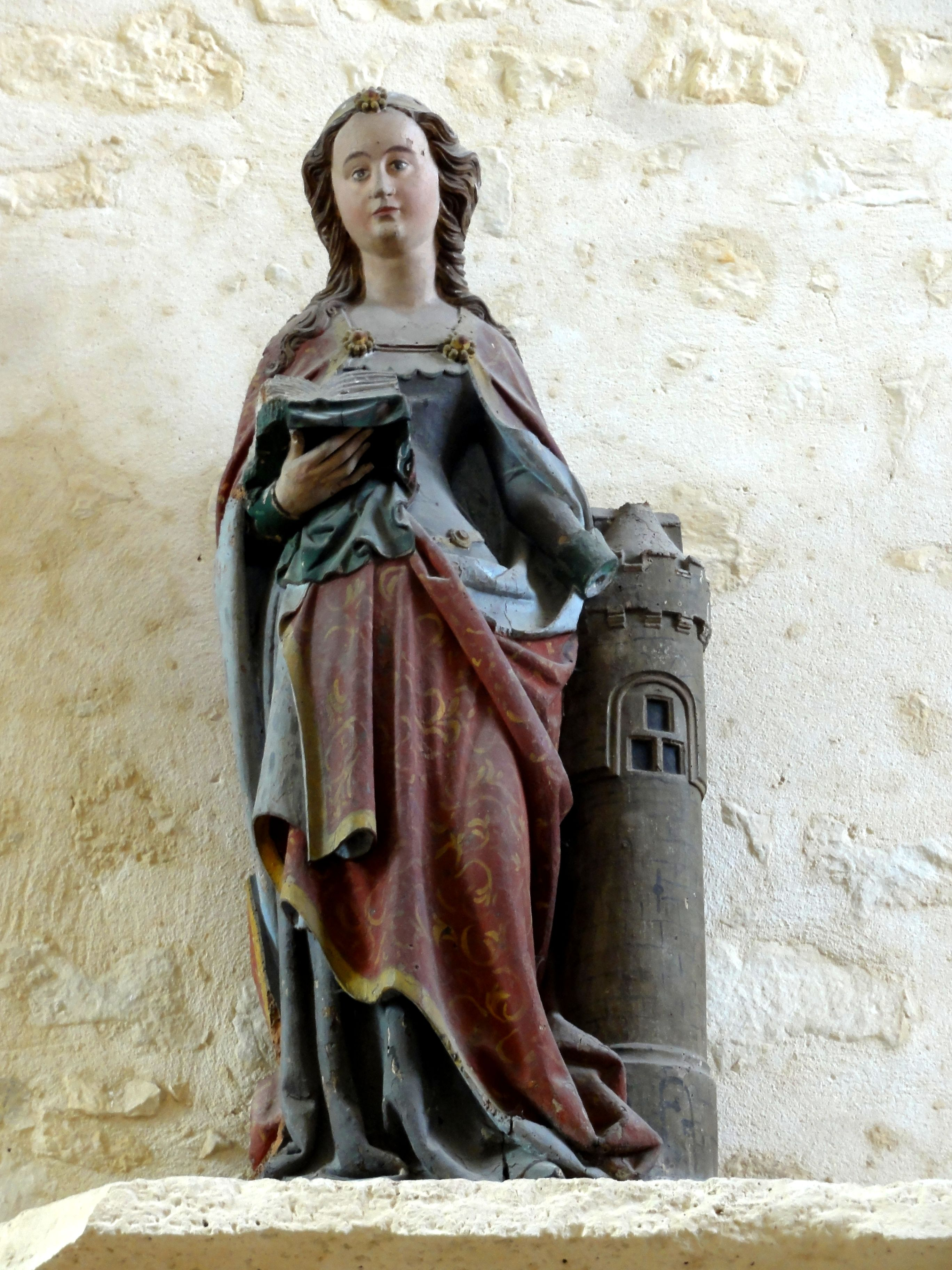
Sainte Barbe.
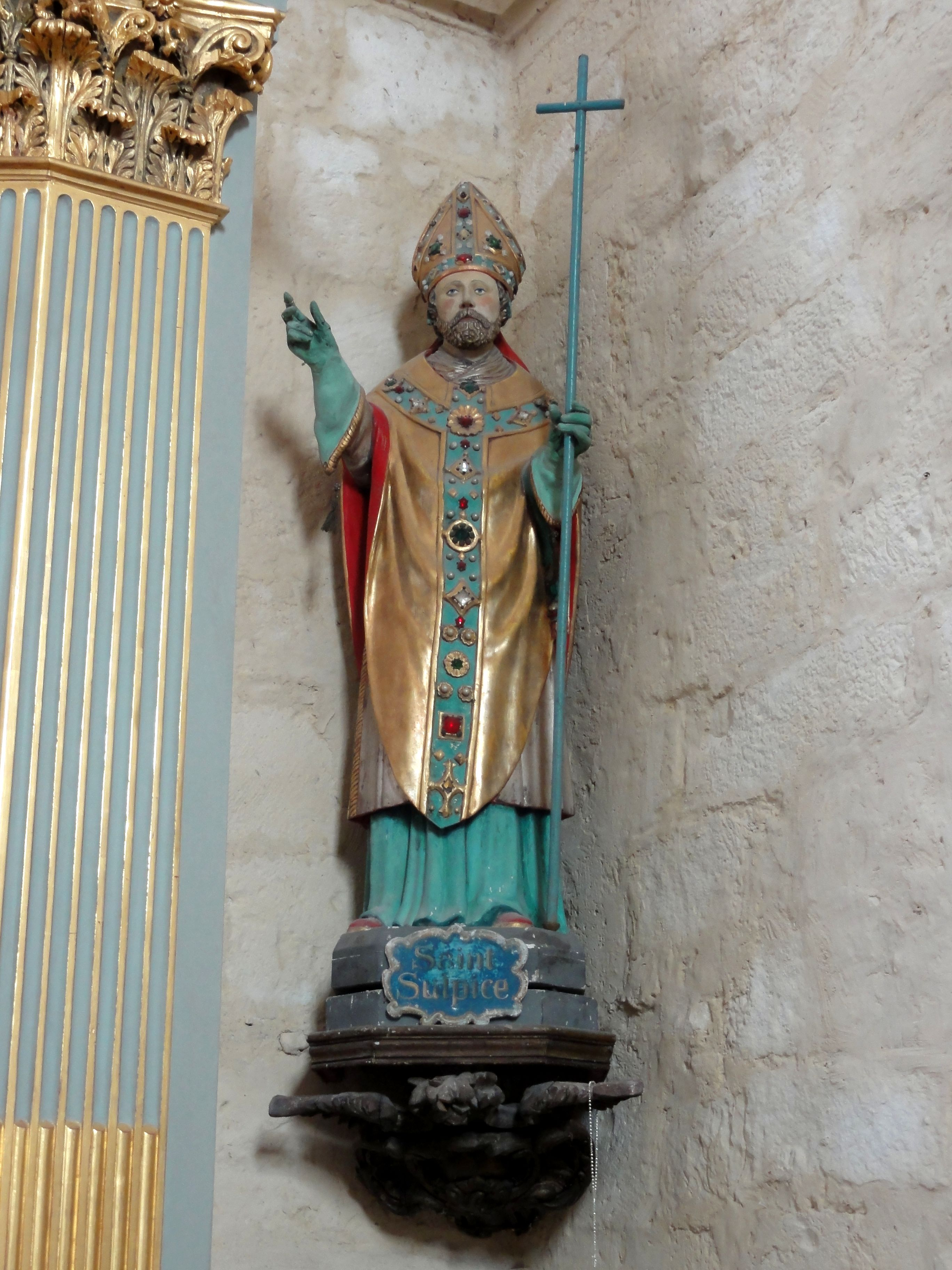
Saint Sulpice.
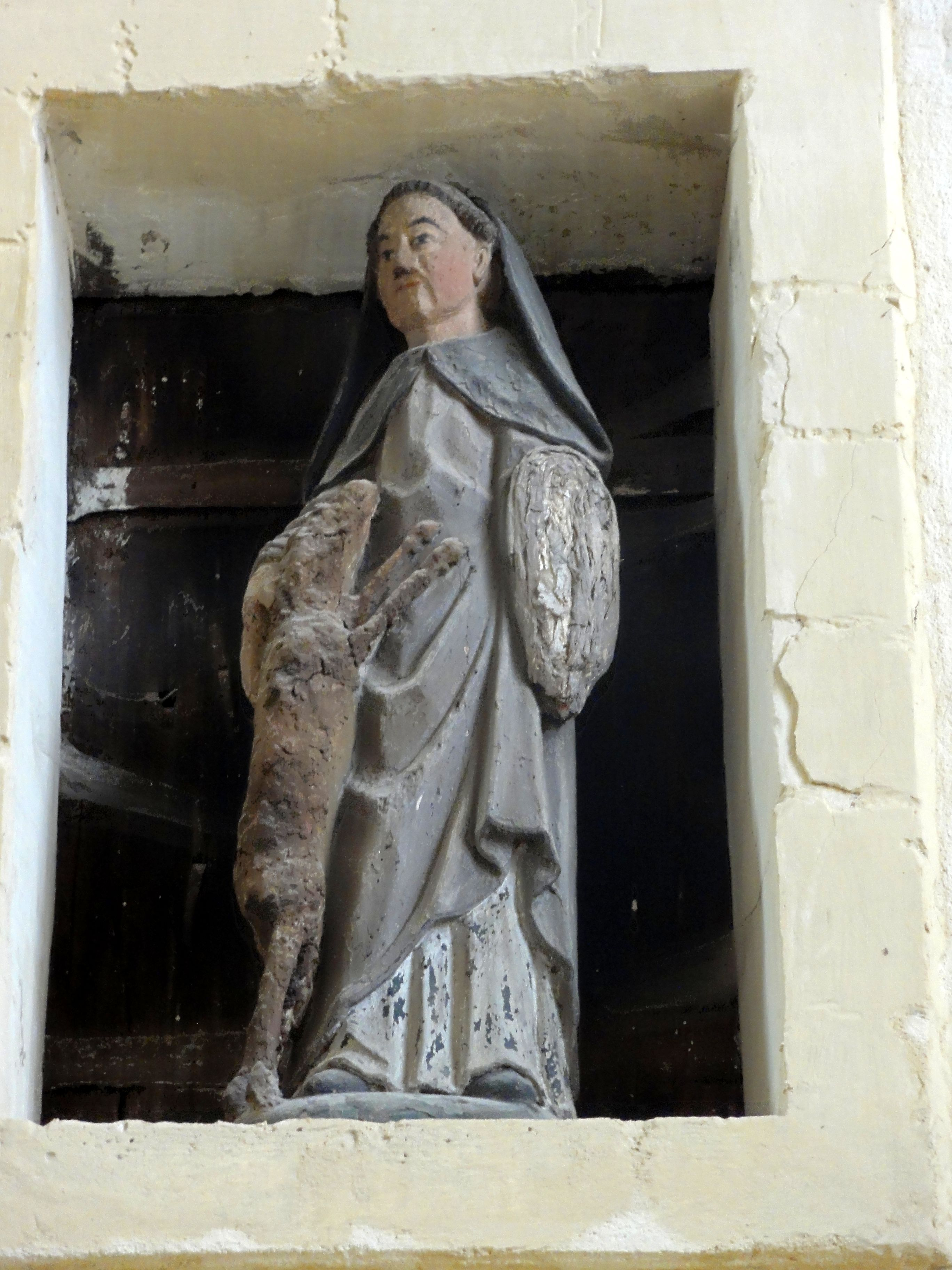
Saint Gilles.

- Deux statues en bois provenant d'une poutre de gloire, représentant la Vierge et saint Jean, hautes de 80 cm et datant du XVIe siècle[38]. Elles ne sont pas visibles dans l'église (sans illustration).
- Deux bas-reliefs en pierre jointifs encadrés de quadrilobes, représentant saint Sulpice guérissant les estropiés et datant du XIVe siècle[39]. Il se trouve au-dessus de l'entrée de la chapelle des Miracles, dans le collatéral nord.
- Un bas-relief en pierre, représentant un évêque agenouillé, sans doute saint Sulpice, et datant du XIVe siècle. Il s'agit vraisemblablement d'un fragment de l'ancien maître-autel, qui a disparu. La colonnette à gauche de l'évêque donne à penser que le maître-autel était décoré d'arcatures de la même facture que sur les soubassements des fenêtres[40]. Le fragment se trouve au-dessus de l'entrée de la chapelle des Miracles, dans le collatéral nord.
- Les vingt-deux stalles du chœur, datant de la fin du XVe siècle[41]. Elles ont des miséricordes ornées de petits bas-reliefs, dont les deux tiers ont comme sujet des scènes connues des Évangiles ou liées à l'histoire biblique, alors que d'autres sont des arrangements décoratifs, mettant parfois en scène des oiseaux, et dans un cas, deux anges tenant un blason anciennement fleurdelisé. Les accoudoirs sont garnis de petits personnages pittoresques.
- Le banc d'œuvre du XVIIIe siècle[42]. Il se trouve toujours à son emplacement d'origine, dans la nef.
- Deux chandeliers ou torchères en bois peint en noir, datant du XVIIe siècle. Elles ont été volées avant 1979[43] (sans illustration).
- Un pied chandelier pascal en bois peint et partiellement doré, haut de 170 cm et datant du XVIIe siècle. Il est du même style que les deux chandeliers mentionnés ci-dessus. Le pied est formé de trois griffes surmontées de S, entre lesquelles se profile un triangle symbolisant la Sainte Trinité entouré d'un nuage et d'où émergent des rayons, comme sur une gloire. La tige est ornée de feuilles d'acanthe. La partie supérieure comporte un tronçon de colonne cannelée ionique, surmonté de deux nœuds superposés, le tout s'achevant par la tablette circulaire accueillant la cierge[44]. Il se trouve dans la chapelle des Miracles.

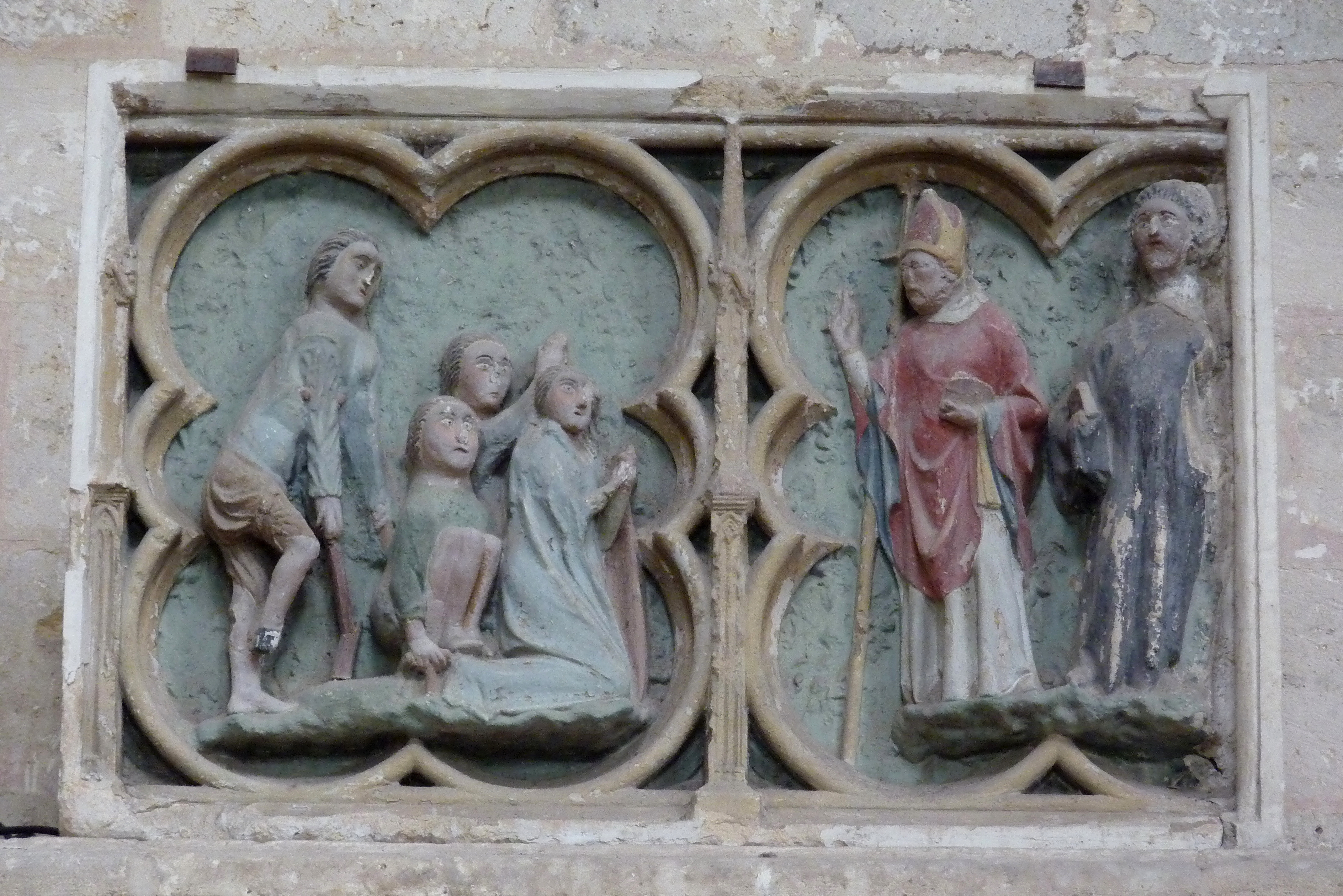
Bas-reliefs : saint Sulpice.
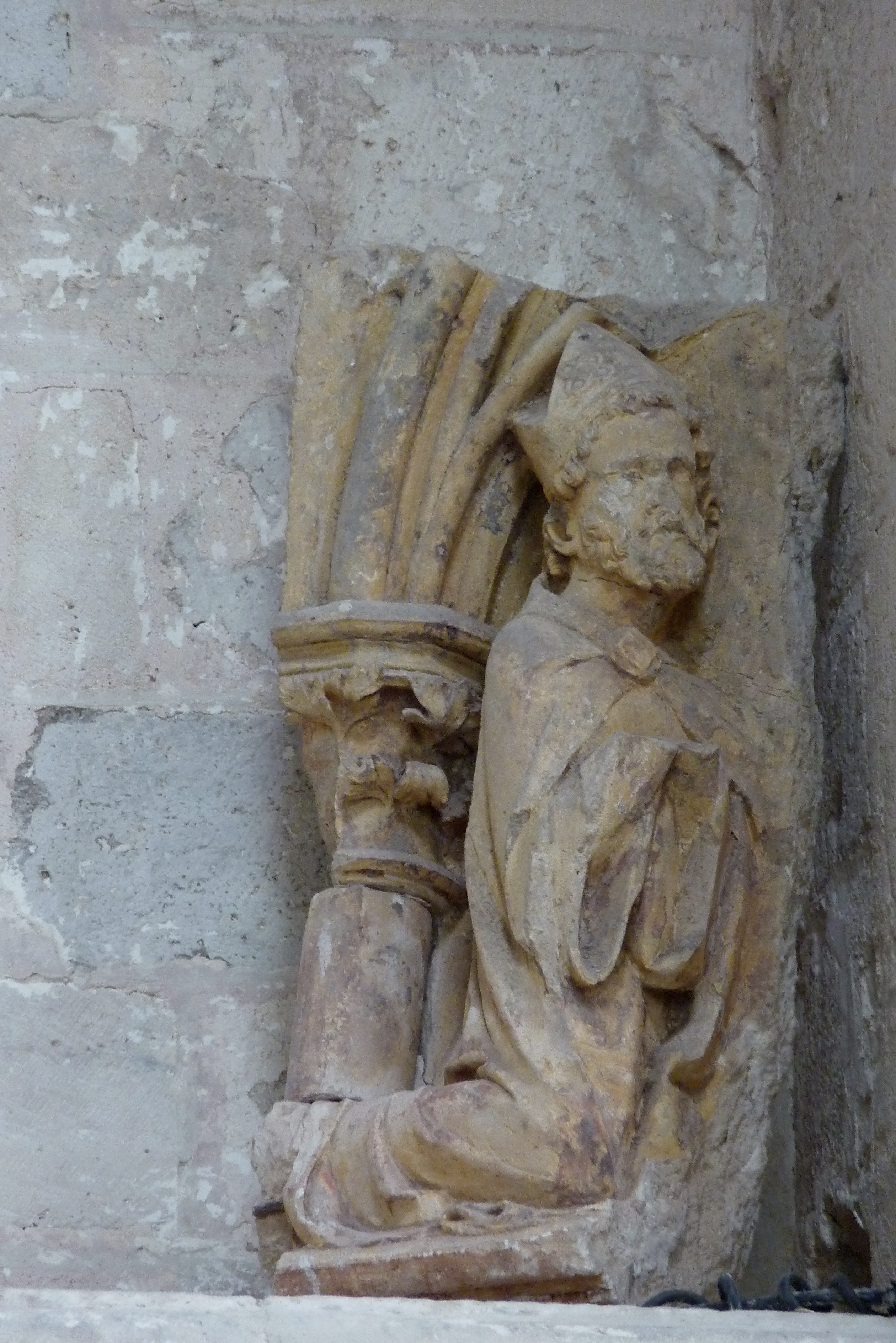
Bas-relief : saint Sulpice.
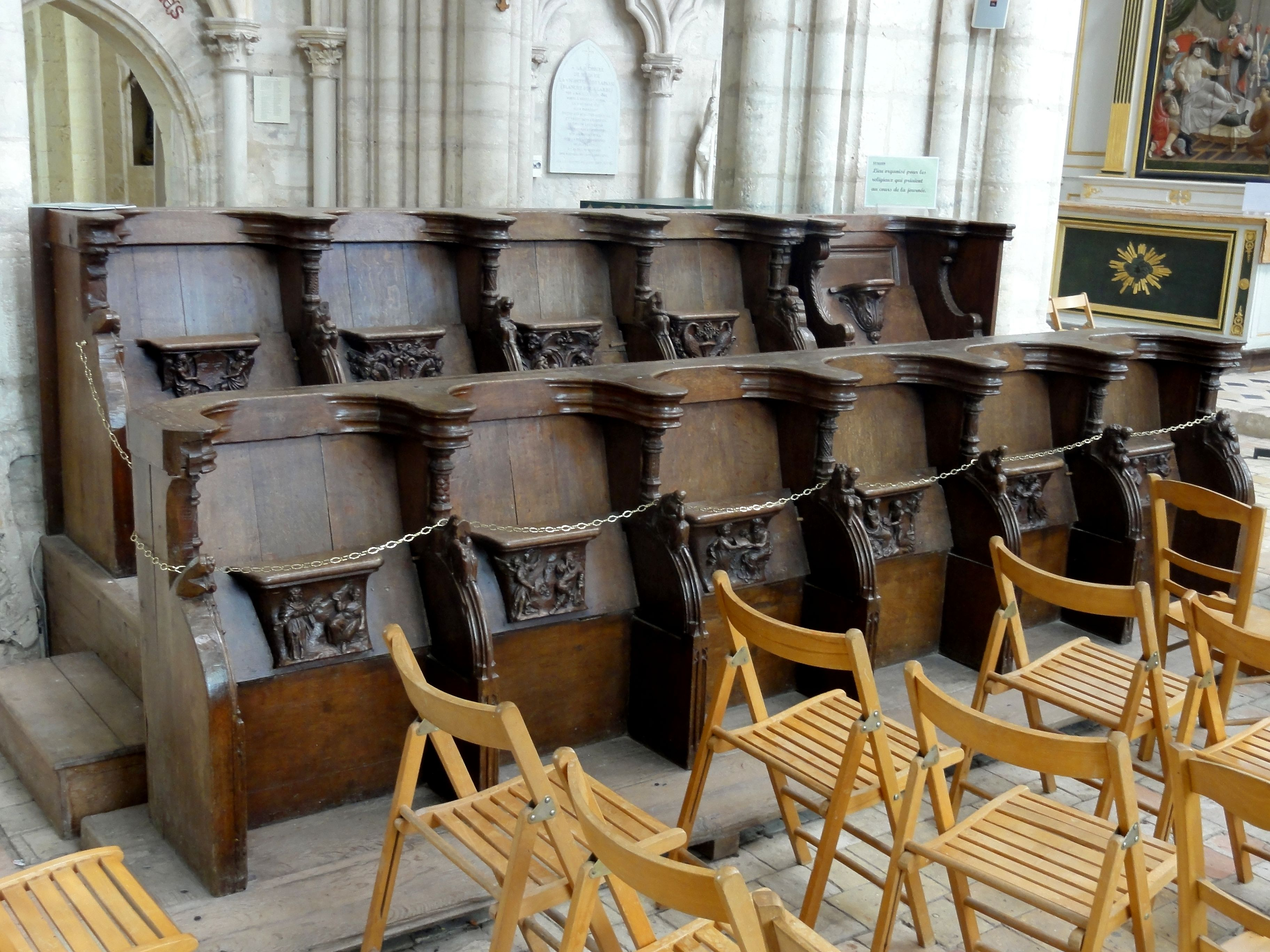
Stalles du chœur.
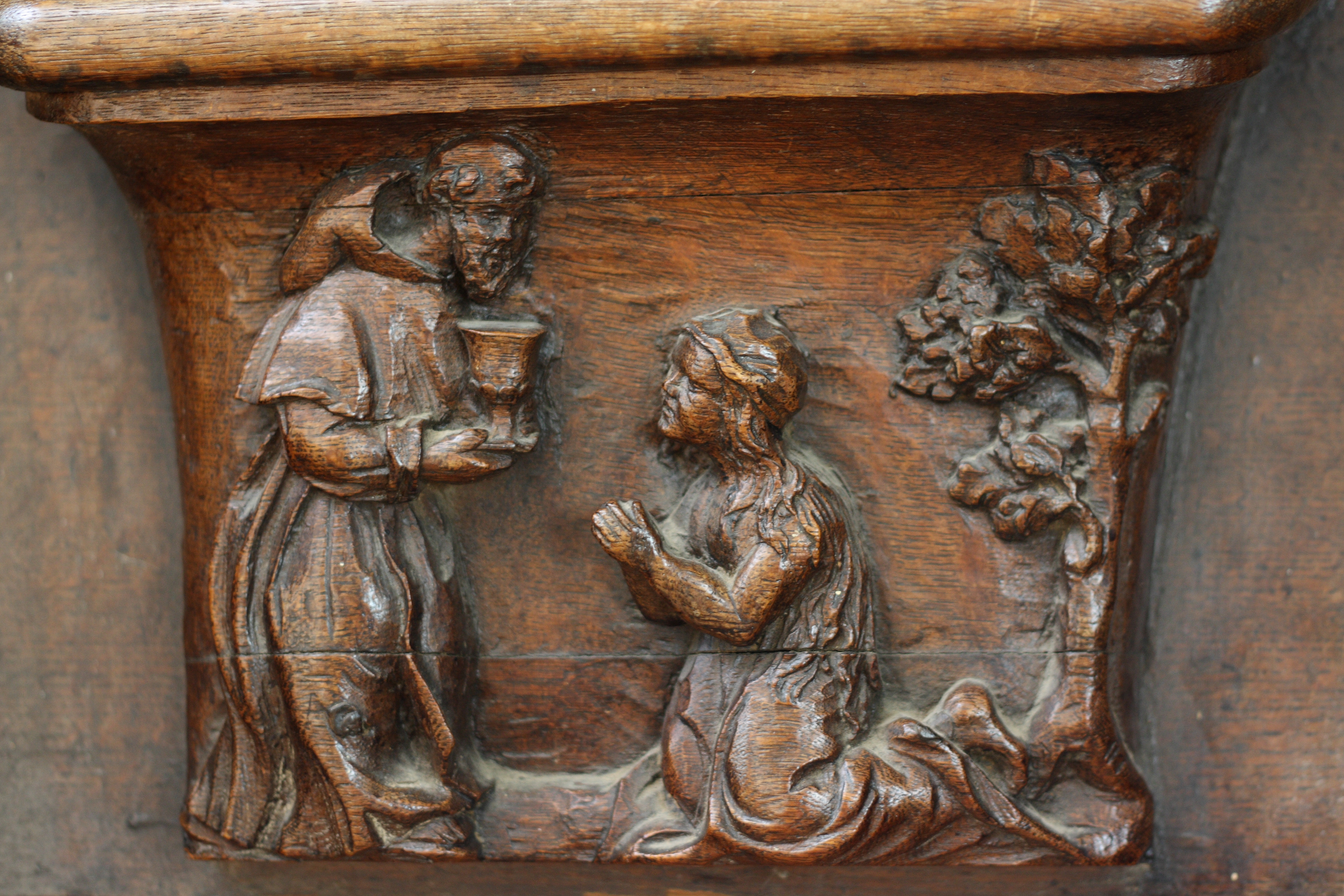
Miséricorde.
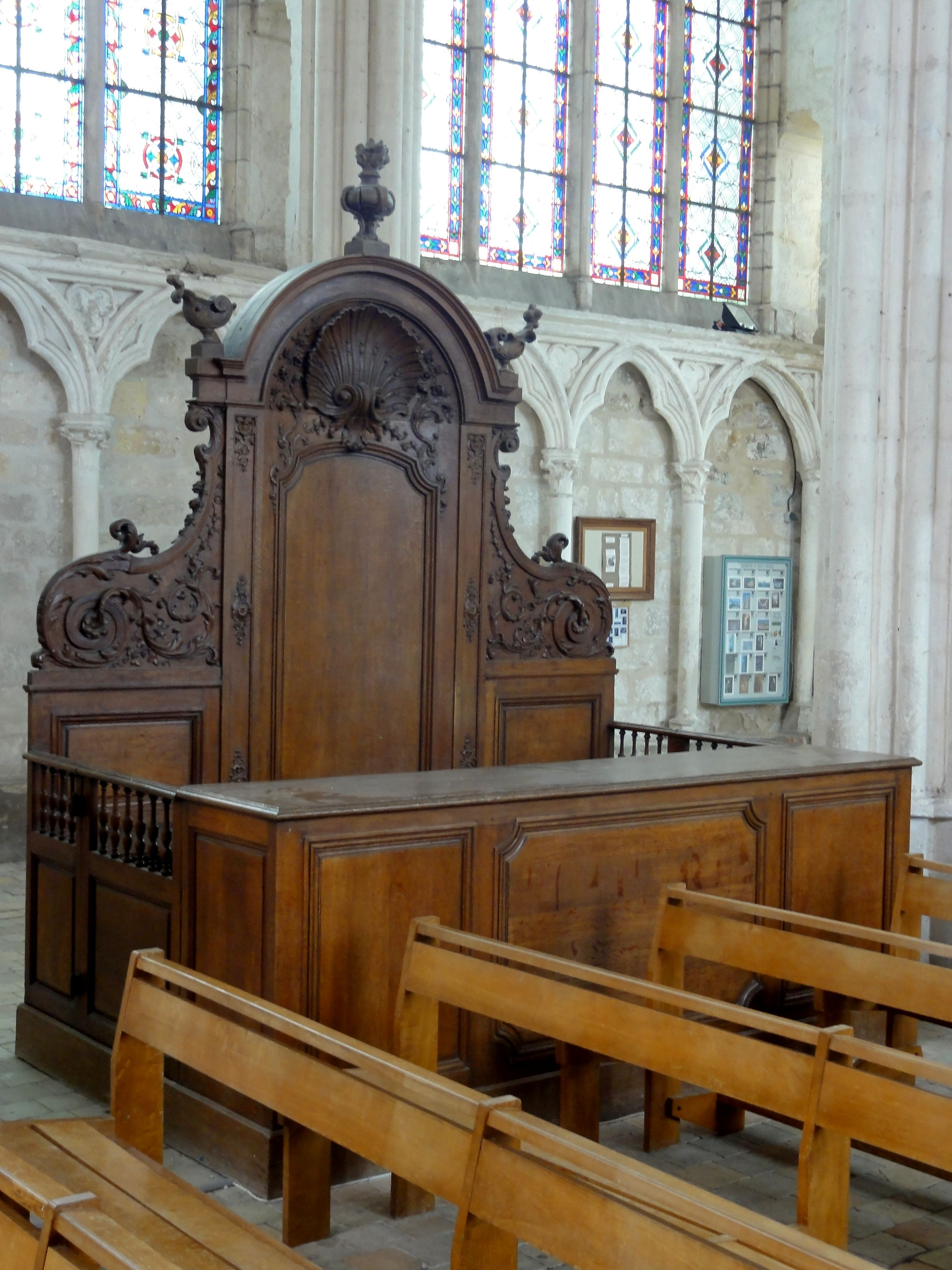
Banc d'œuvre.
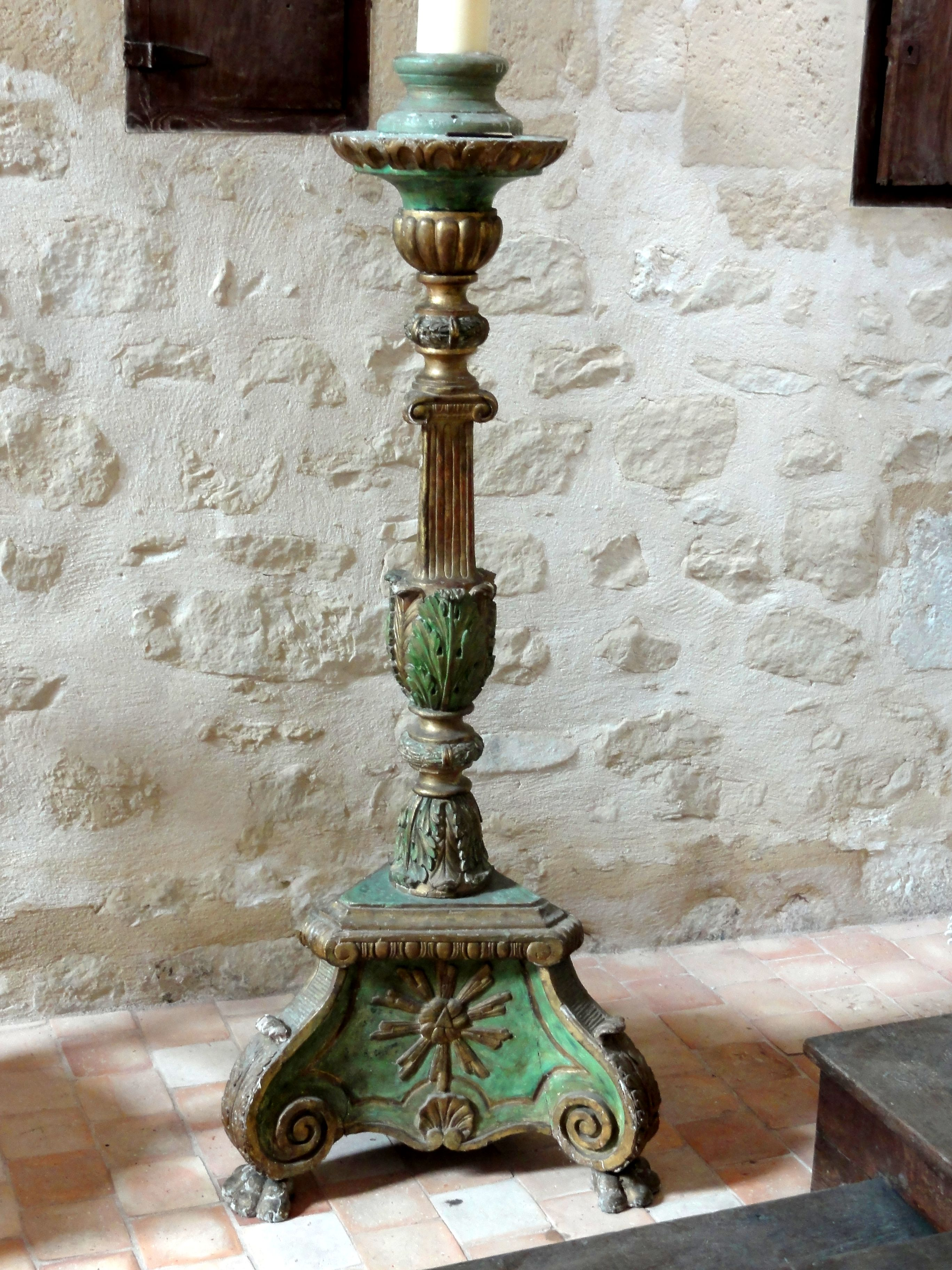
Chandelier pascal.

### Dalles funéraires
- La dalle funéraire à effigie gravée d'Isabelle de Labroce, femme de Pierre Le Conin, morte en 1316[45]. Elle se trouve au revers de la façade occidentale.
- La dalle funéraire à effigie gravée de Gilles du Coudrier, écuyer, maître des Eaux-et-forêts du comté de Dreux, mort en 1611, et de Françoise de Baudouin, sa femme[46]. Elle se trouve également au revers de la façade occidentale.

### Vitraux
- Le vitrail d'axe de l'abside, dont les deux principaux registres représentent des sujets bien distincts : la Passion du Christ et la mort et inhumation de saint Sulpice. Neuf panneaux datent du XIVe siècle[47] ; un date du XVe siècle (le cinquième à gauche, en comptant du bas vers le haut) ; et les quatre panneaux inférieurs sont des recompositions modernes à partir de fragments de vitraux médiévaux.
- Le vitrail du chevet du collatéral sud, représentant des scènes de la vie de Marie et de l'enfance du Christ sur un ensemble de trente médaillons. Ce vitrail est aussi ancien que l'église et date donc de la fin du XIIIe siècle. D'après la tradition locale, il aurait été offert par Blanche de Castille[47], qui est toutefois morte en 1252, bien avant le début de la construction de l'église.

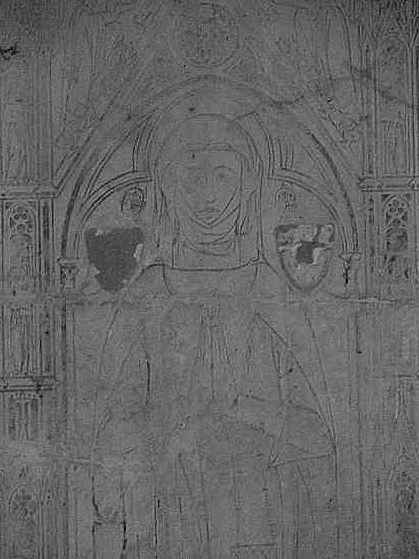
Dalle funéraire d'Isabelle de Labroce.
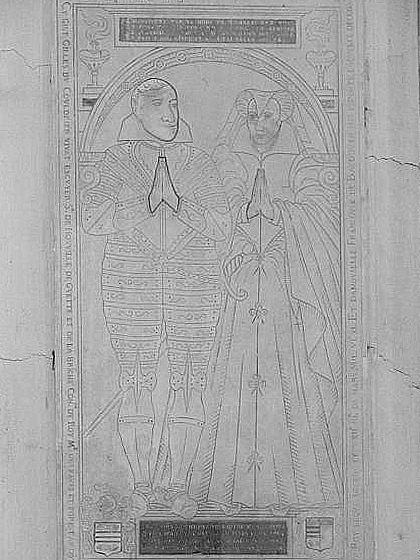
Dalle funéraire de Gilles du Coudrier et de Françoise de Baudouin.
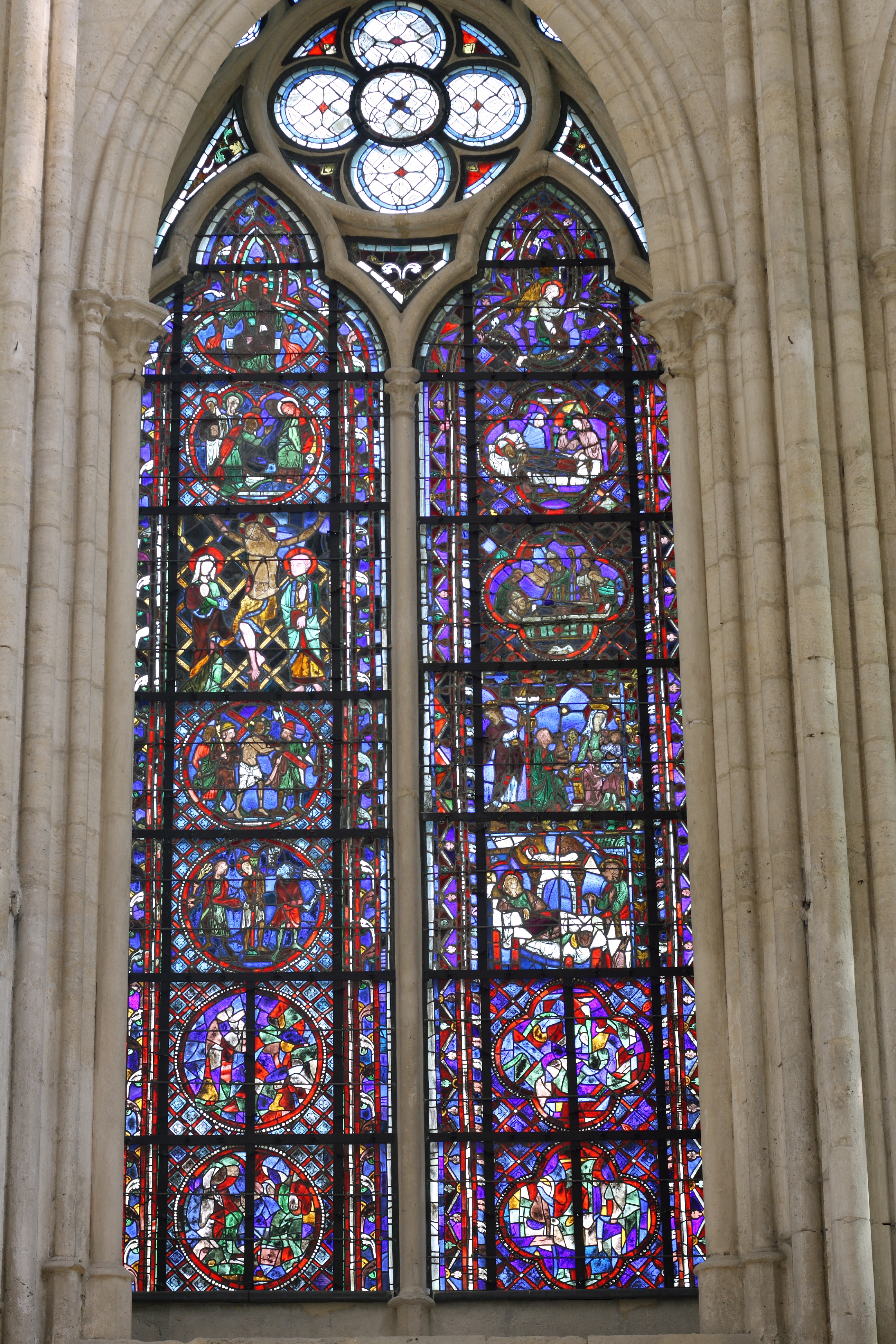
Vitrail d'axe de l'abside : Passion du Christ et la mort de saint Sulpice.
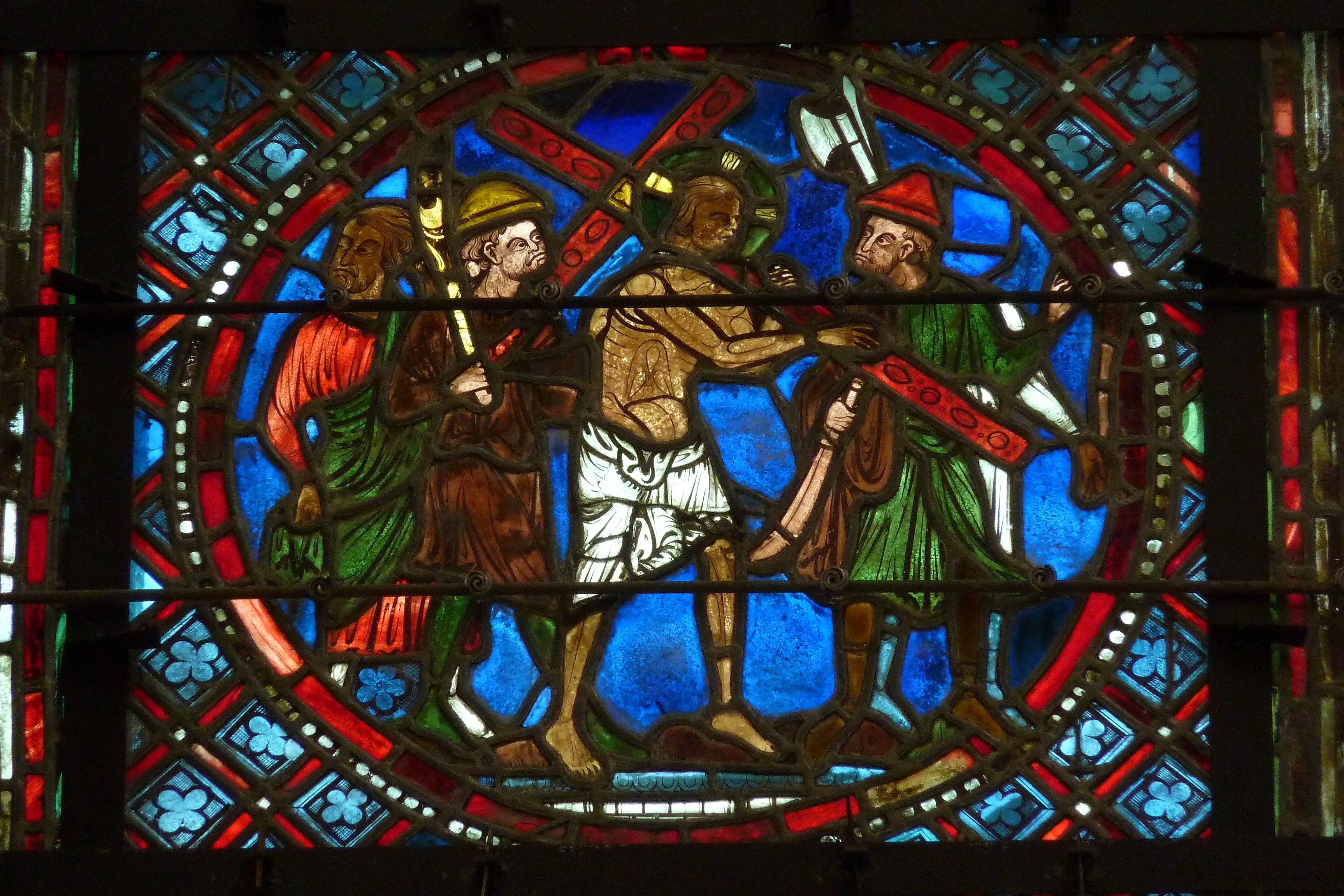
Détail : Portement de Croix.
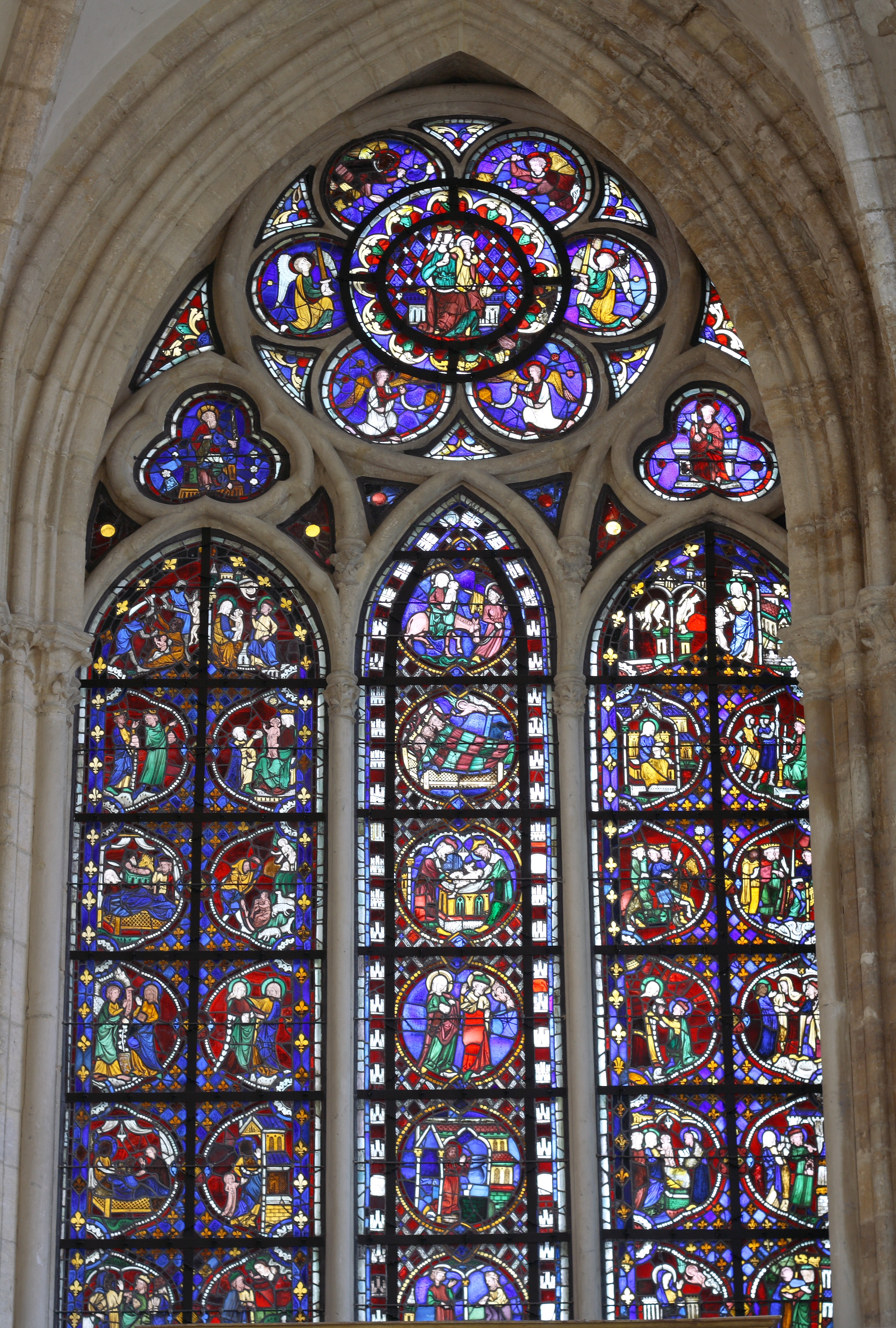
Vitrail au chevet du collatéral sud : Vie de Marie et enface de Jésus.
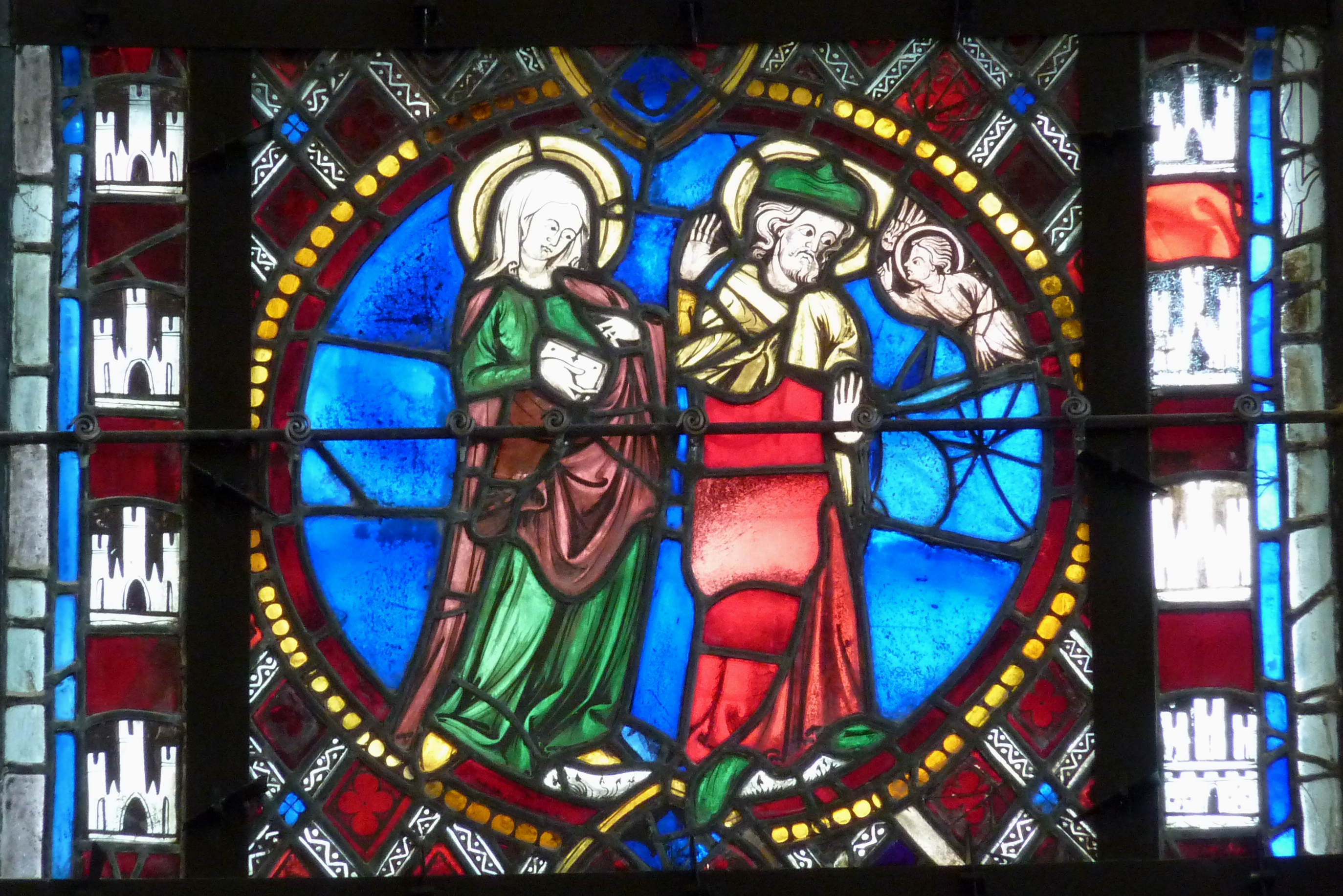
Détail : l'Annonciation, en la présence de Joseph.

### Divers
La plupart des objets suivants ne sont pas visibles dans l'église.
- Un antependium en tapisserie aux points d'aiguille noués, représentant Jésus Christ priant au jardin Gethsémani et datant du XVIIe siècle. À gauche, l'observe un enclos renfermant un pressoir à'huile[48] (sans illustration).
- Un petit lutrin en fer forgé, filigran et d'un caractère sobre, datant du XIVe siècle[49] (sans illustration).
- Un lutrin en fer forgé à volutes et flammes, datant du XVIIIe siècle et se distinguant par son ampleur et son élégance[50] (sans illustration).
- Une croix de procession en argent estampé sur âme de bois, datant du XIVe siècle. Les branches sont plates et terminées en forme de trèfle aigu ; elles sont décorées de rinceaux de feuillages. Les symboles des Évangélistes sont figurés au milieu de quadrilobes[51] (sans illustration).
- Une cloche en bronze de 1773, dont les dimensions n'ont pas été relevées[52], la seule qui a été respectée à la Révolution. Elle se trouve toujours dans le beffroi (sans illustration).